# Biserica Sfinții Arhangheli Mihail și Gavriil din Feiurdeni

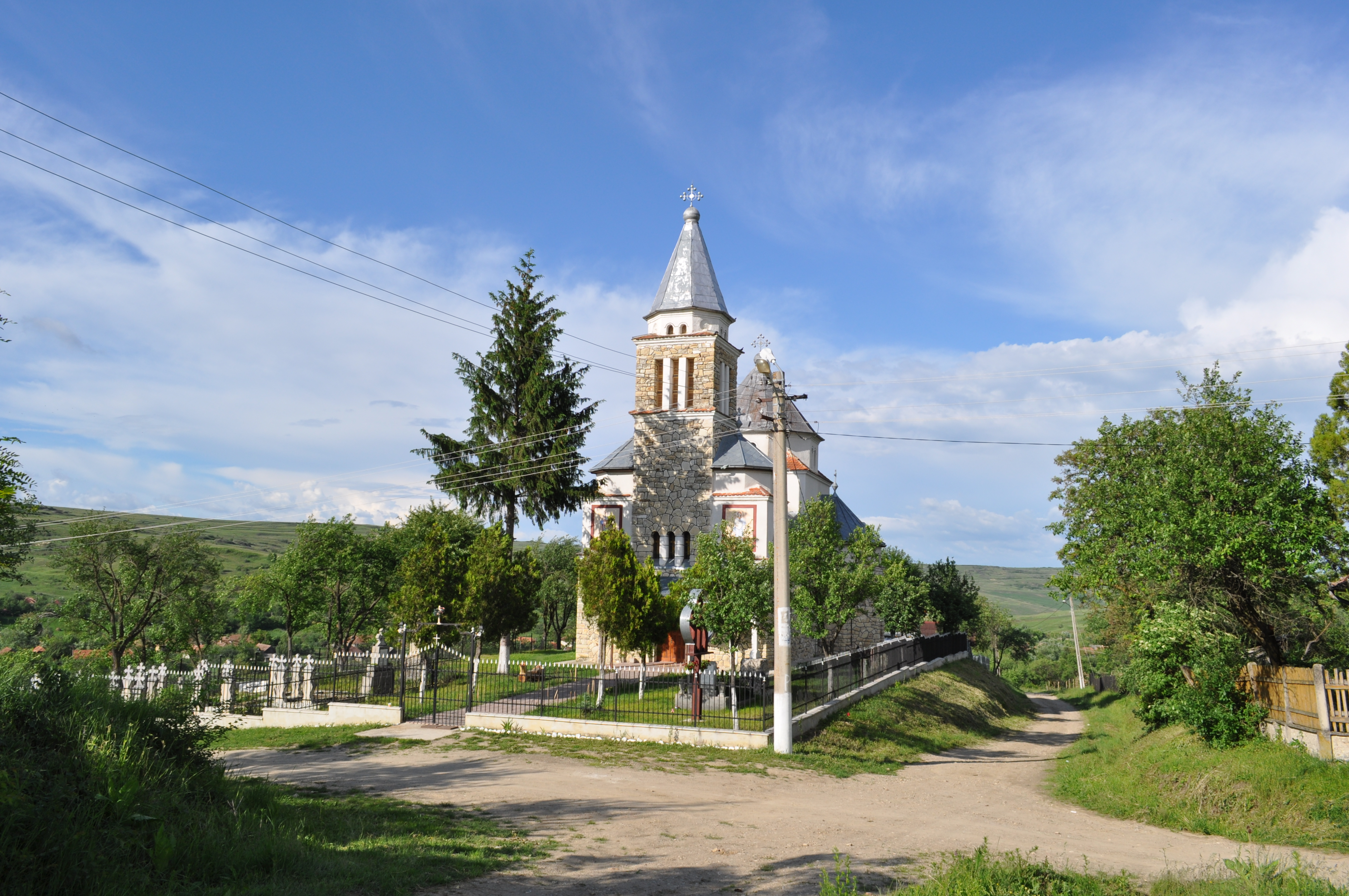
Biserica „Sfinții Arhangheli Mihail și Gavriil” din Feiurdeni, comuna Chinteni, județul Cluj, foto: iunie 2013.

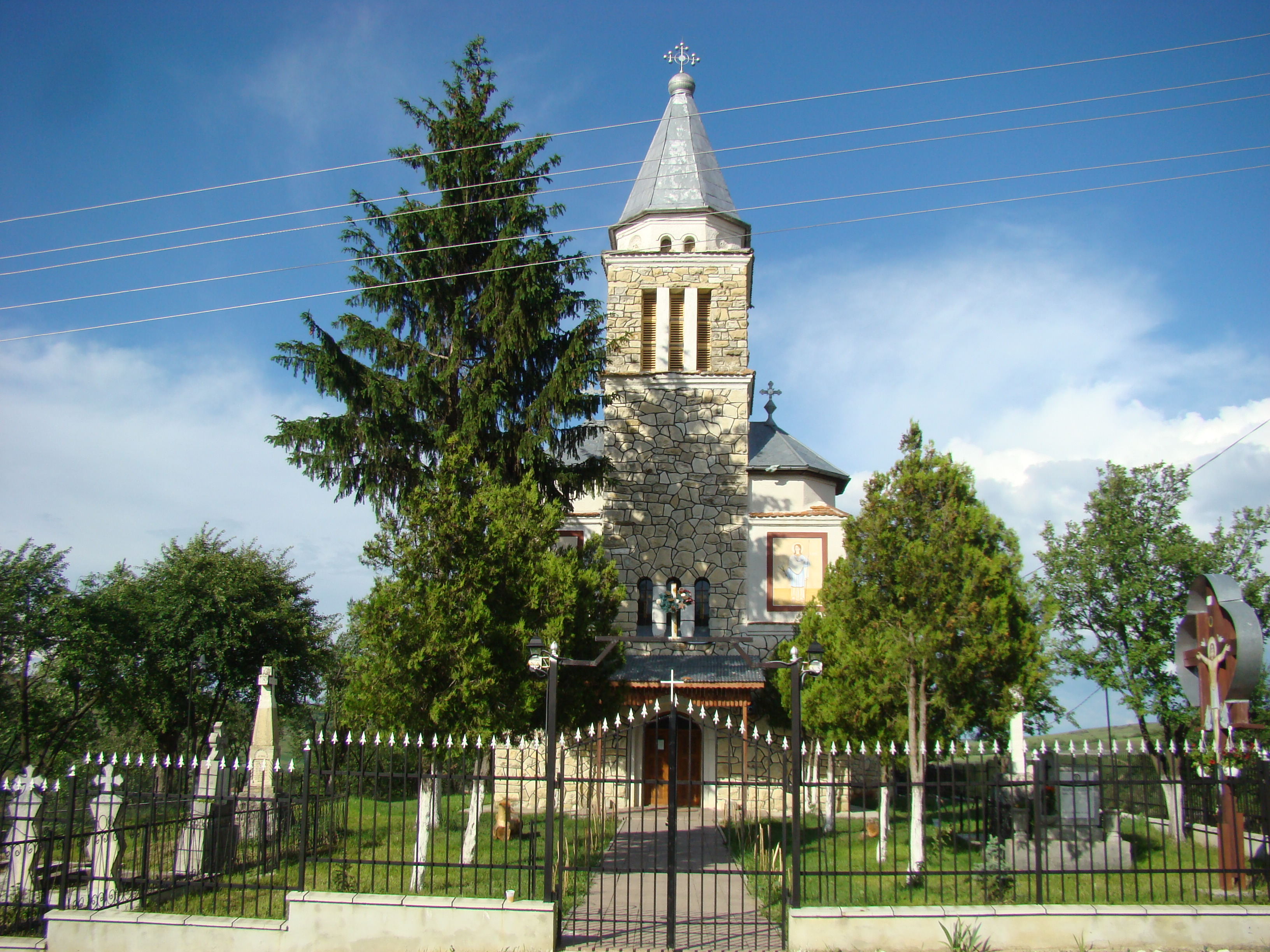
Biserica „Sfinții Arhangheli Mihail și Gavriil” din Feiurdeni, comuna Chinteni, județul Cluj, foto: iunie 2013.

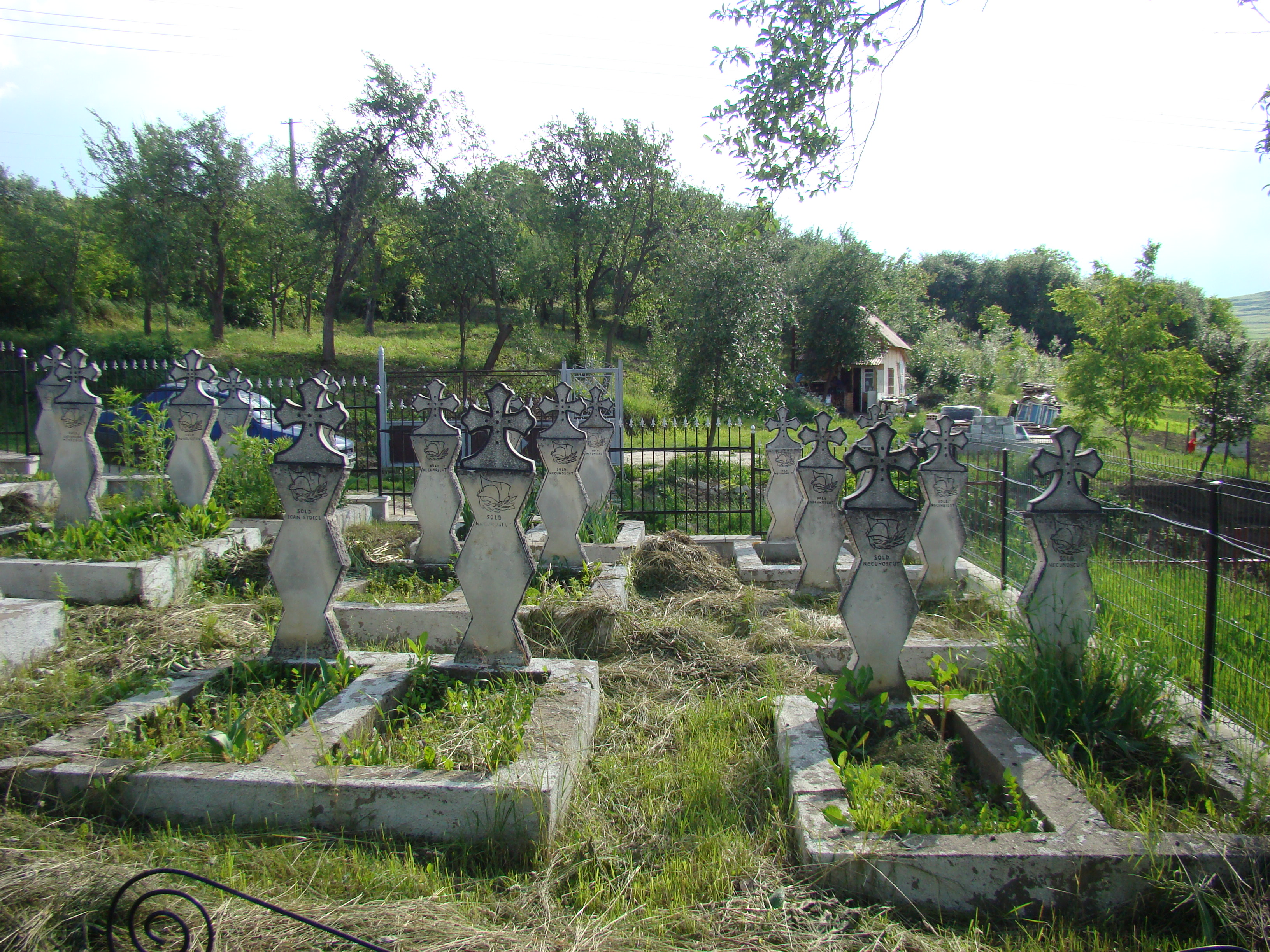
Cimitirul eroilor din curtea bisericii din Feiurdeni

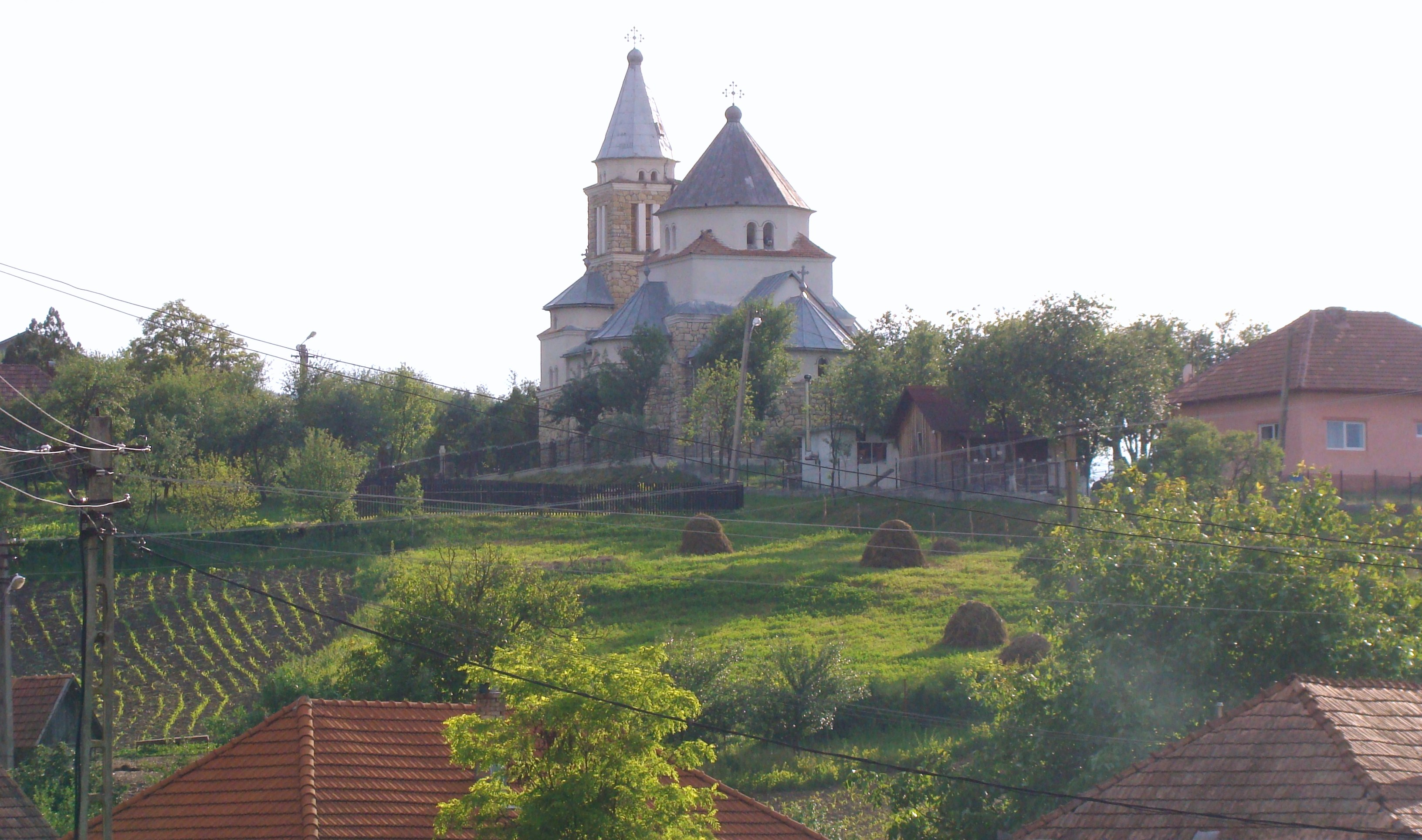
Biserica din depărtare

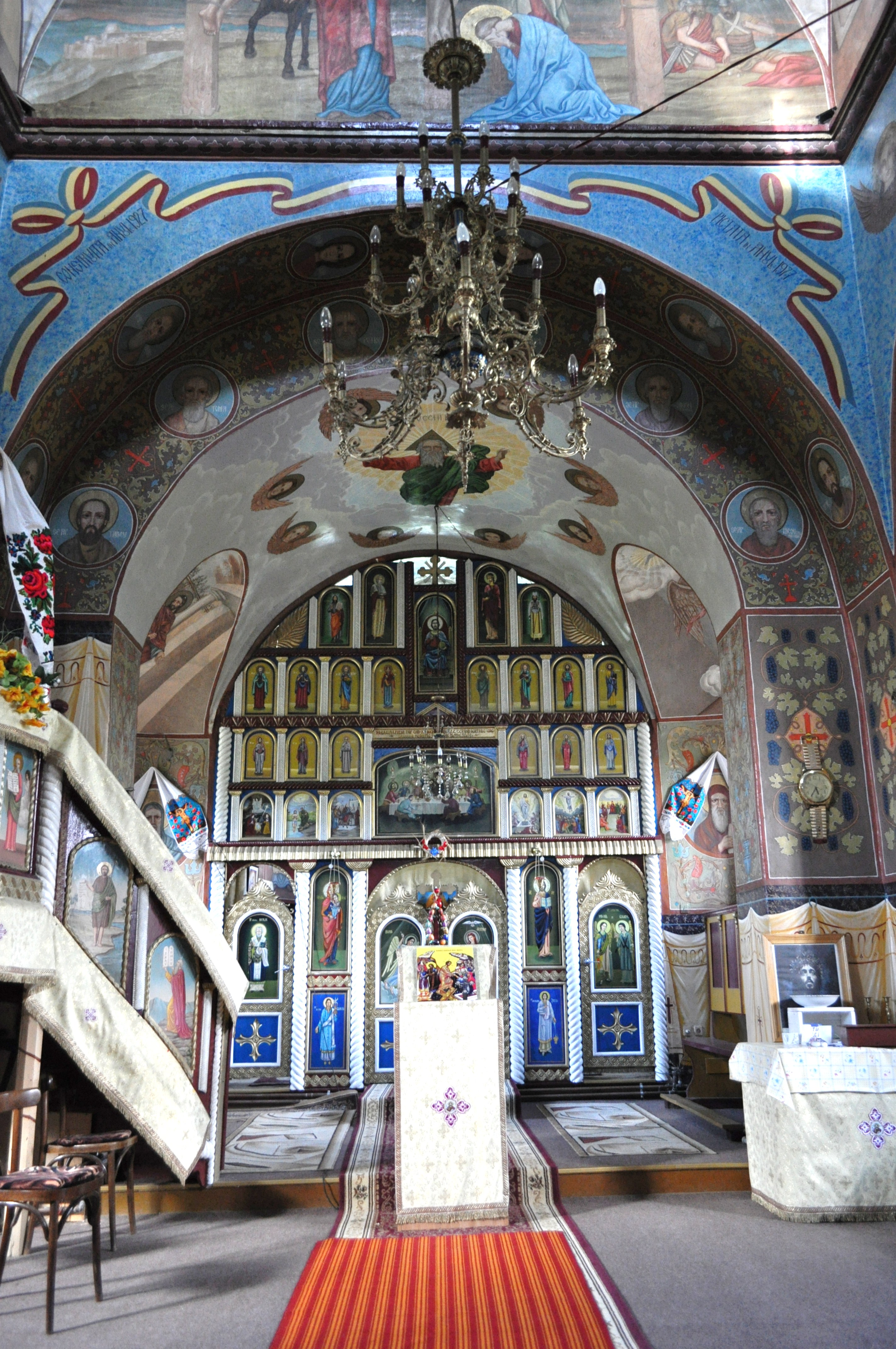
Nava spre iconostas

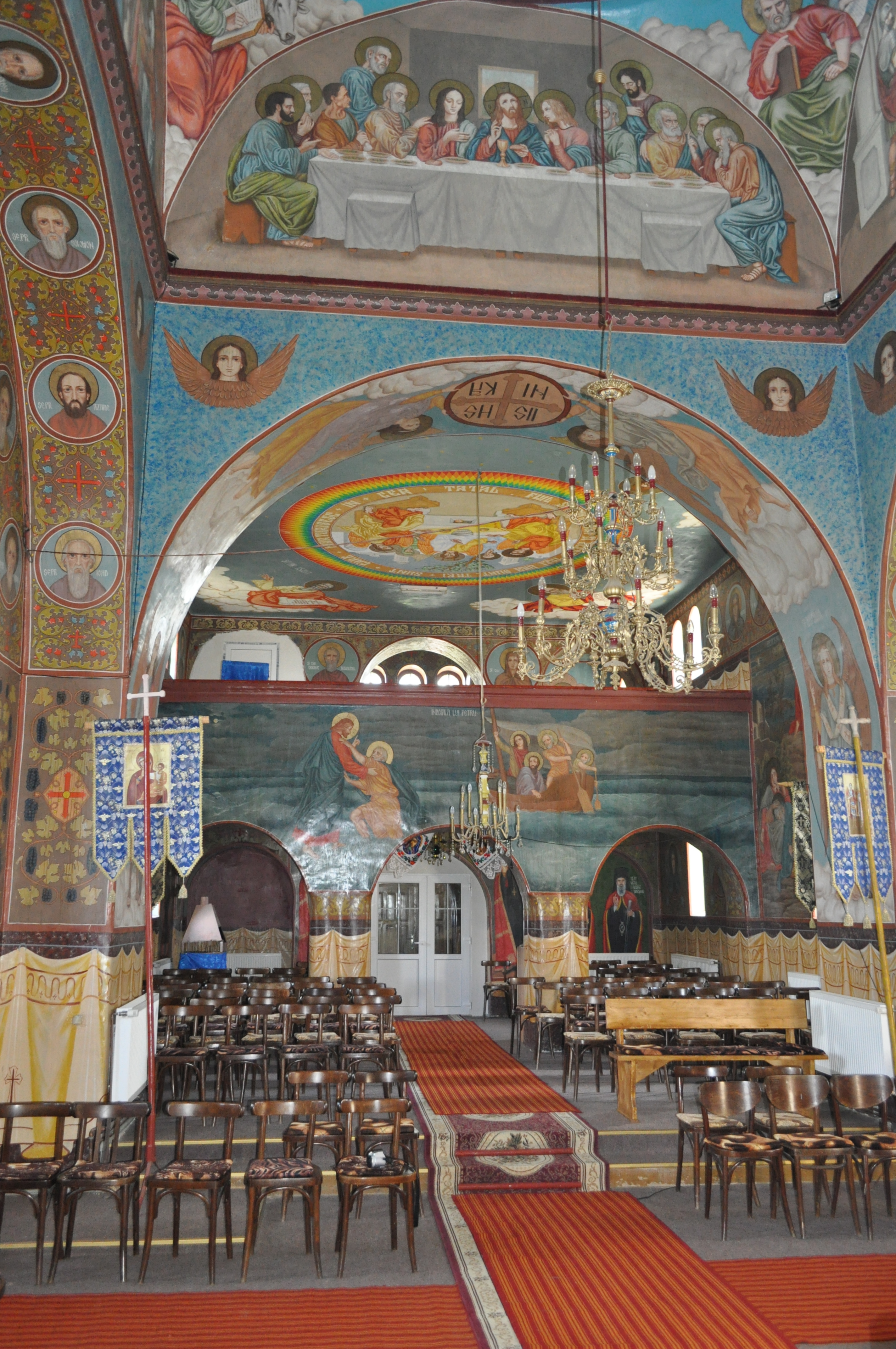
Nava spre ieșire

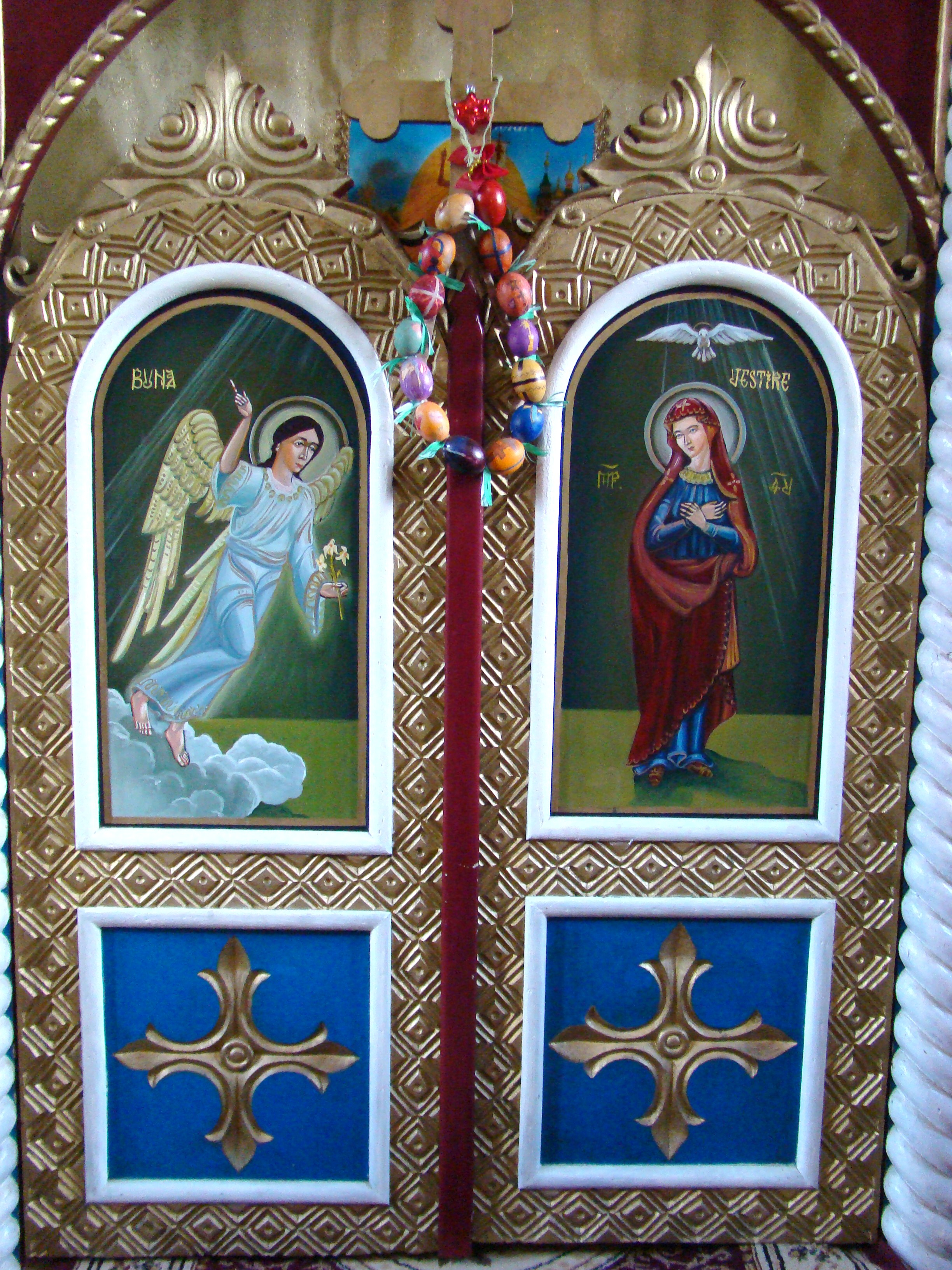
Ușile împărătești

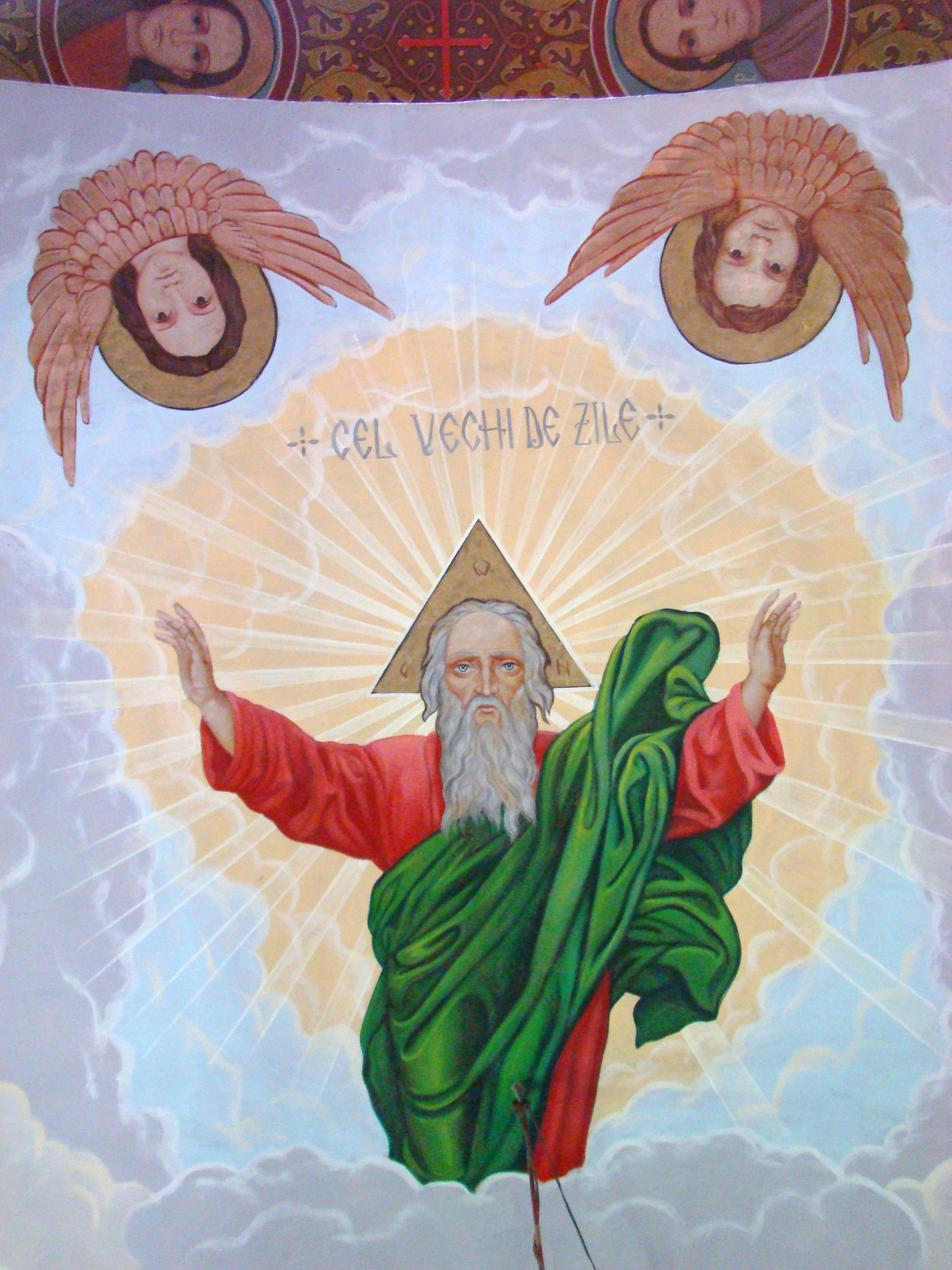
Tatăl-savaot

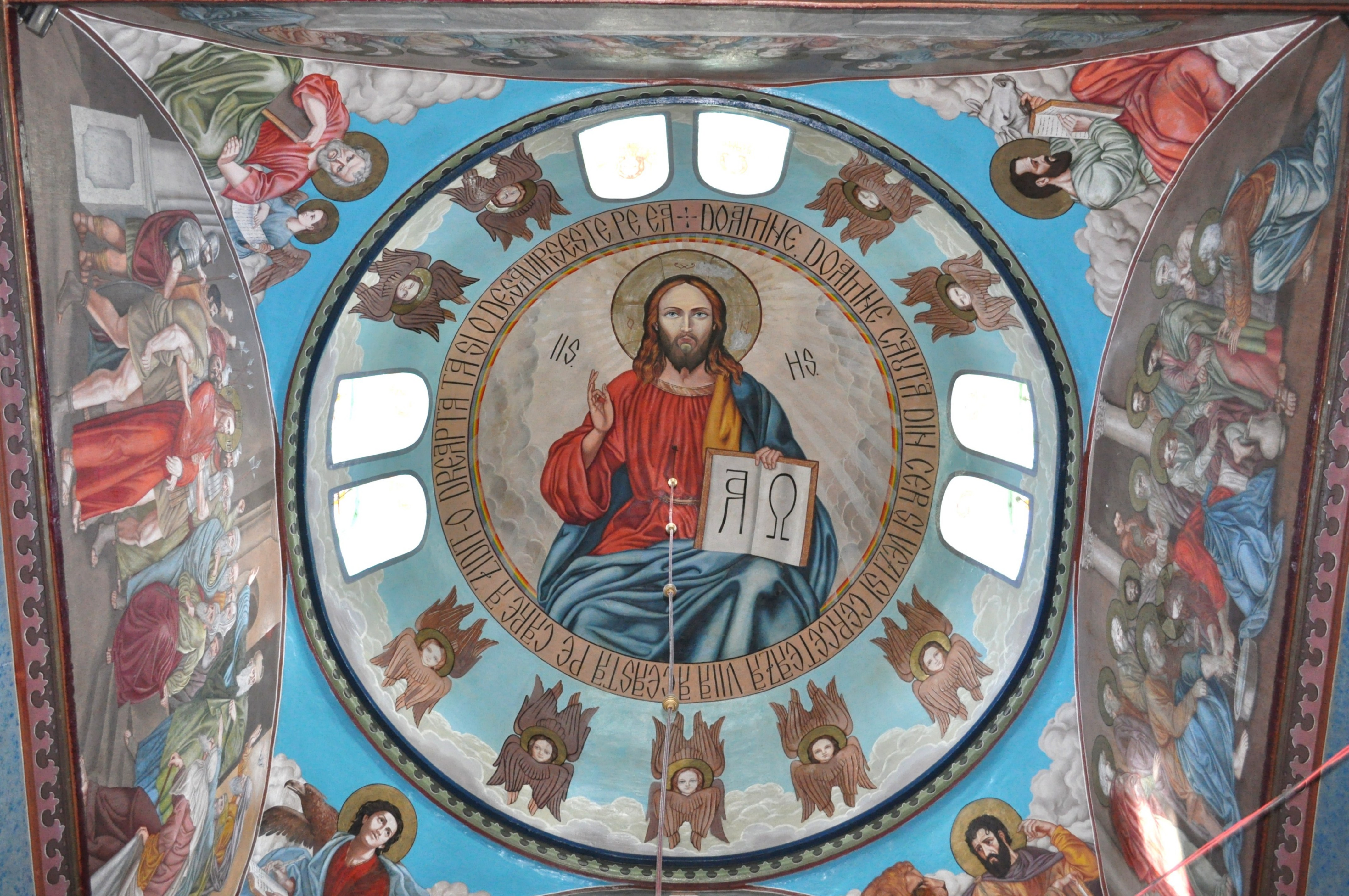
Iisus Pantocrator

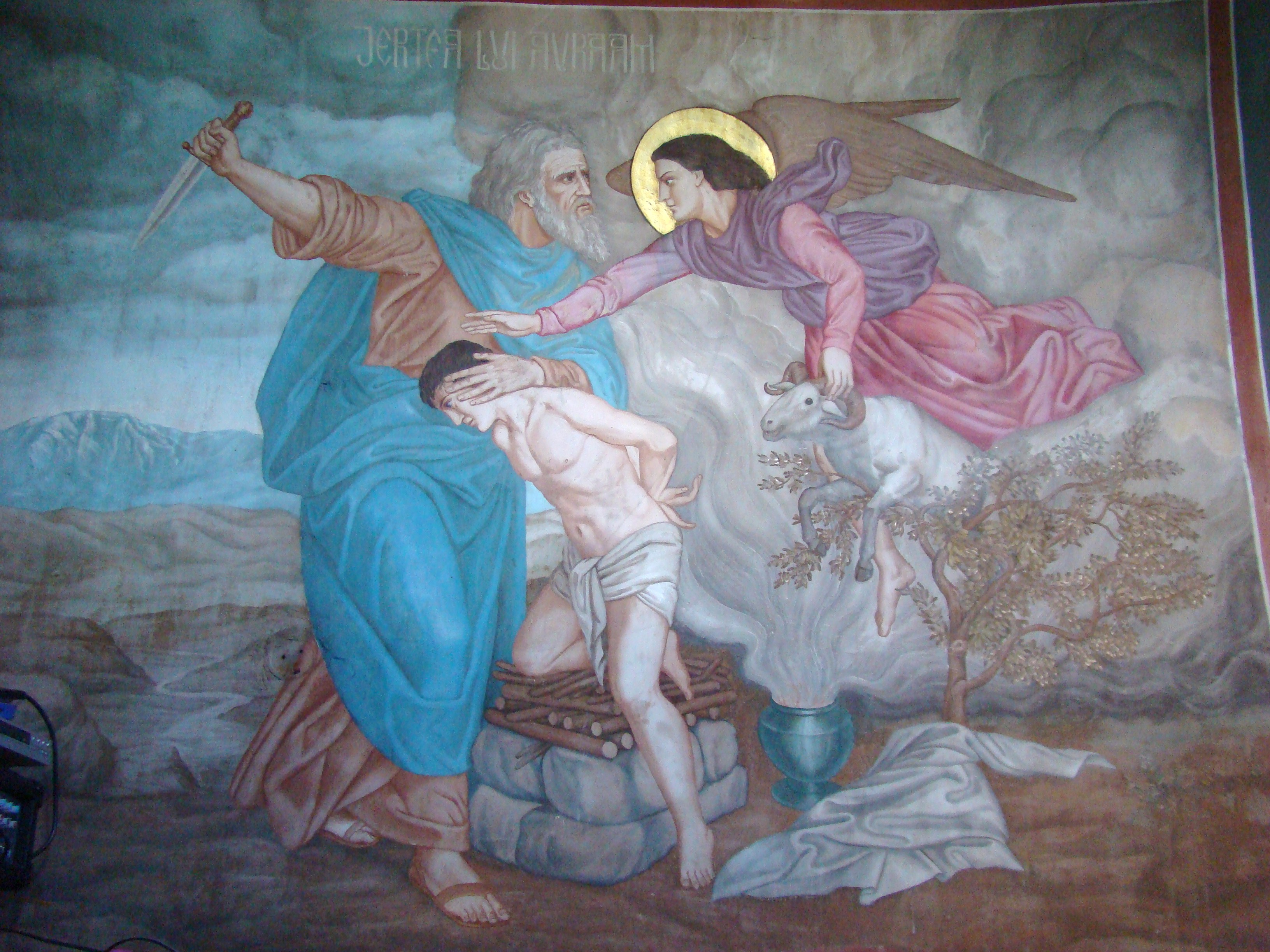
Jertfa lui Avraam

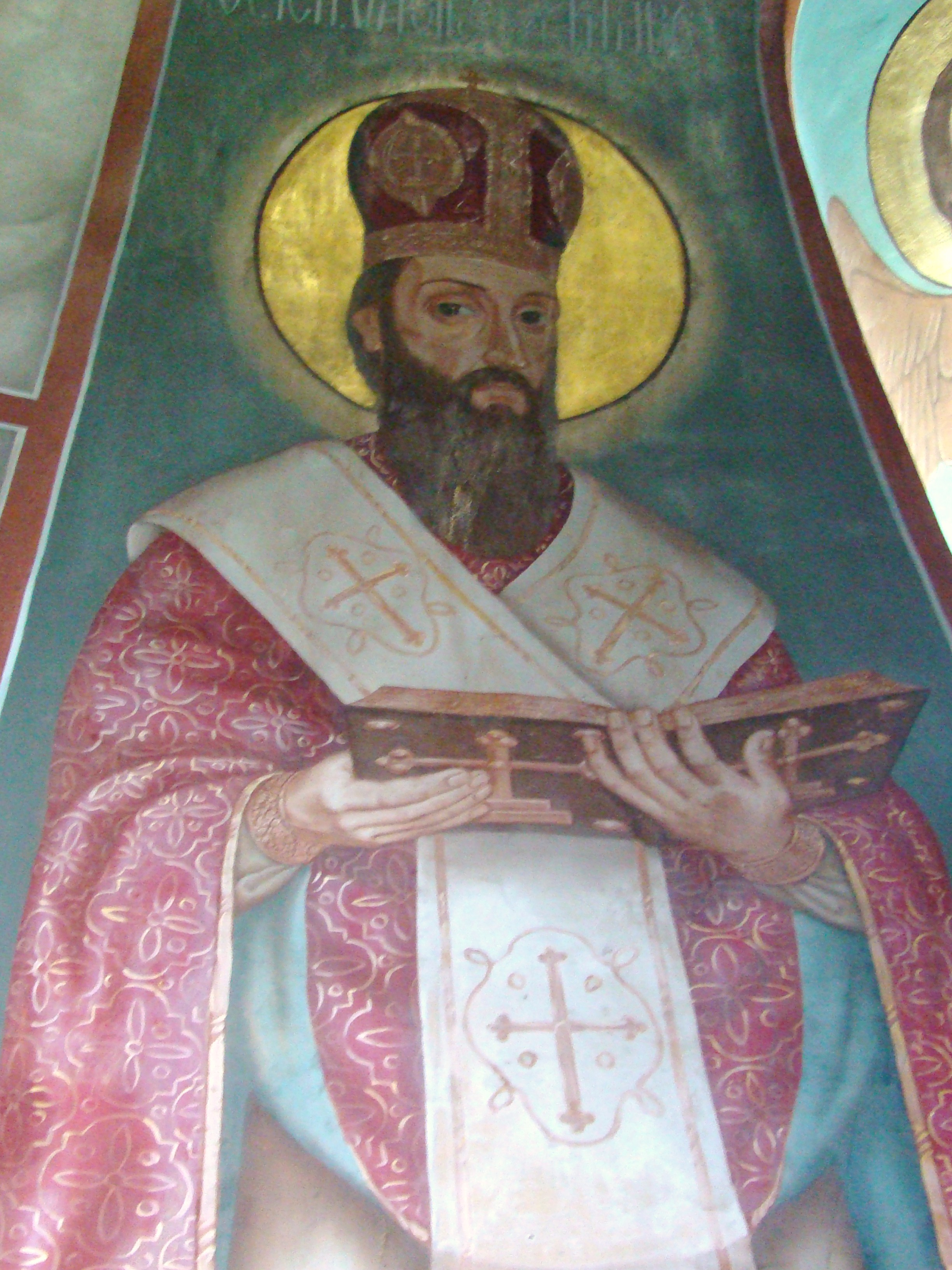
Altar: Sfântul Ierarh Vasile cel Mare

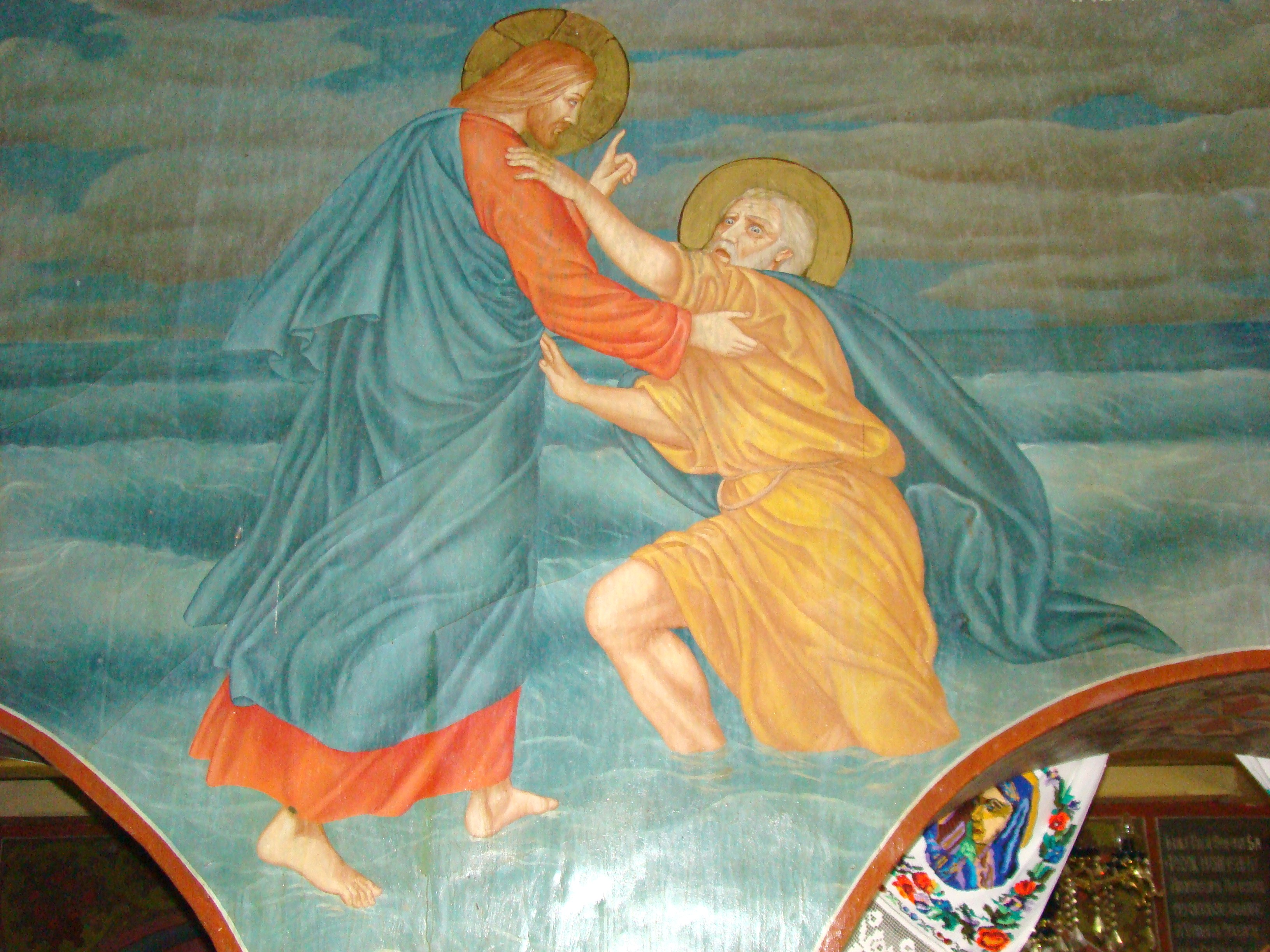
Salvarea Sf. Petru din apă (Mt. 14, 22-33)

Biserica cu hramul „Sfinții Arhangheli Mihail și Gavriil” din Feiurdeni, comuna Chinteni, județul Cluj a fost ridicată între anii 1927-1938. Biserica se află pe noua listă a monumentelor istorice sub codul LMI:  CJ-II-m-B-07611. 

## Denumirea și vechimea satului
Localitatea Feiurdeni din județul Cluj este situată la 15 km nord de Cluj-Napoca, având ca vecini la sud localitatea Câmpenești, la nord localitățile Pădureni (Făgădauă) și Măcicașu, la vest localitatea Borșa și la est Fânațele Clujului. În trecut, satul era locuit în marea majoritate de români, fiind înconjurat de păduri și dealuri înalte. Prin mijlocul satului trece un pârâu numit Pârâul Feiurdenilor, ce se varsă în Someșul Mic la Apahida. În timpul stăpânirii maghiare localitatea Feiurdeni se numea Fejérd, iar românii îi ziceau Feiurd. După unirea Transilvaniei cu România în 1918, numele a fost schimbat în Feiurdeni. Trebuie spus faptul că nici numele Fejérd, nici Feiurd, nu este de origine ungurească. Numele comunei se găsea în hrisoavele latinești din Evul Mediu sub următoarele forme: Villa Feyerd, Terra Feyrd, Possesio Feird sau Fyerd, Feyerd, Veyerd și Pheyerd. Denumirea localității nu este de origine maghiară: fehèr = alb, dar nici românească, ci de origine germană, primită de la sașii care în secolul al XIII-lea (1281) s-au așezat în „Villa Clus”, adică Clujul de azi, „loc închis” [de dealuri]. Fânul pentru vitele lor îl primeau din Fânețele Clujului, iar pășunile lor se întindeau până în hotarele Feiurdeniului de azi. Sașii au denumit aceste locuri Viehherde adică „cireadă de vite”. Din săsescul Viehherde, ungurii au numit-o Fyerd, după care românii i-au spus Feiurd.
În Monumenta Vaticana Historia Regioni Hungaria, ilustrația din anii 1281-1375 la seria I, vol. 1, pag 113, numele comunei este scris cu litera V, adică „Vau” nemțesc –„Veyerd”. În arhiva de stat din Budapesta, sub Nr. 28715 din 1314, se pomenește numele localității Feiurdeni. Naționalitatea locuitorilor este ușor de dedus din toponimele localității din zona intravilană, care sunt de origine română, cum ar fi: Șes, Cot, Subpădure, Ulița Mare, Dâmbul Popii și altele, iar pentru zona extravilană: Țelini, Dos, Față, Deal, Curmătură, Calea Borșii, Calea Giulii, Calea Clujului.

## Istoric și trăsături
În Feiurdeni sunt două biserici: una ortodoxă și una reformată, în stare de paragină. După primul război mondial și după Unirea Transilvaniei cu România, pe timpul preotului Ioan Crăciunean, în Feiurdeni existau 2.028 de credincioși greco-catolici, 436 de reformați si 12 baptiști. În timpul de pastorație a vrednicului pr. Ioan Crăciunean, originar din Iernut, județul Târnava-Mică (interbelic), a fost ridicată biserica cu hramul „Sfinții Arhangheli”. În perioada edificării aceastei biserici au făcut parte din consiliul parohial: Alexă Anca, prim consilier, Petru Pralea, casier, Aurel Rarău, Teodor Pop, Vasilică Câmpean al Totului, Ștefan Rațiu, Cornel Gocan, Vasilică Câmpean al Natului, Ioan Crișan, Simion Gocan, Valer Drăgan, Ioan I. Nicolae Rațiu, Valer Gădălean, Cornel Pop, Simion Gliga, Valer Pop și Ștefan Gădălean. Planul de zidire a fost întocmit de arhitectul Károly Kós, toate actele fiind îndosariate și trimise la înalții superiori ai Episcopiei de Cluj-Gherla care, în ședința ținută în 29 martie 1927, au aprobat începerea lucrărilor la biserică. Zidirea bisericii a fost încredințată antreprenorului Ștefan Lucaci având ca maistru pe Iosif Solosaiete din Huedin, pentru suma de 1.700.000 lei. Toată piatra a fost adusă din localitatea Satu Lung, nisipul din Apahida, iar restul de la Cluj, cu căruțele. Deoarece în anul zidirii bisericii a fost secetă mare, apa a fost adusă de sus, de pe tăuri, pe un canal tras cu plugul, lung de 1,5 km. Biserica este construită sub formă de cruce, având o lungime de 27 metri și o lățime de 14 metri; are de asemenea 2 turnuri mari și patru mici.
În anul 1931 pr. Ioan Crăciunean a fost mutat la Valea Lungă, lângă Blaj, iar în locul său a fost transferat pr. Leontin Florian. Acesta a continuat lucrările la biserică, care s-au terminat în 1938, pentru că tot în acel an la 6 august să se facă sfințirea bisericii, oficiată de Iuliu Hossu. Oamenii care au dat sume importante pe seama bisericii (banul văduvei), care au donat sfeșnice, vase sfinte, veșminte, chivot, țesături lucrate cu mâna pentru a împodobi biserica, sunt înscriși cu toții în Cartea de Aur care se găsește în arhiva parohiei. 
Clopotele bisericii sunt în număr de trei: două sunt cumpărate de Ioan Rus din Feiurdeni și unul de Pop Ștefan din Pădureni. În 1917, la 15 ianuarie, autoritățile austro-ungare au rechiziționat un clopot pentru a fabrica din el tunuri. Din această cauză preotul a propus oamenilor să se facă o colectă și să se cumpere alt clopot în locul celui rechiziționat. În fața bisericii este un monument ridicat de prof. Simion Gocan, în amintirea părinților săi. De asemenea există și un cimitir al eroilor și un monument prin care se arată vitejia căpitanului Cristorean.

## Slujitori ai altarului
Conform datelor istorice, primii preoți în Feiurdeni datează de la anul 1300-1326, pe vremea voievodului Maramureșului, Nicolae, care avea pe fiul său proprietar în Feiurdeni, iar preoții erau din Grecia, de rit răsăritean. Cu toate acestea nu se cunosc numele preoților decât începând cu secolul al XVIII-lea.
Între anii 1728-1751, Feiurdeniul se afla sub pastorația preotului Popa Dănilă.
Între anii 1800-1823, preot a fost Gheorghe Marcu.
A fost succedat, între anii 1823-1854, de preotul Gregoriu Fărăgău.
În anii 1854-1883, preotul Dimitrie Cosma.
Între anii 1883-1917, parohul locului a fost Augustin Cosma, fiul lui Dimitrie Cosma, care era un tenor desăvârșit.
În perioada interbelică au fost puse bazele unui proiect pentru construirea bisericii actuale din piatră.
Între anii 1917-1931 preot la Feiurdeni a fost Ioan Crăciuneanu, pe vremea căruia s-a pus piatra de temelie și s-a ridicat această măreață și frumoasă biserică.
Din anul 1931 în Feiurdeni este numit preotul Florian Leontin, paroh până în 1940, cel care a adunat în scrierea sa împreună cu prof Simion Gocan majoritatea evenimentelor din viața locuitorilor din Feiurdeni. Pr. Florian a continuat lucrările la biserică. Era de loc din Recea-Cristur, iar soția din localitatea Panticeu. În toamna anului 1940, după Dictatul de la Viena, a fost arestat de către autoritățile fasciste ungare, care au ocupat comuna la 15 septembrie 1940. Cei care au continuat pastorația în comuna Feiurdeni au fost: preotul paroh Gheorghe Mureșan 1940-1948, care era din Popteleac; în anul 1948 a fost arestat de regimul comunist si condamnat la 12 ani de închisoare. Pe vremea pr. Mureșan, în 1946, s-au ridicat anexele gospodărești.. Preotul paroh Gherman Vasile a slujit între 1948-1949, ca ultim preot greco-catolic. Preoți Misionari: Câmpean Marin, Lehe Nicolae (din Câmpenești), Ruștea Ioan, Petru Tomșa, Ștefan Grigore. Între anii 1949-1956 paroh al locului a fost Iuliu Popovici, ca preot ortodox, iar între 1957-1966 Aurel Mara. În perioada pastorației sale s-a schimbat acoperișul bisericii, înlocuindu-se țigla cu tablă zincată. În anul 1966 Pr. Aurel Mara a fost transferat în parohia Apahida. Următorii slujitori ai altarului au fost: 1966-1971 Neluț Constantin; între 1971-1973 preoții misionari Nicolae Benea, Traian Man și ieromonahul Sidor. Din 1973 până în 1990 preot paroh a fost Neguțiu Constantin, născut în Covasna. I-au urmat preoții Băcilă Laurențiu (1991-1995), Iuga Dănuț (1995-2000), Golescu Claudiu (2000-2003). Din 2003 până în prezent slujitor la altarul bisericii din Feiurdeni este părintele Ioan Cherhaț

## Imagini din exterior

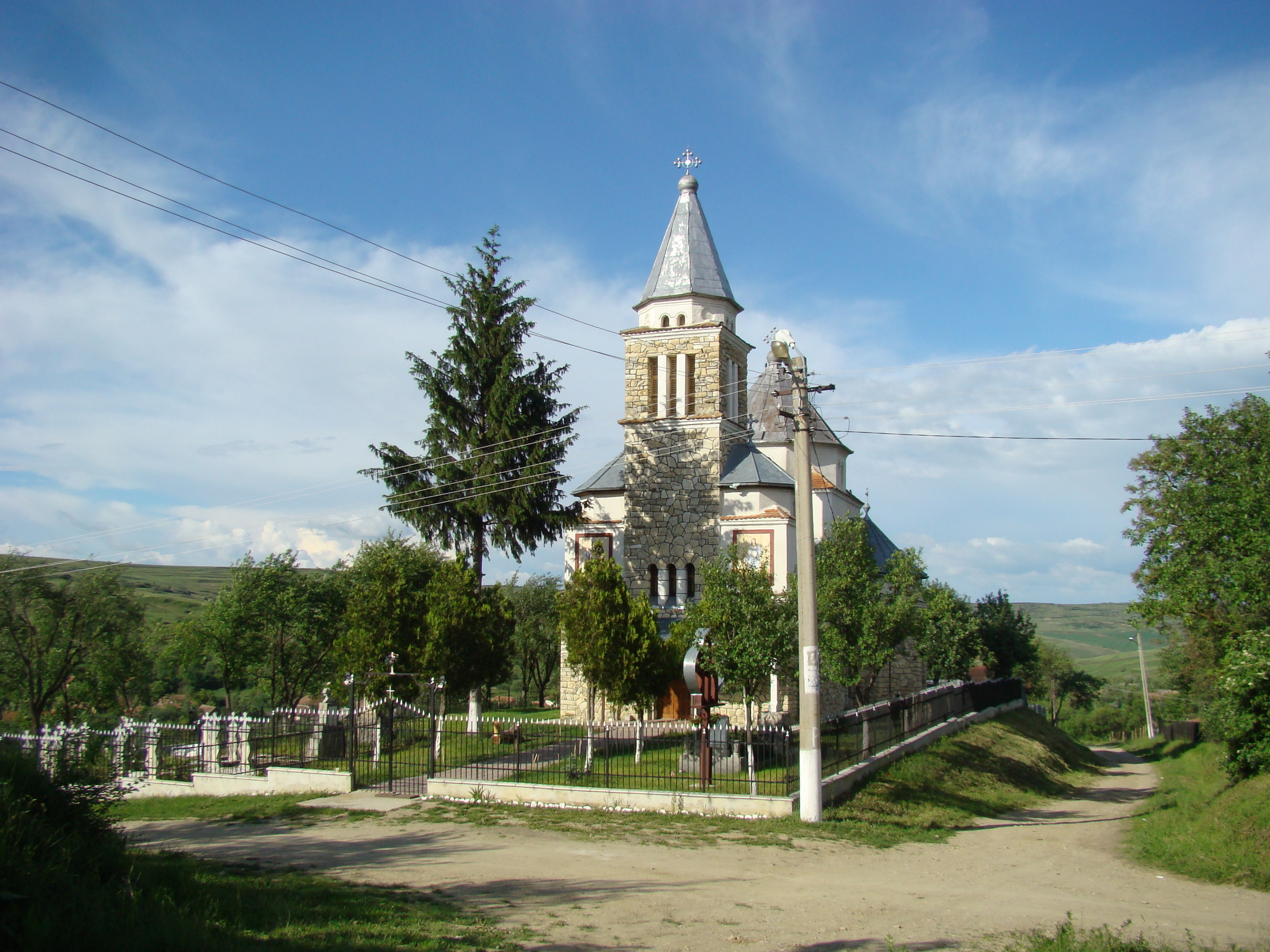
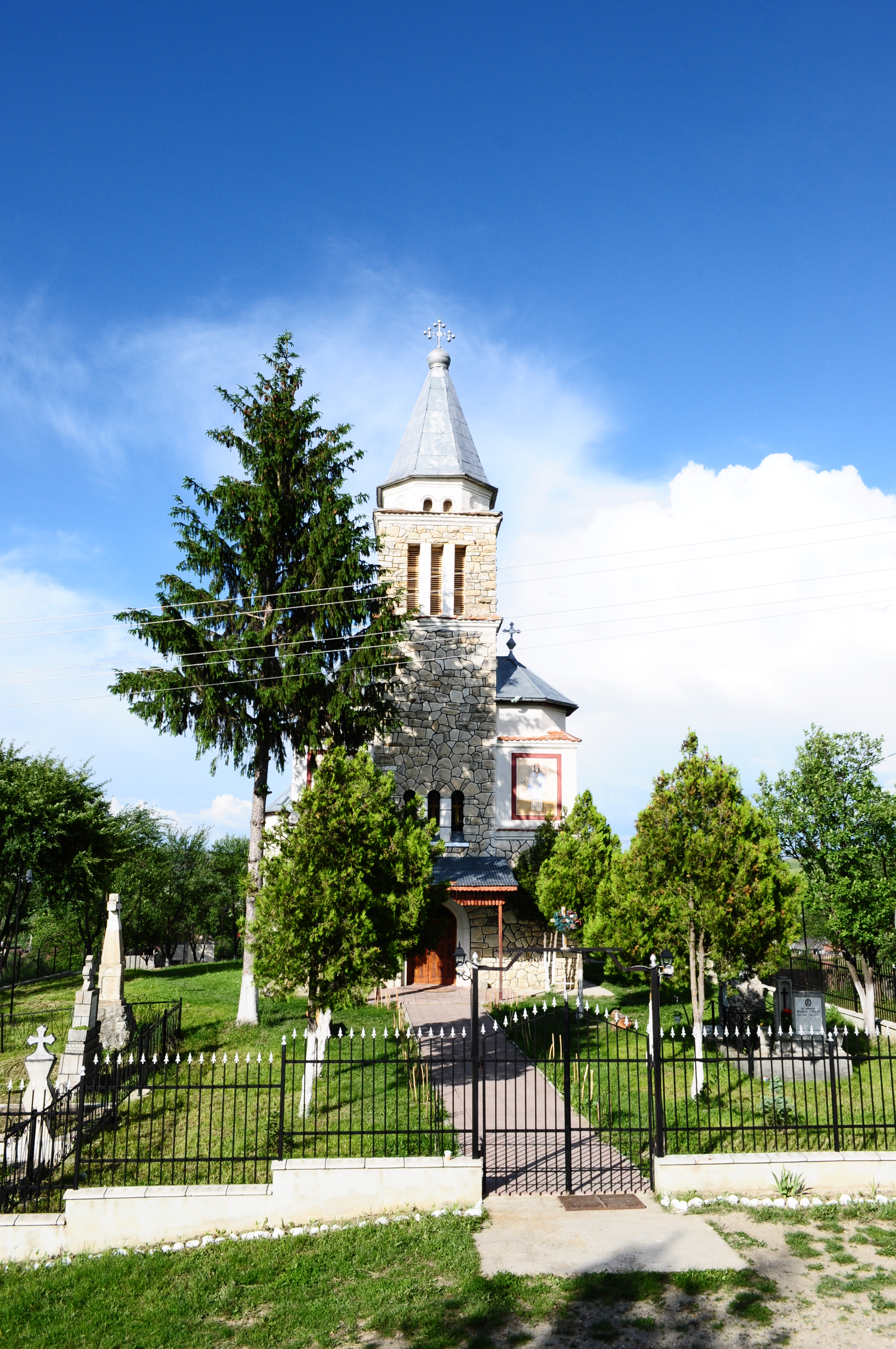
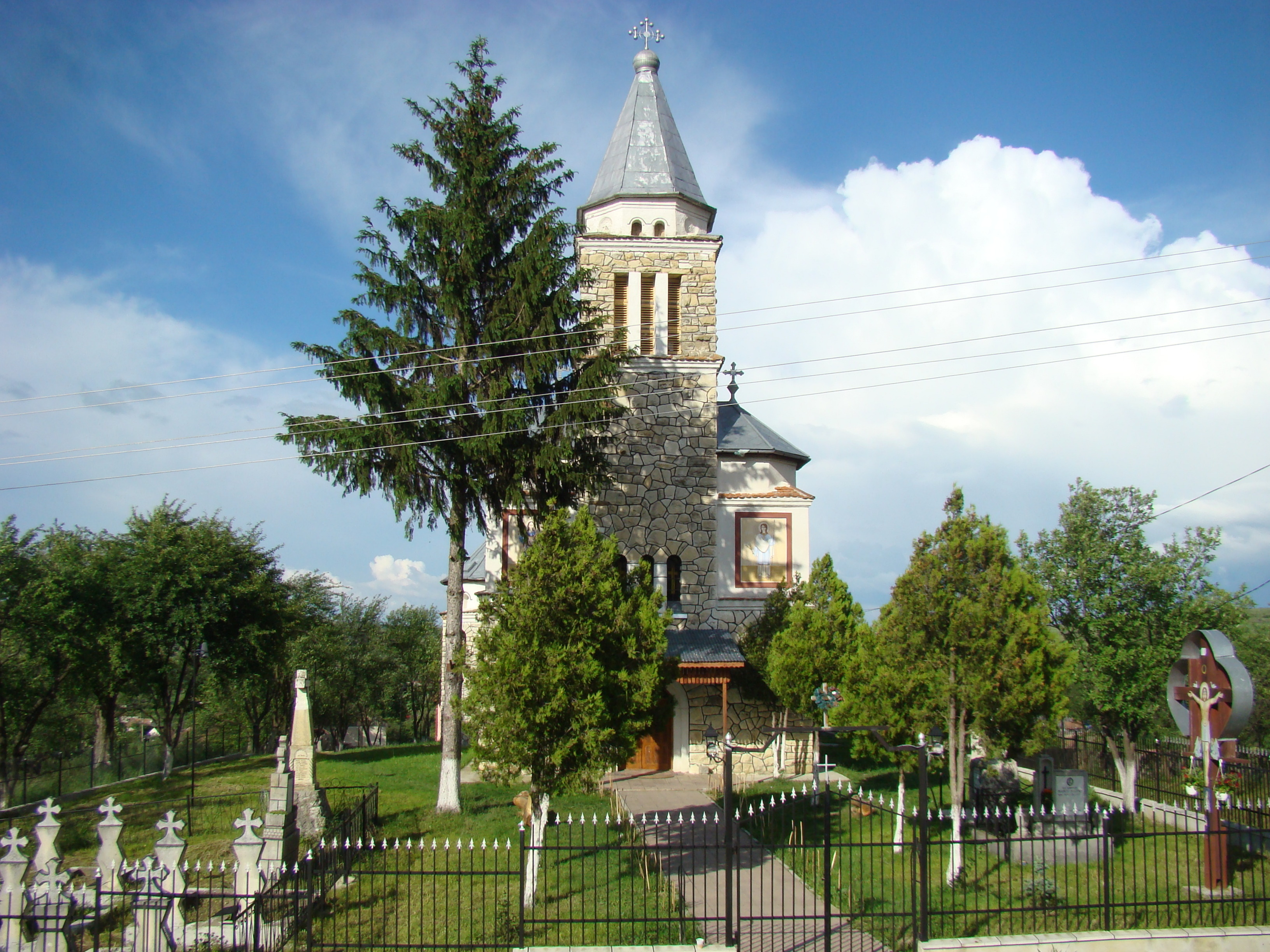
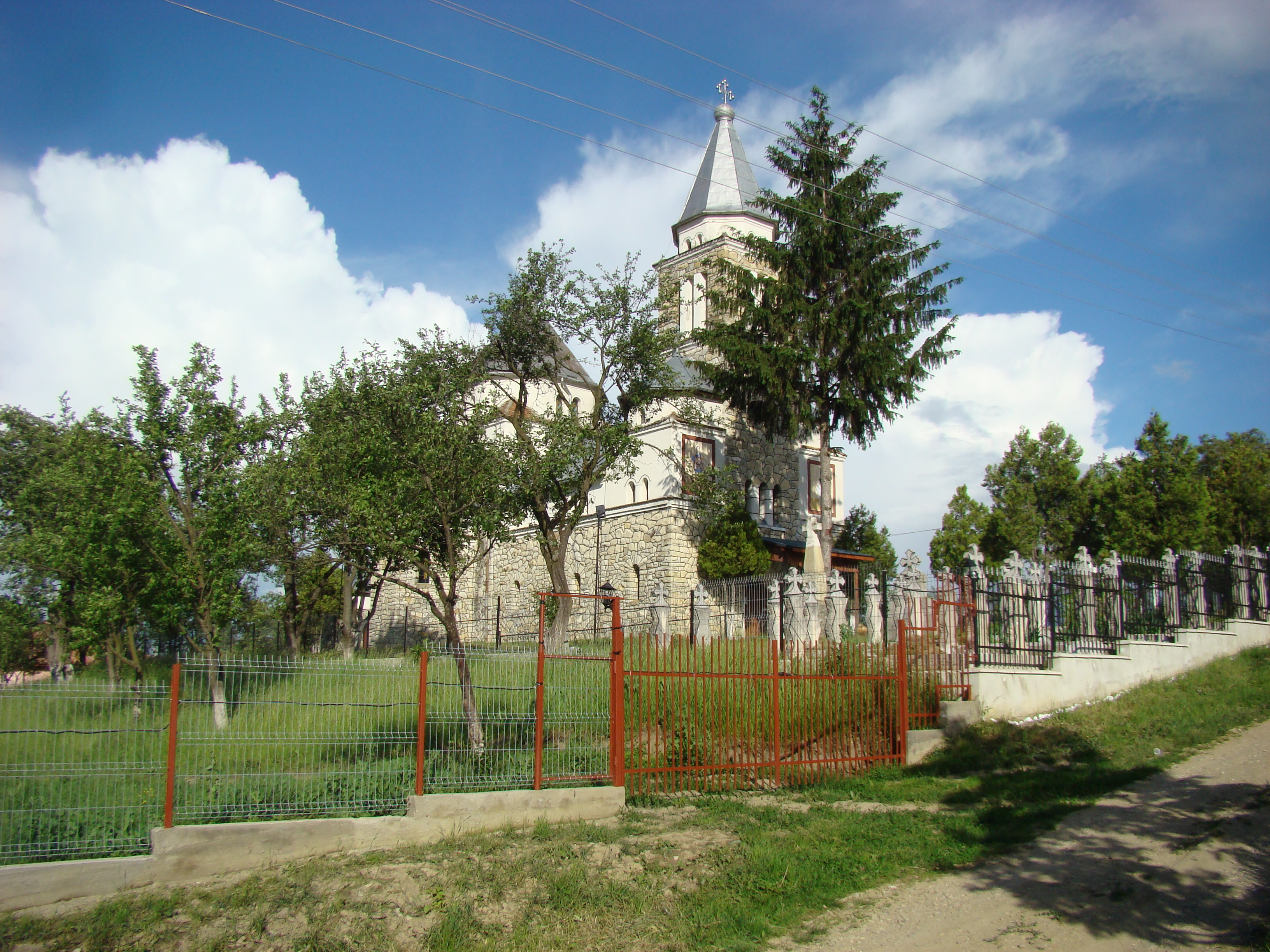
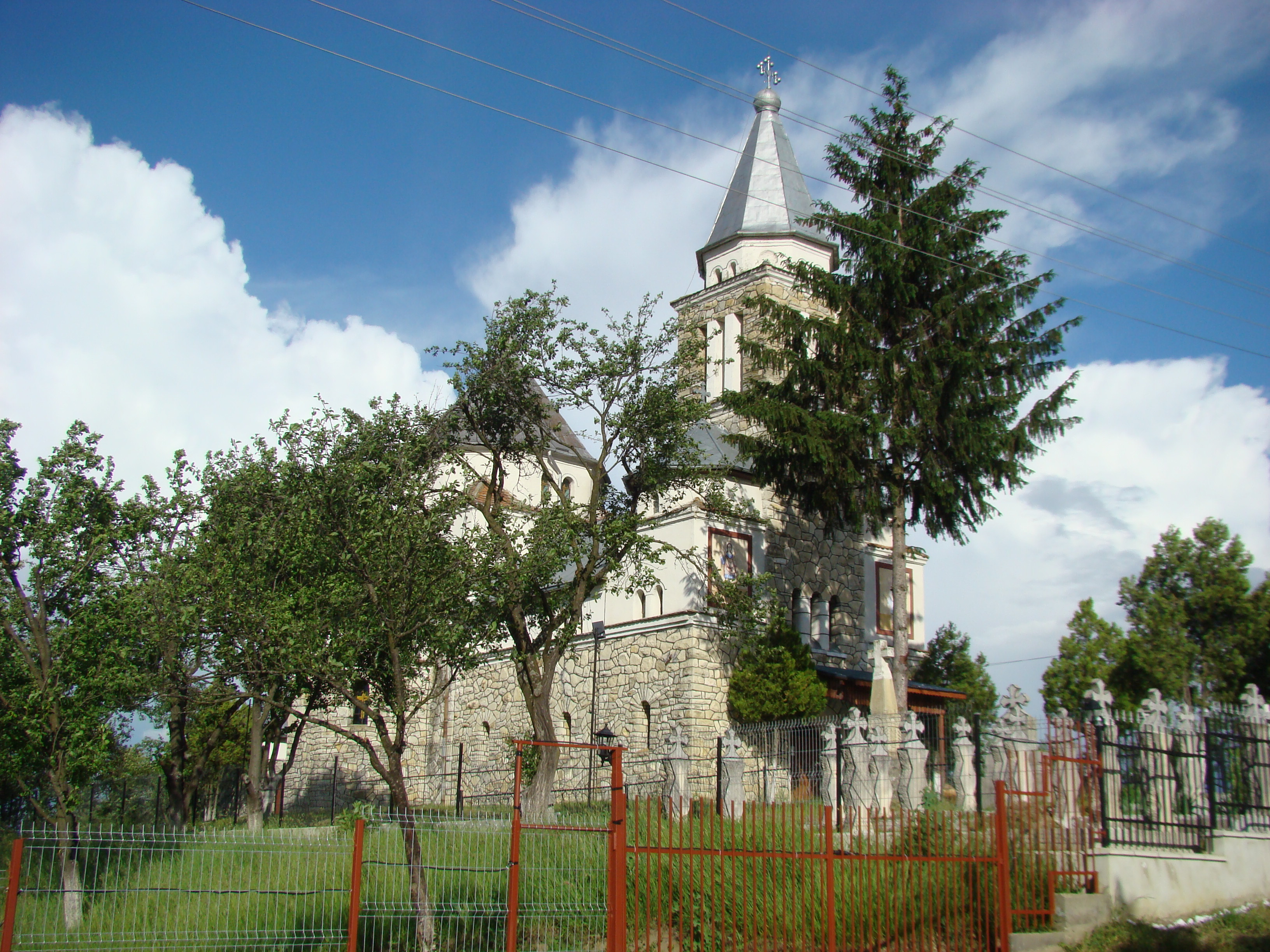
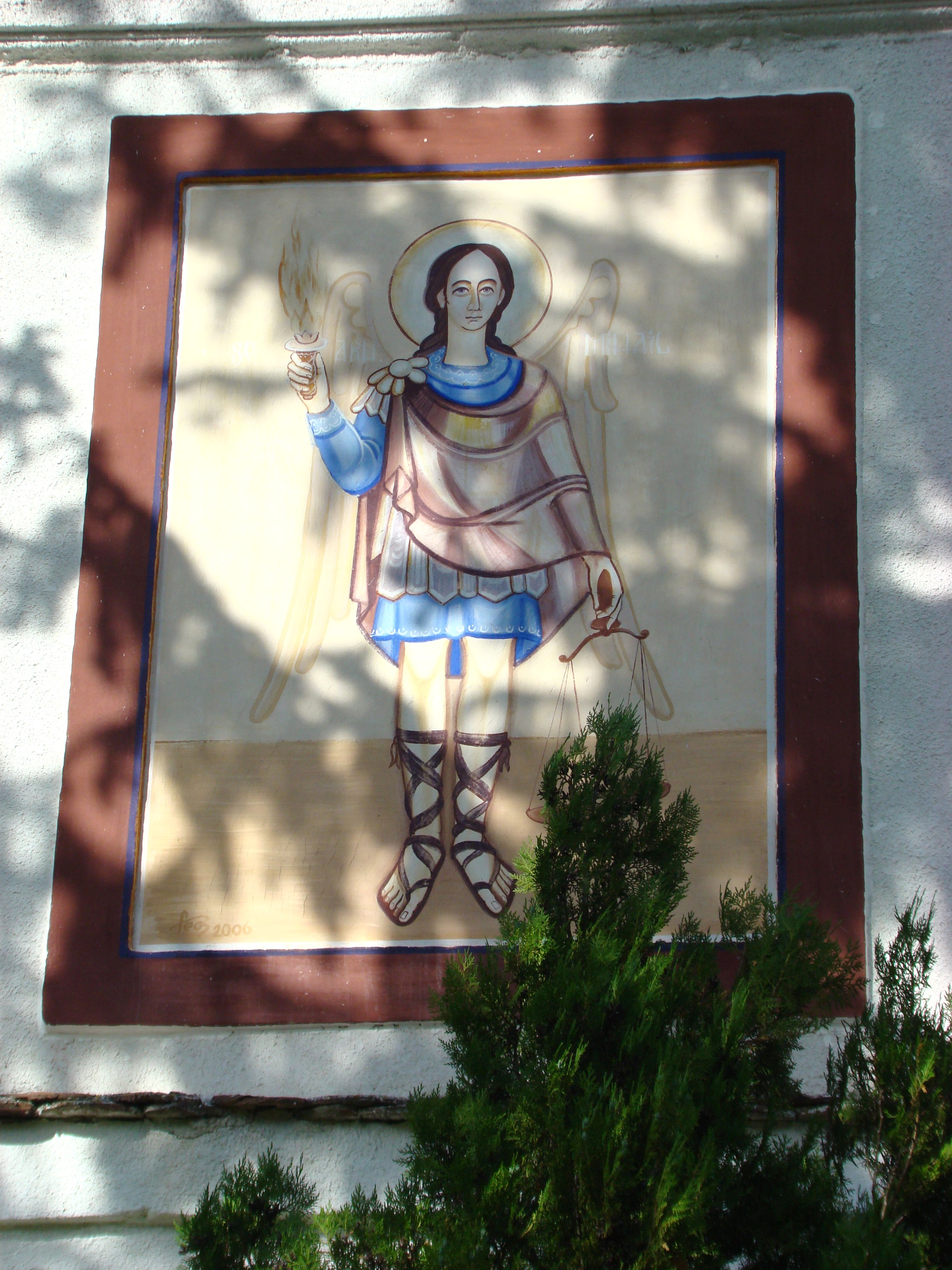
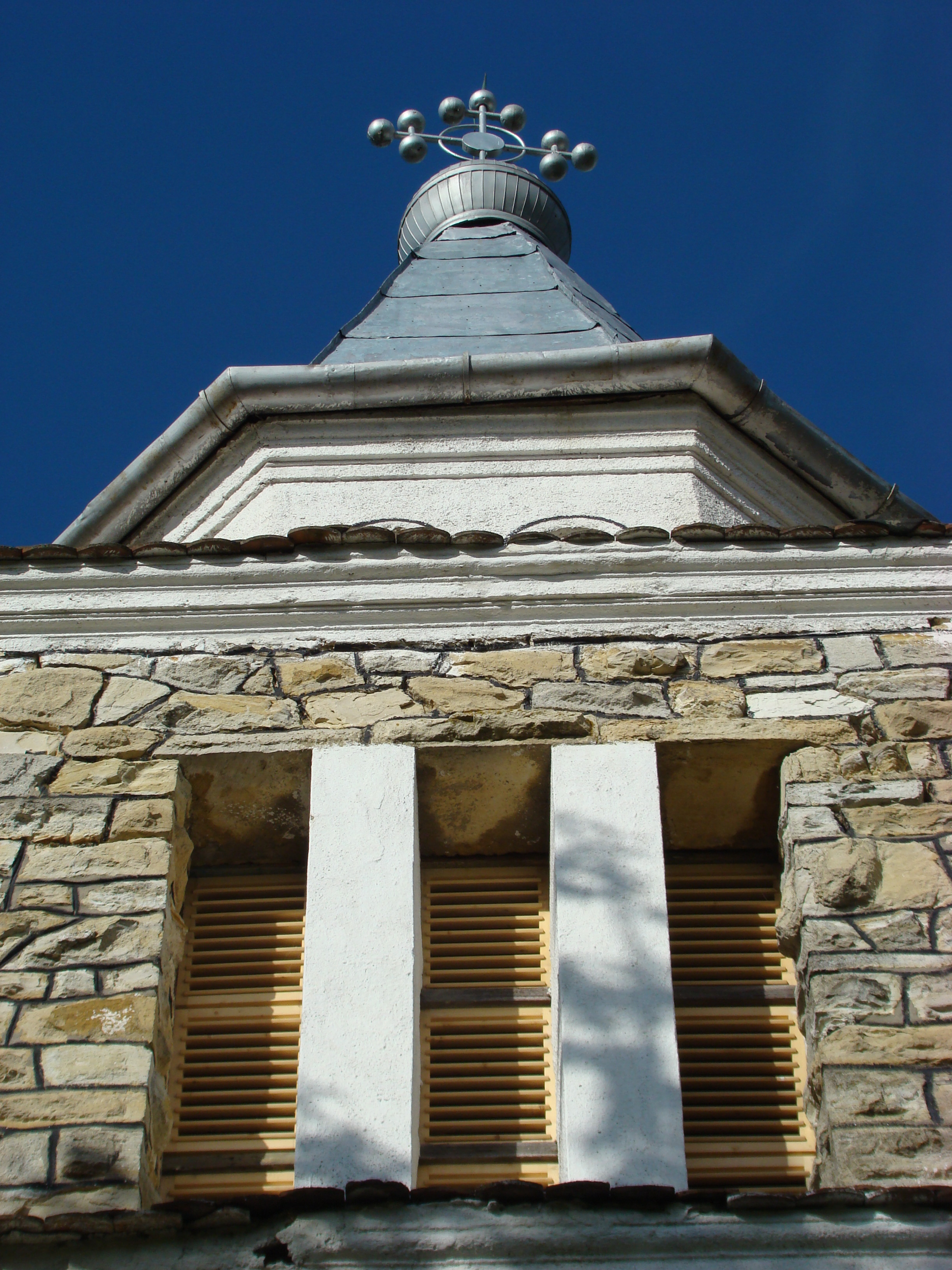
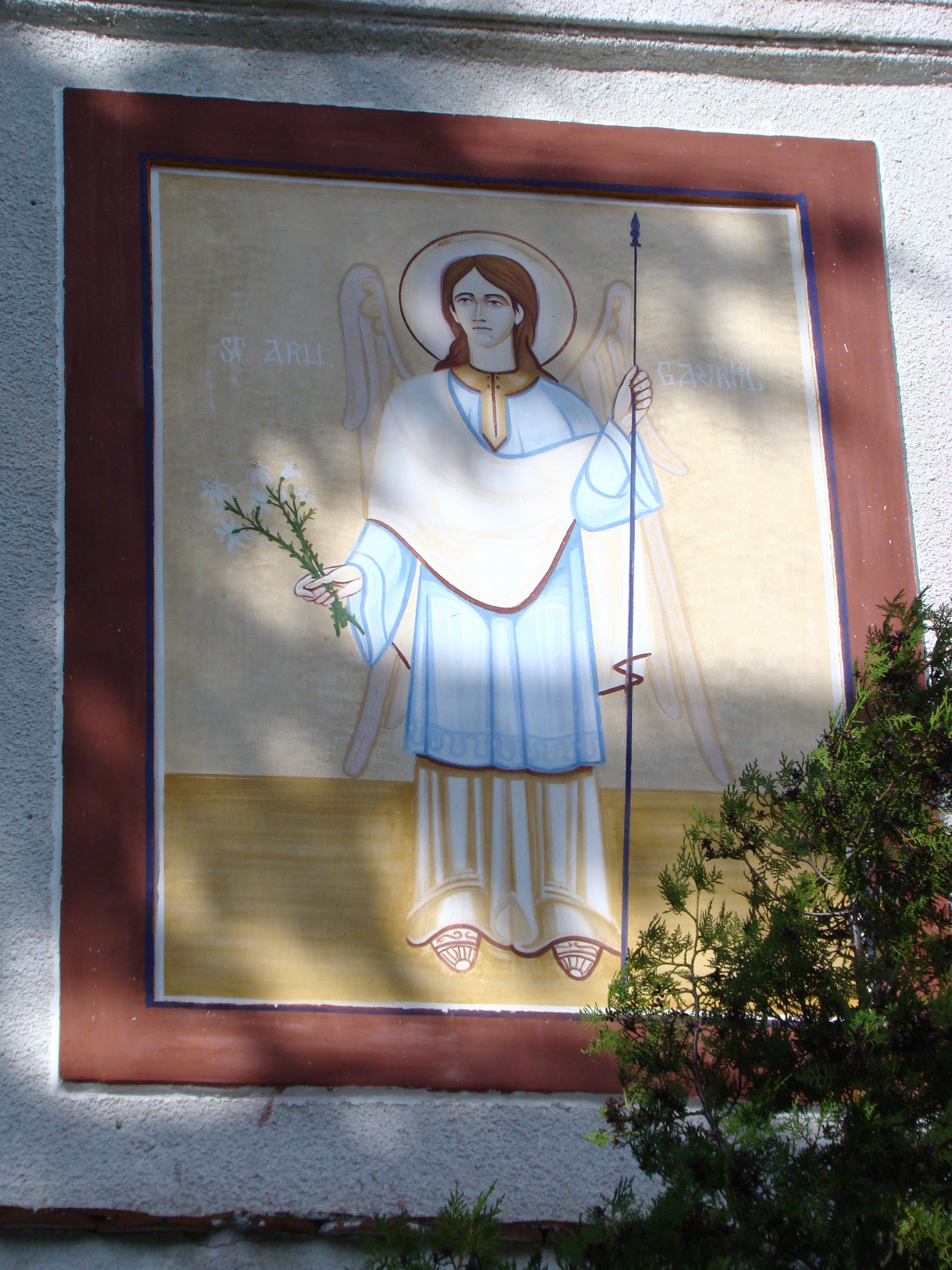
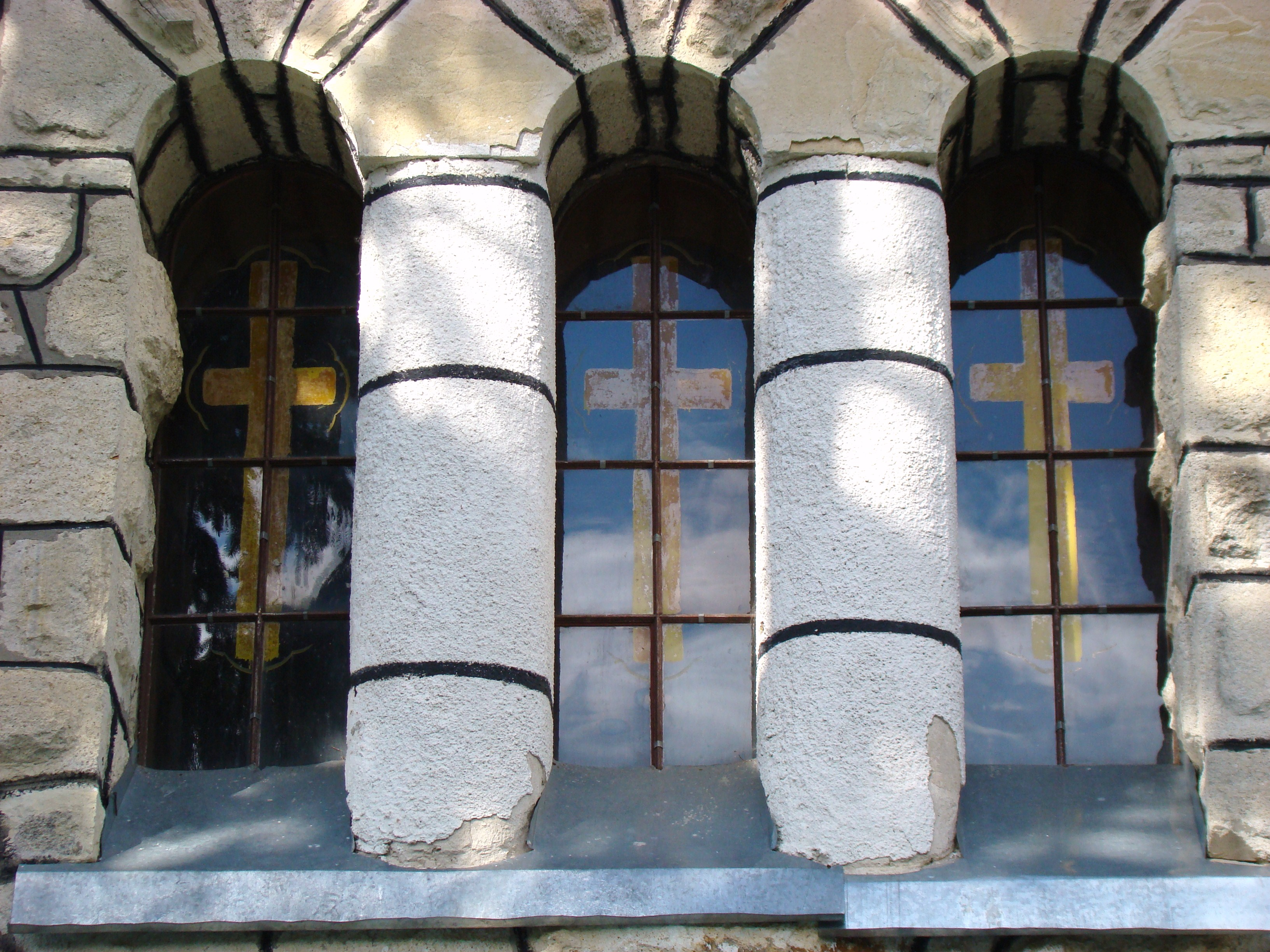
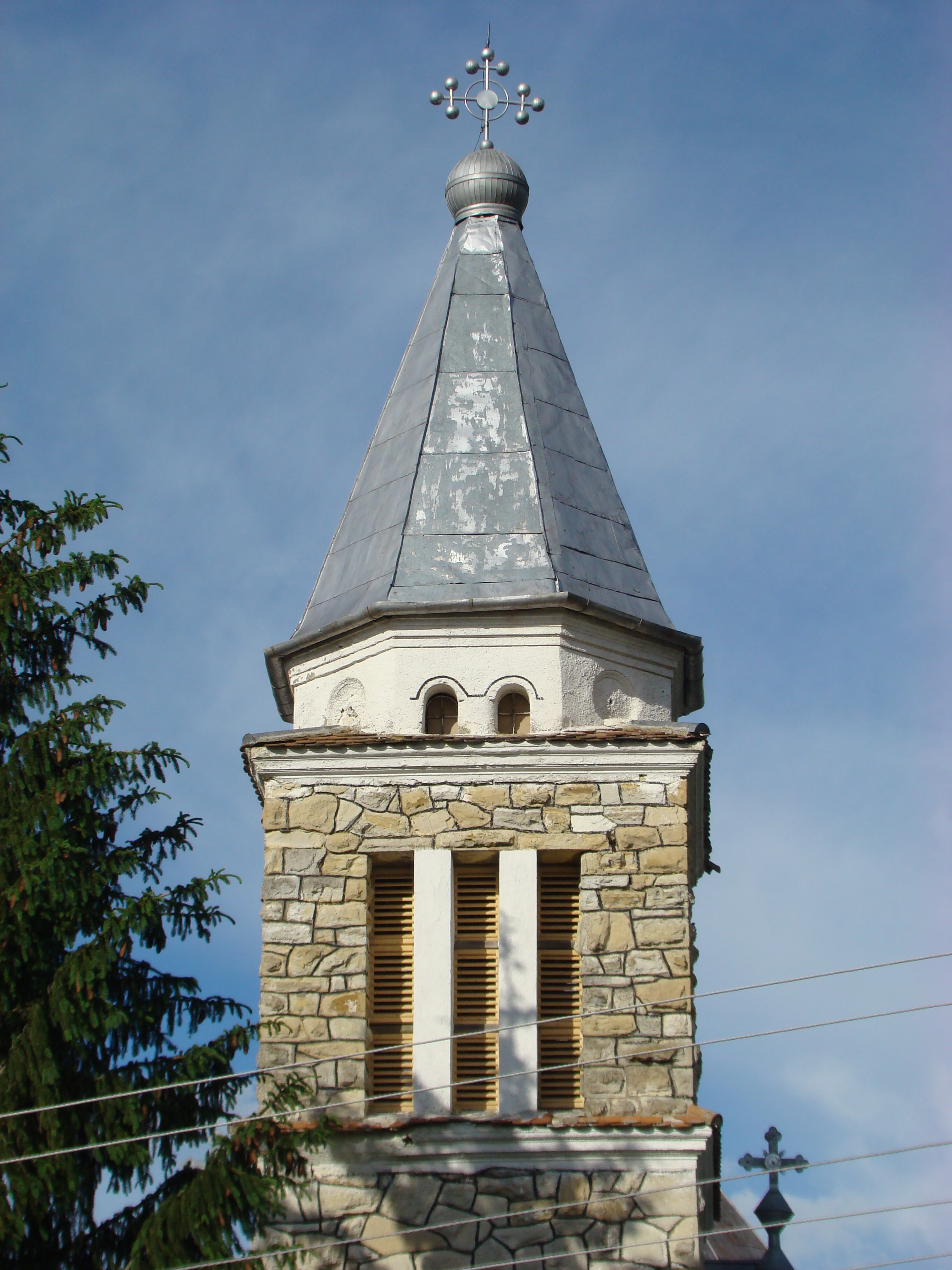
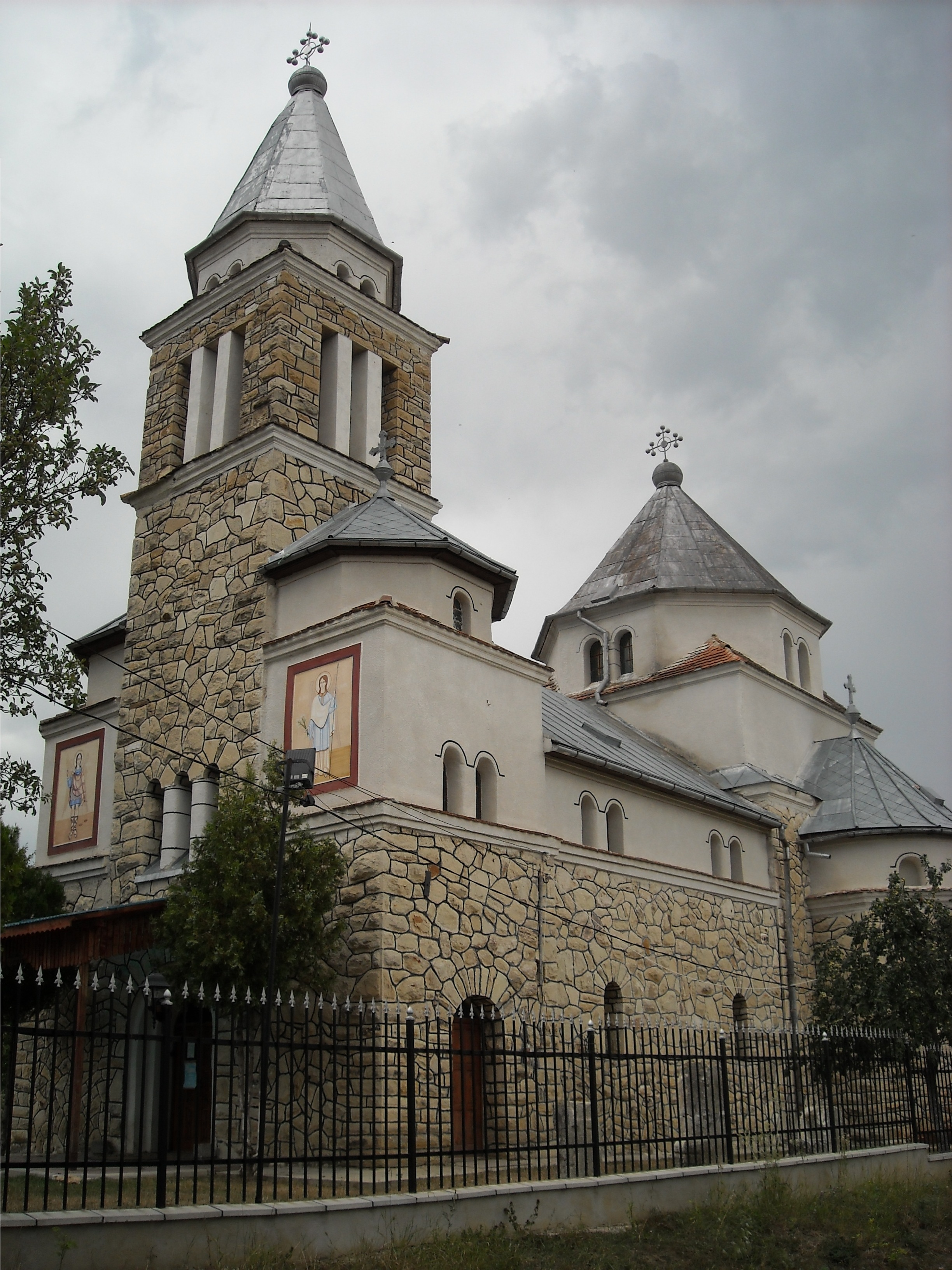
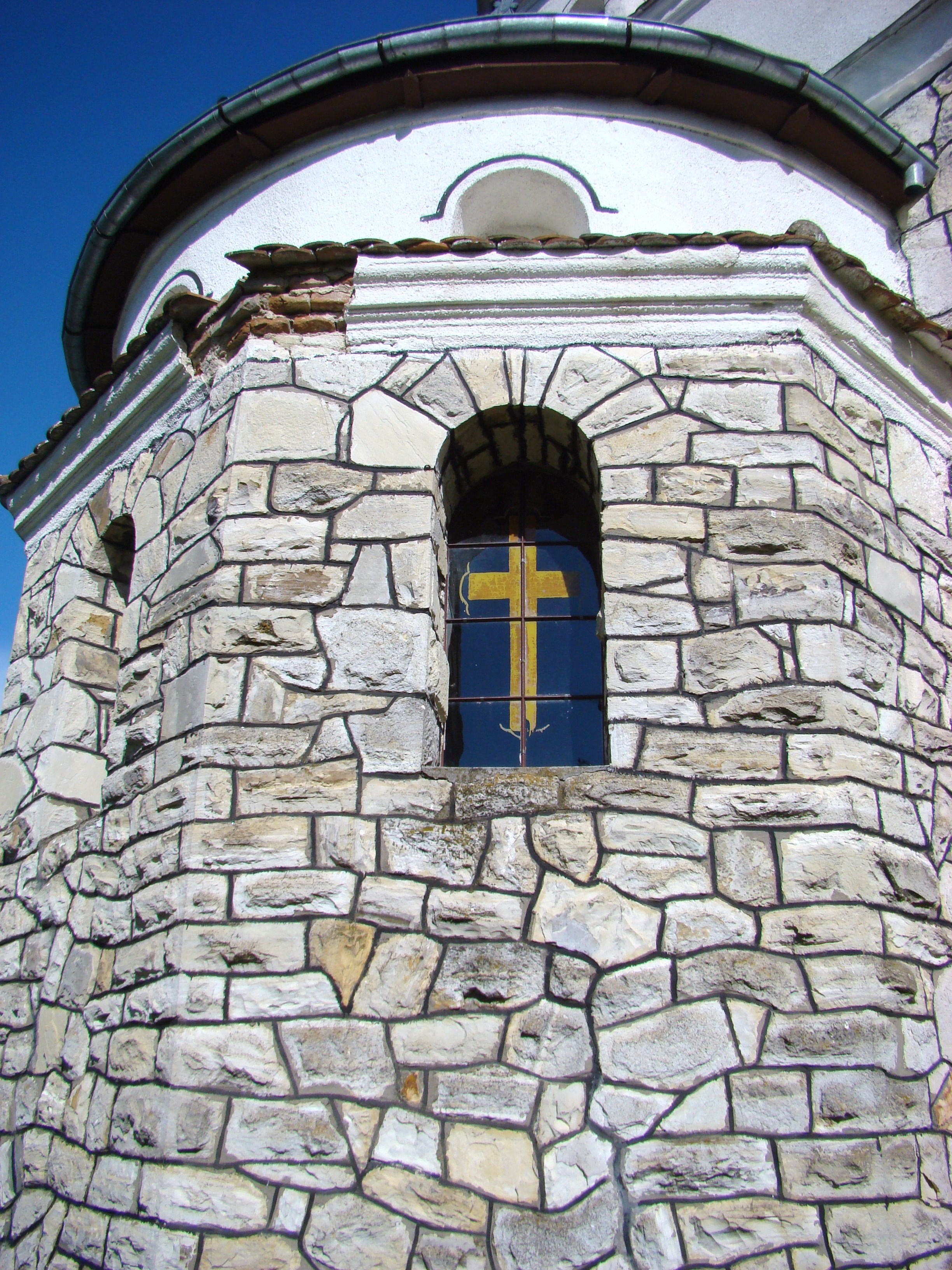
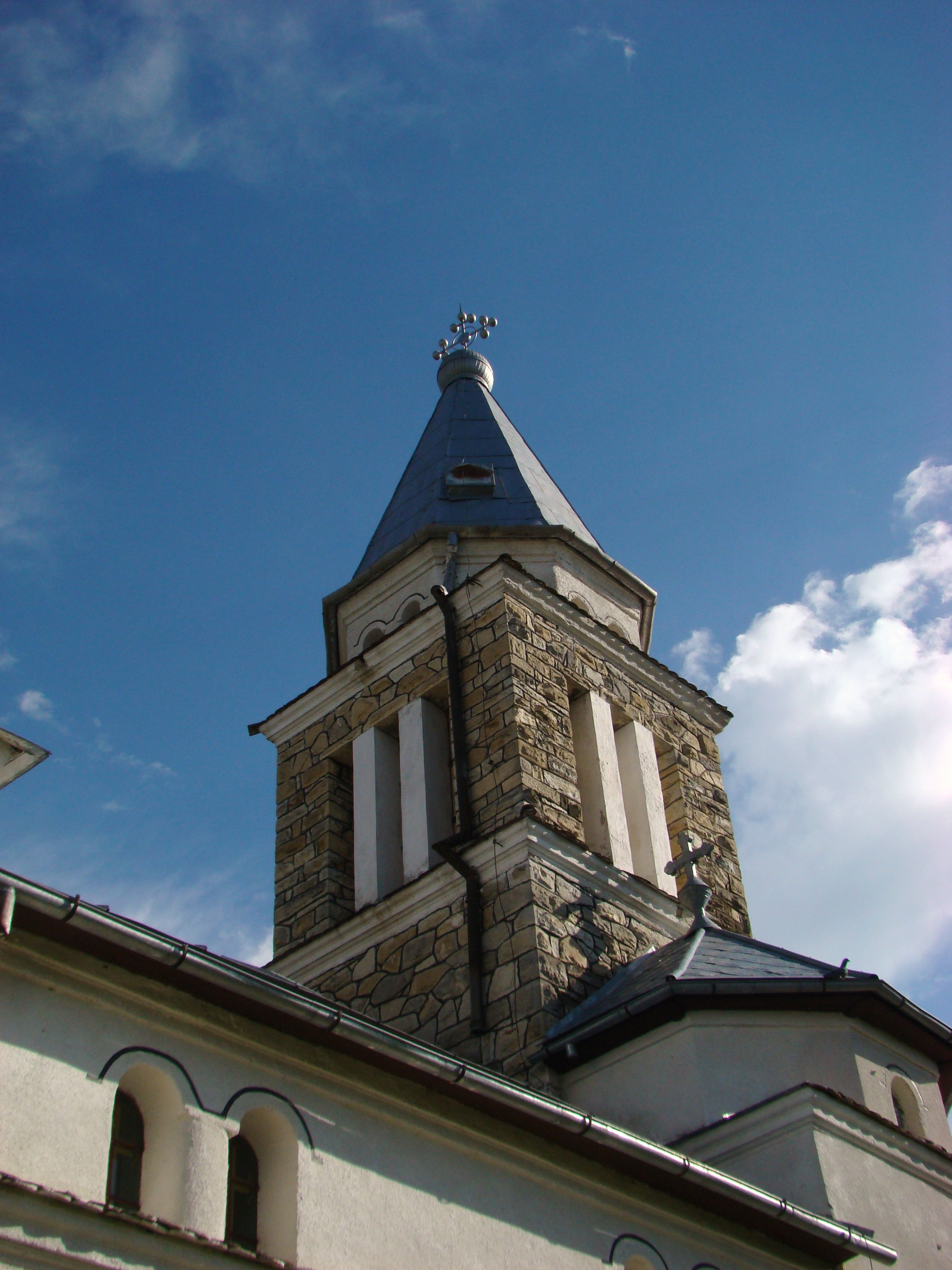
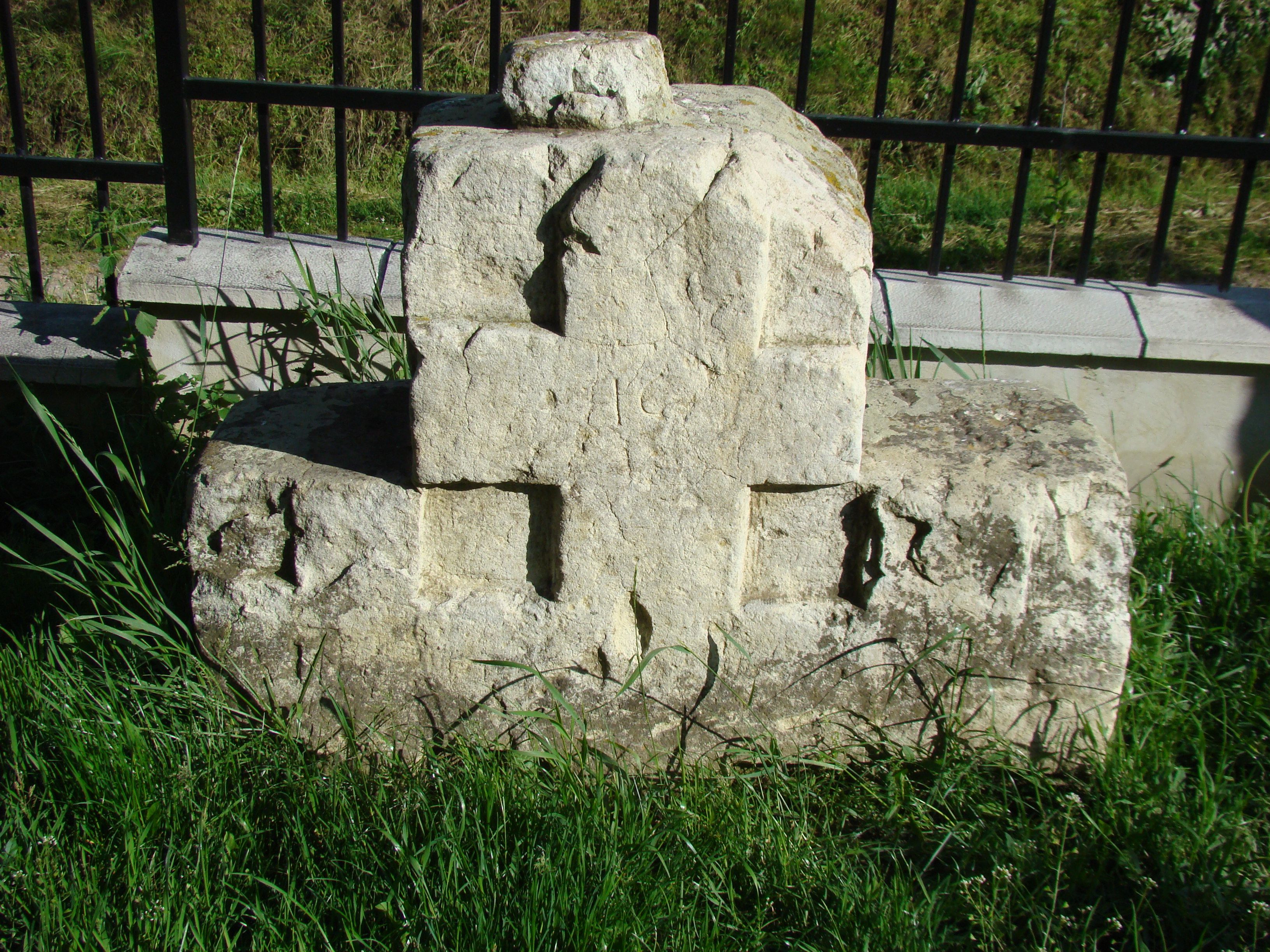
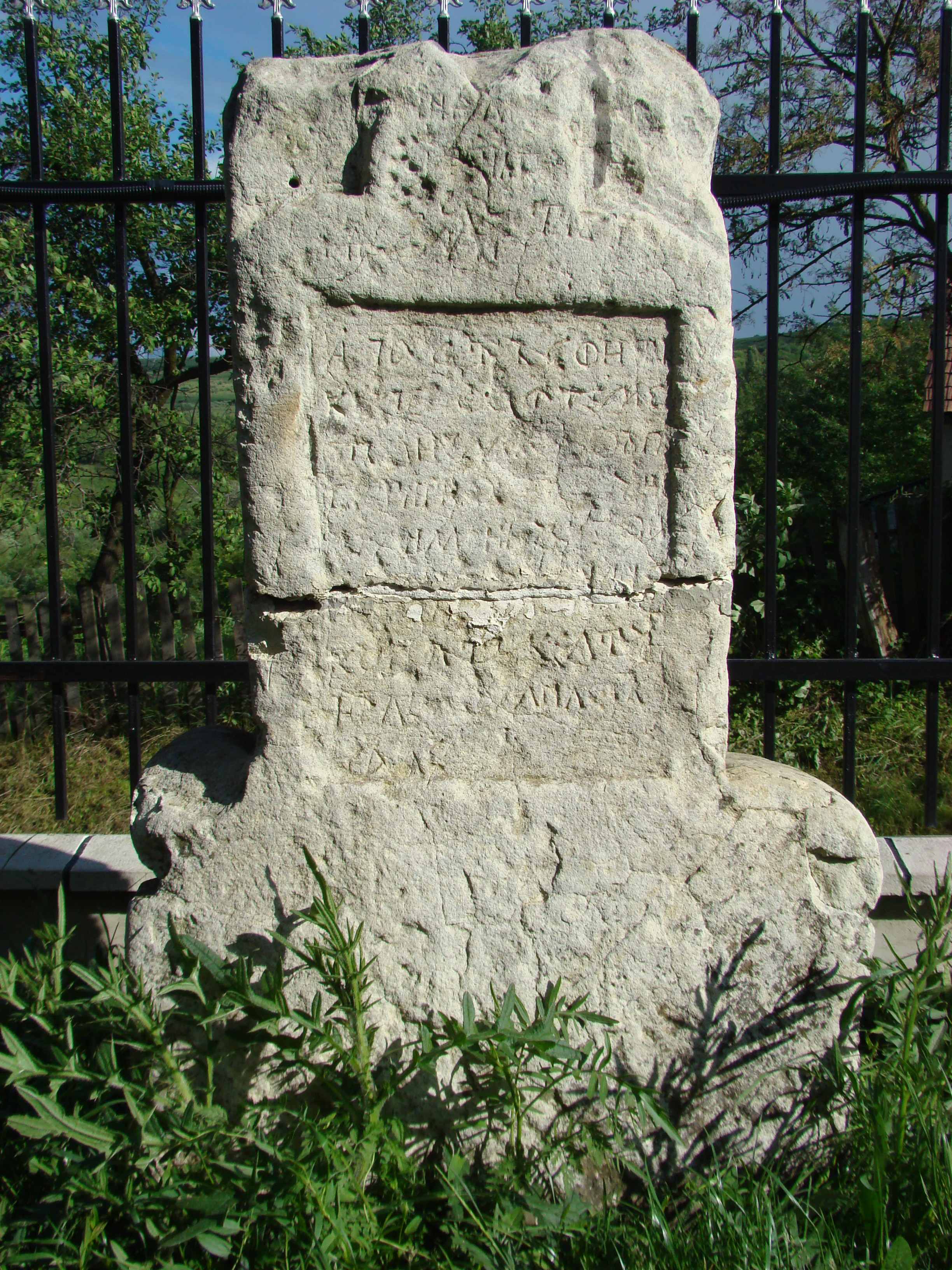
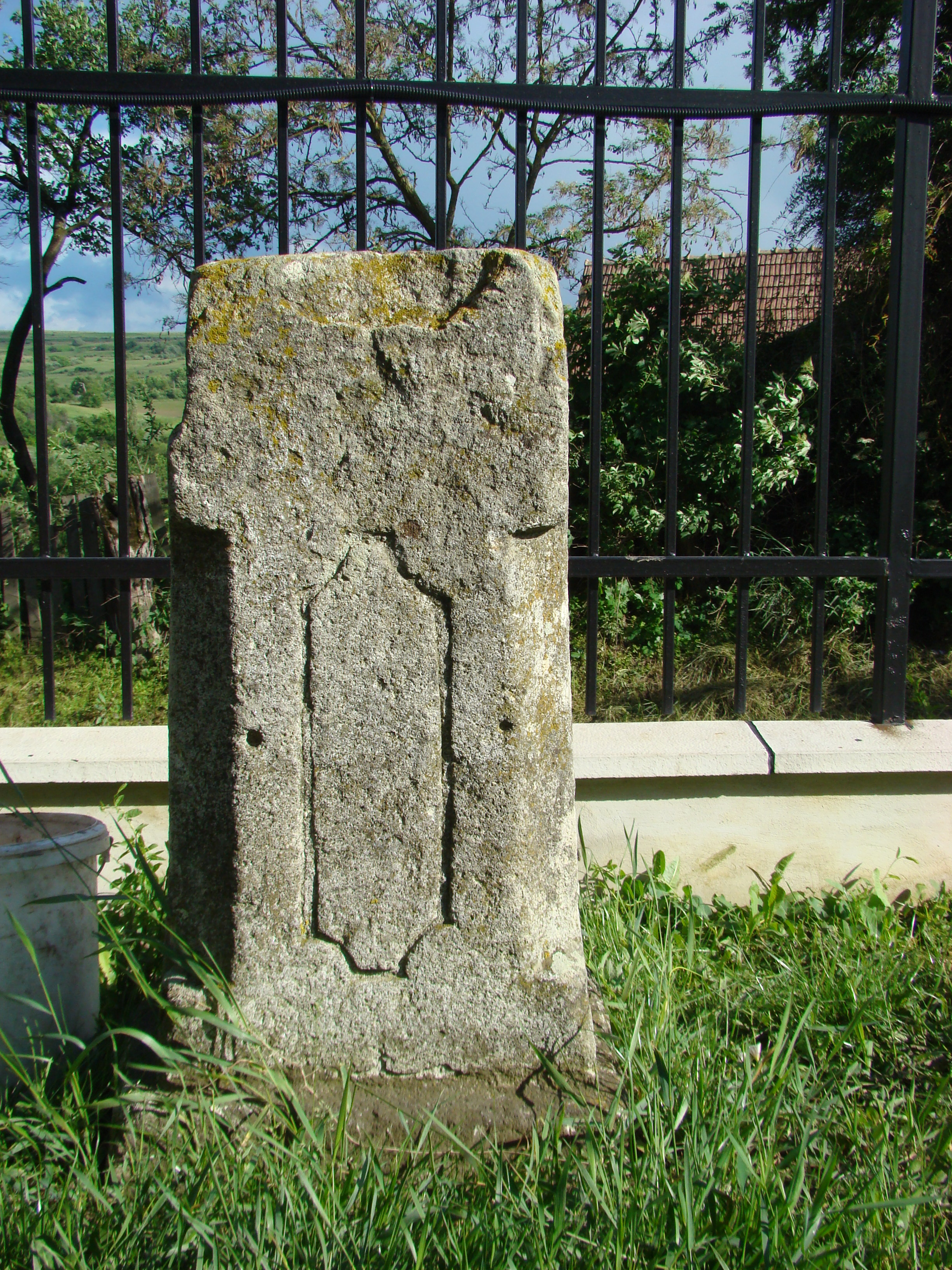
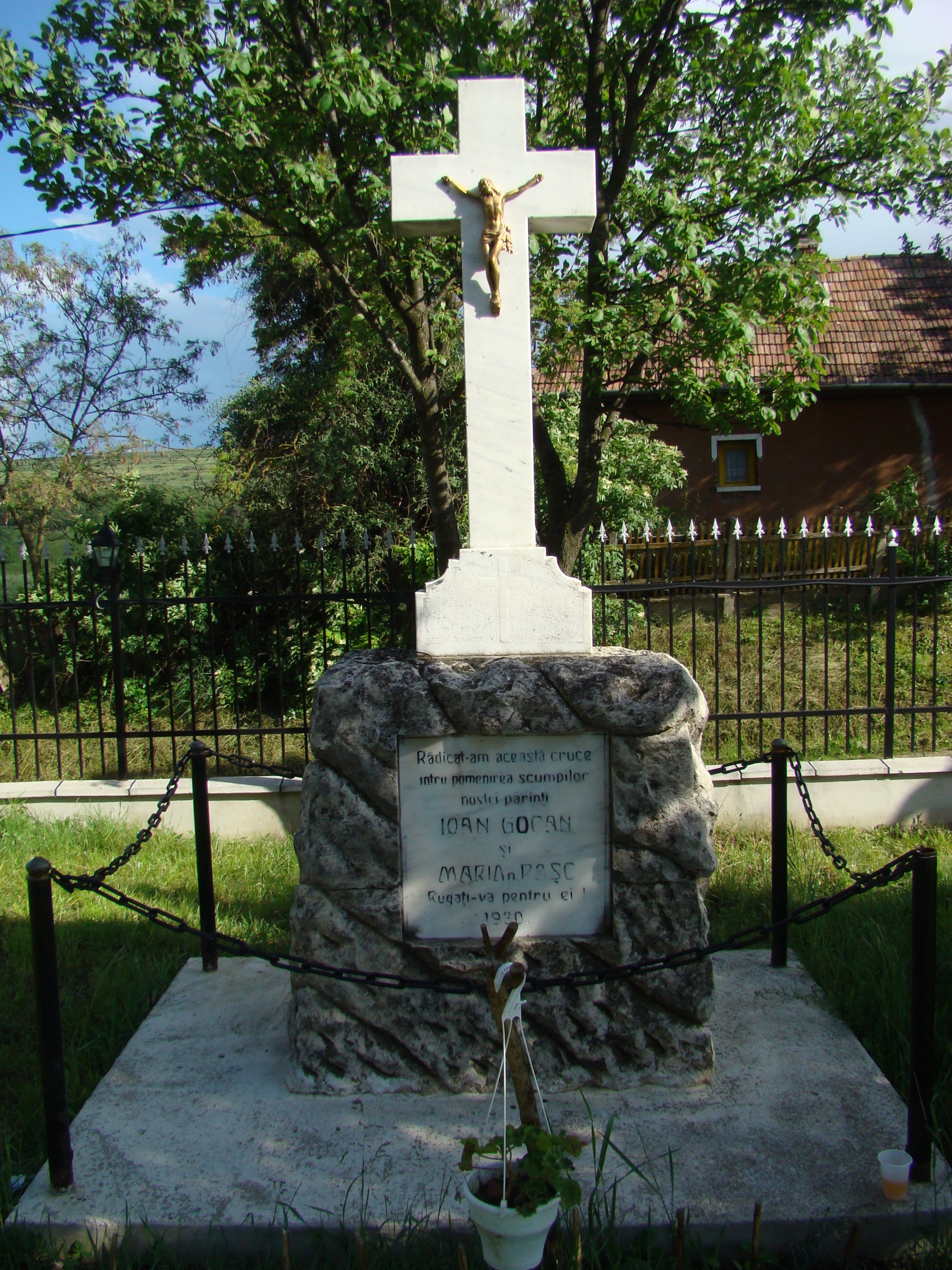
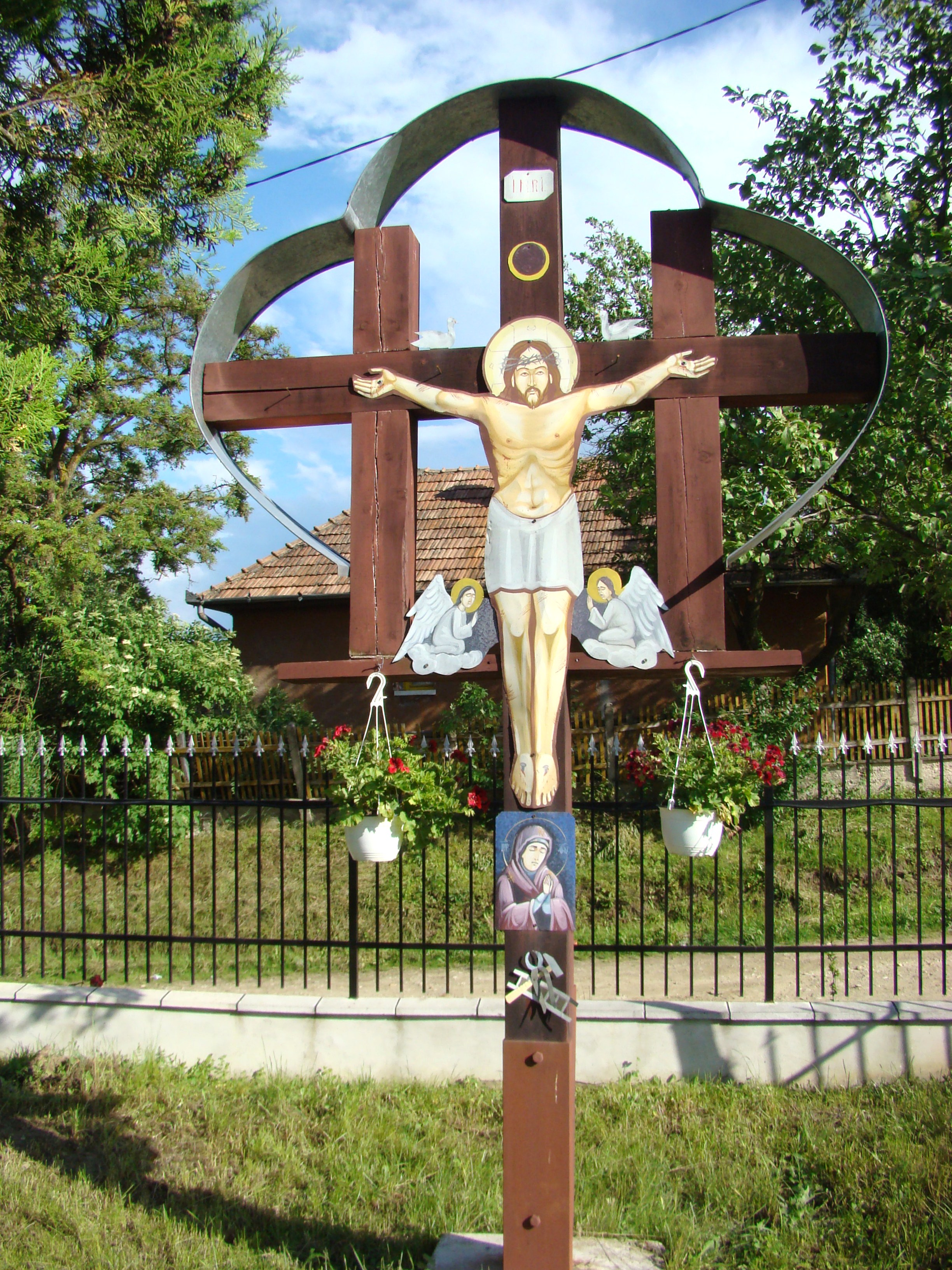
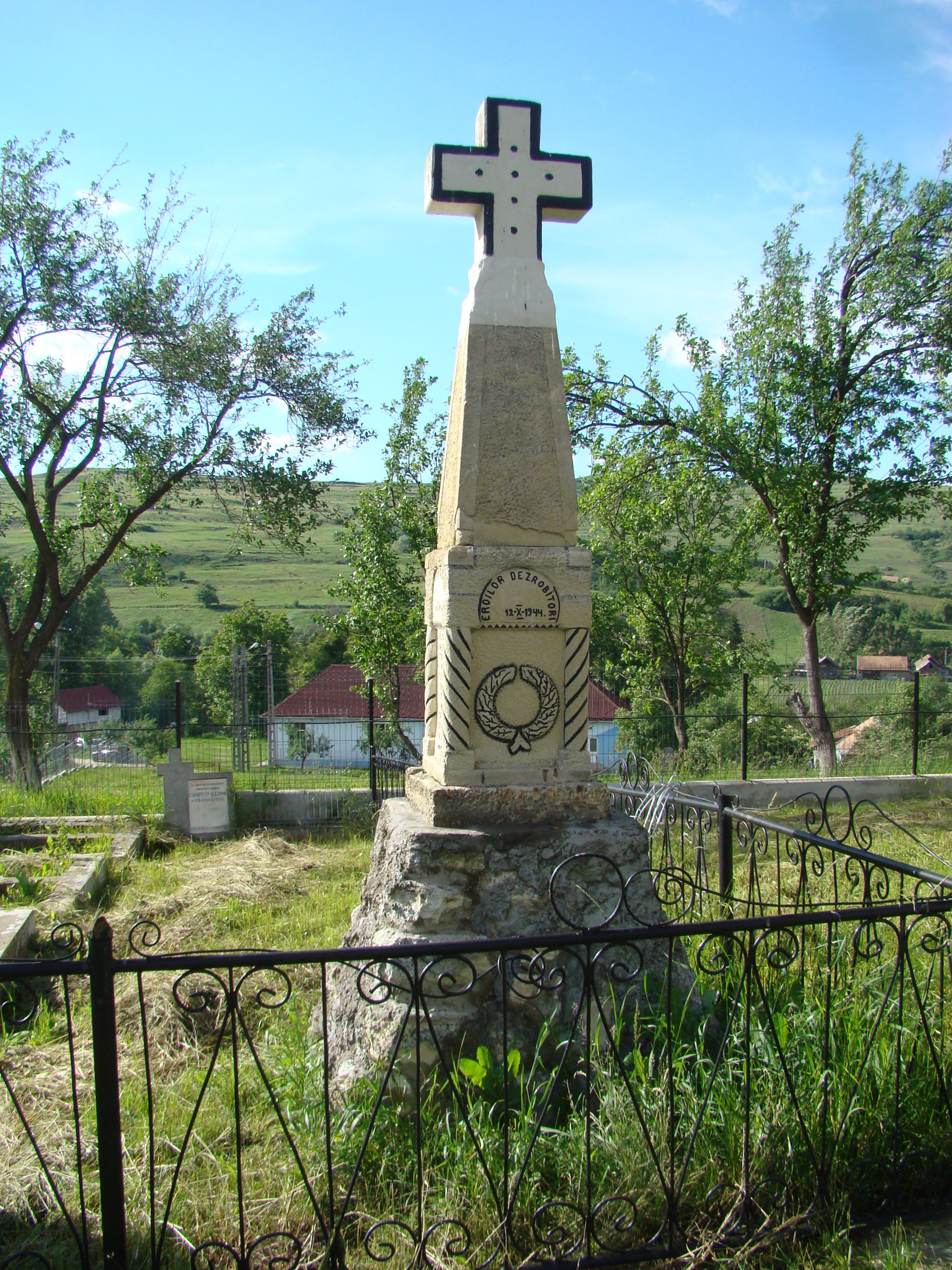
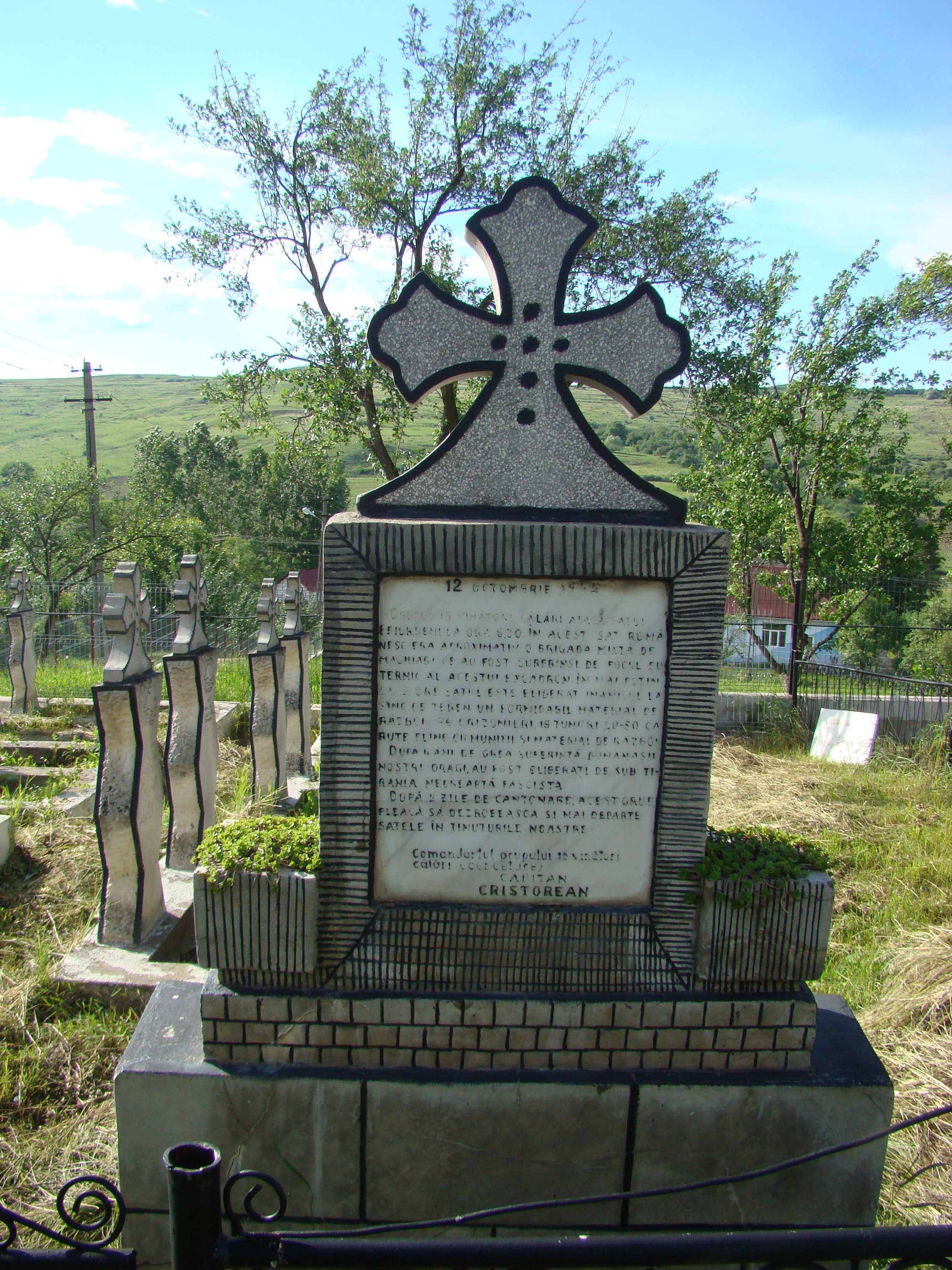
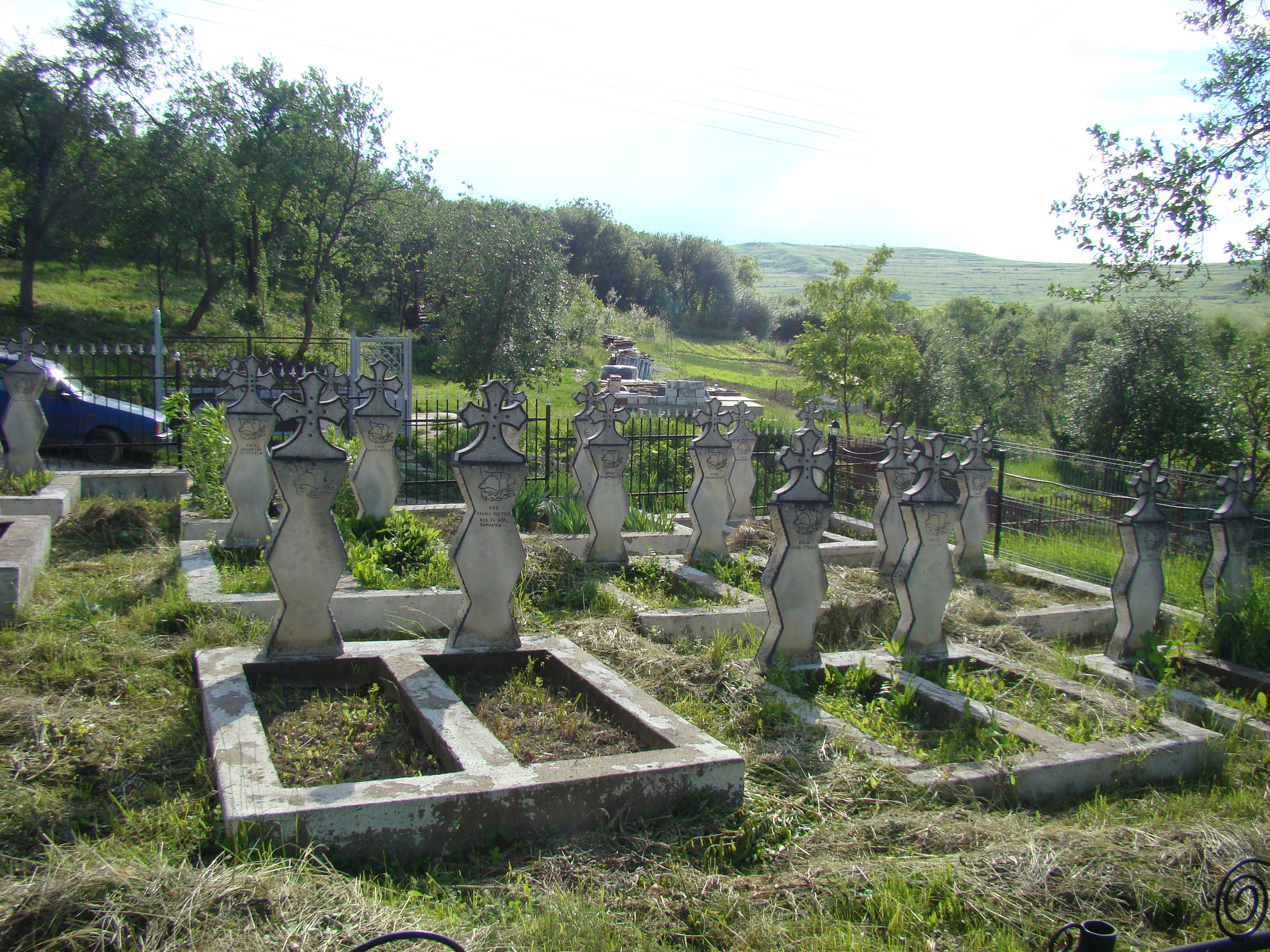
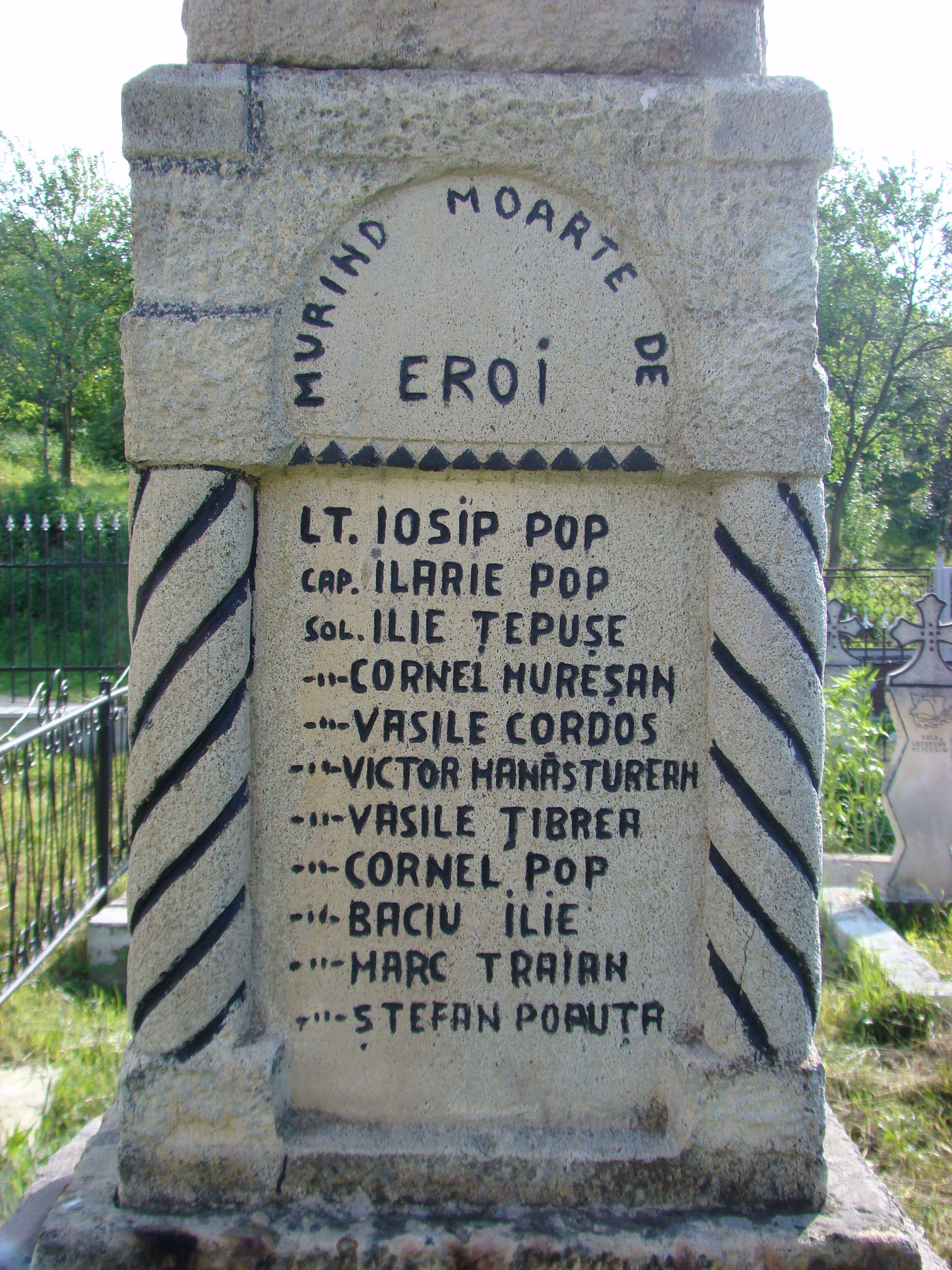
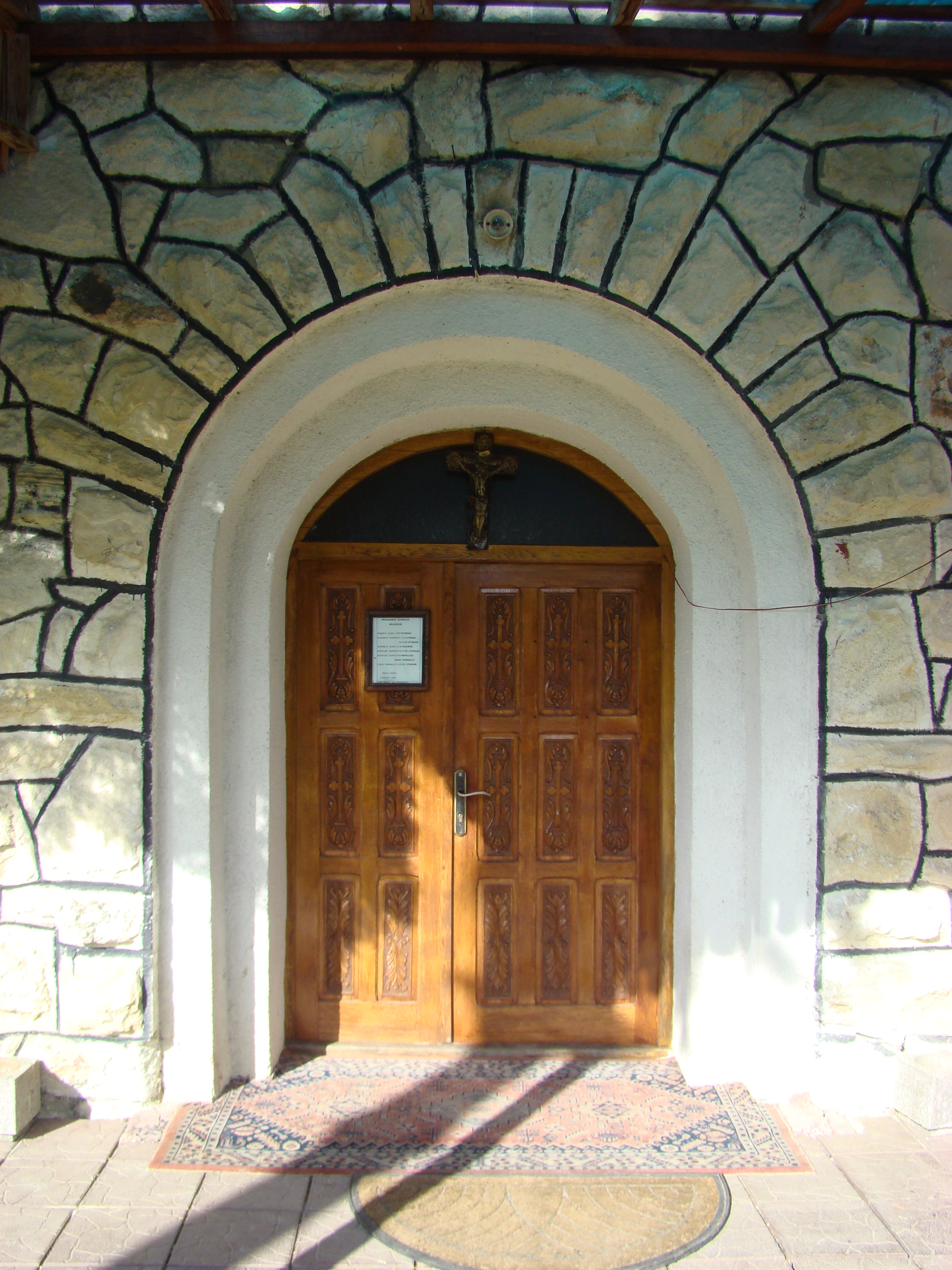
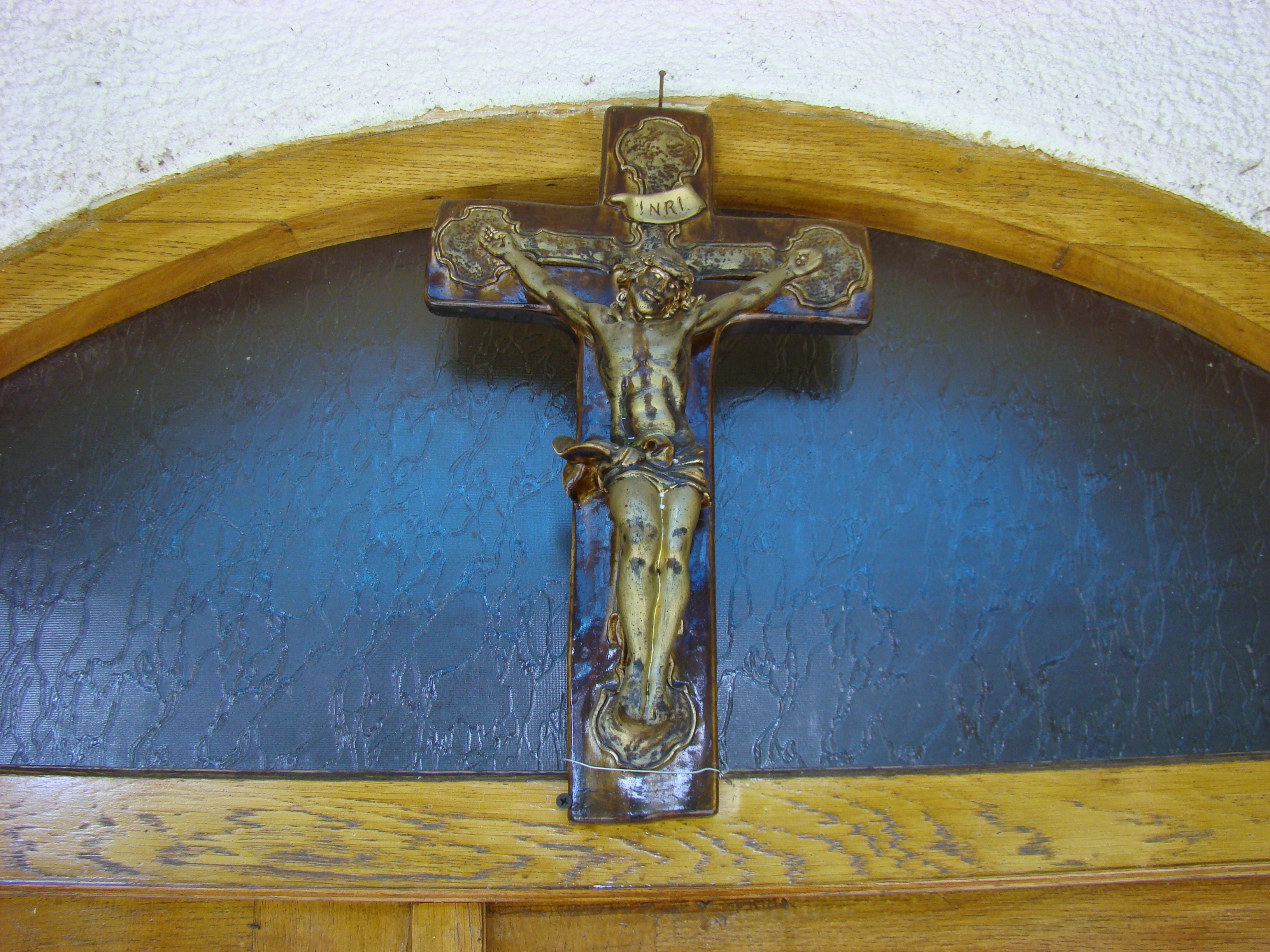

## Vezi și
- Feiurdeni, Cluj

## Legături externe
- Monumente istorice din România-Fișă și localizare de monument
- Fișă de monument

## Imagini din interior

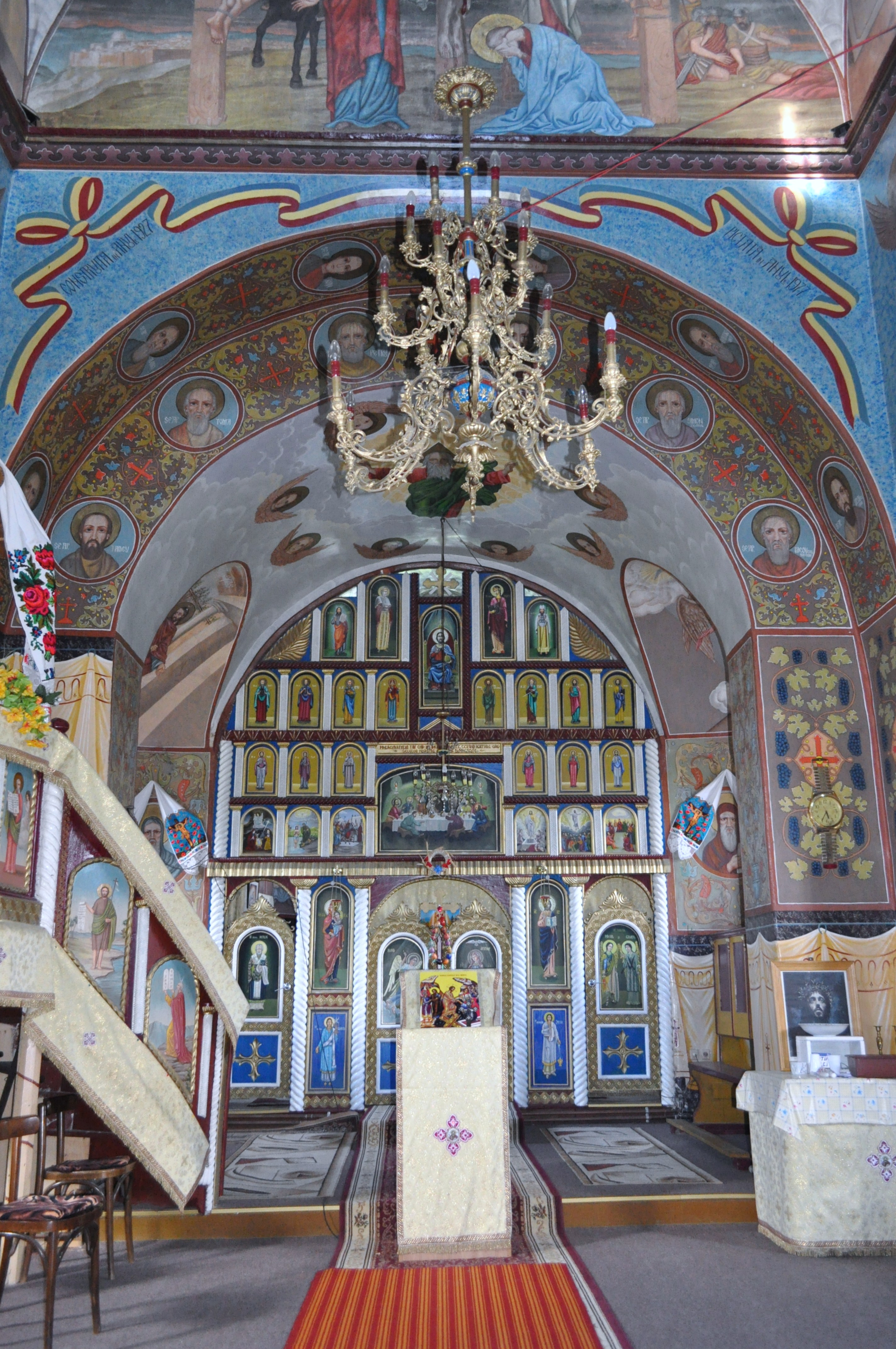
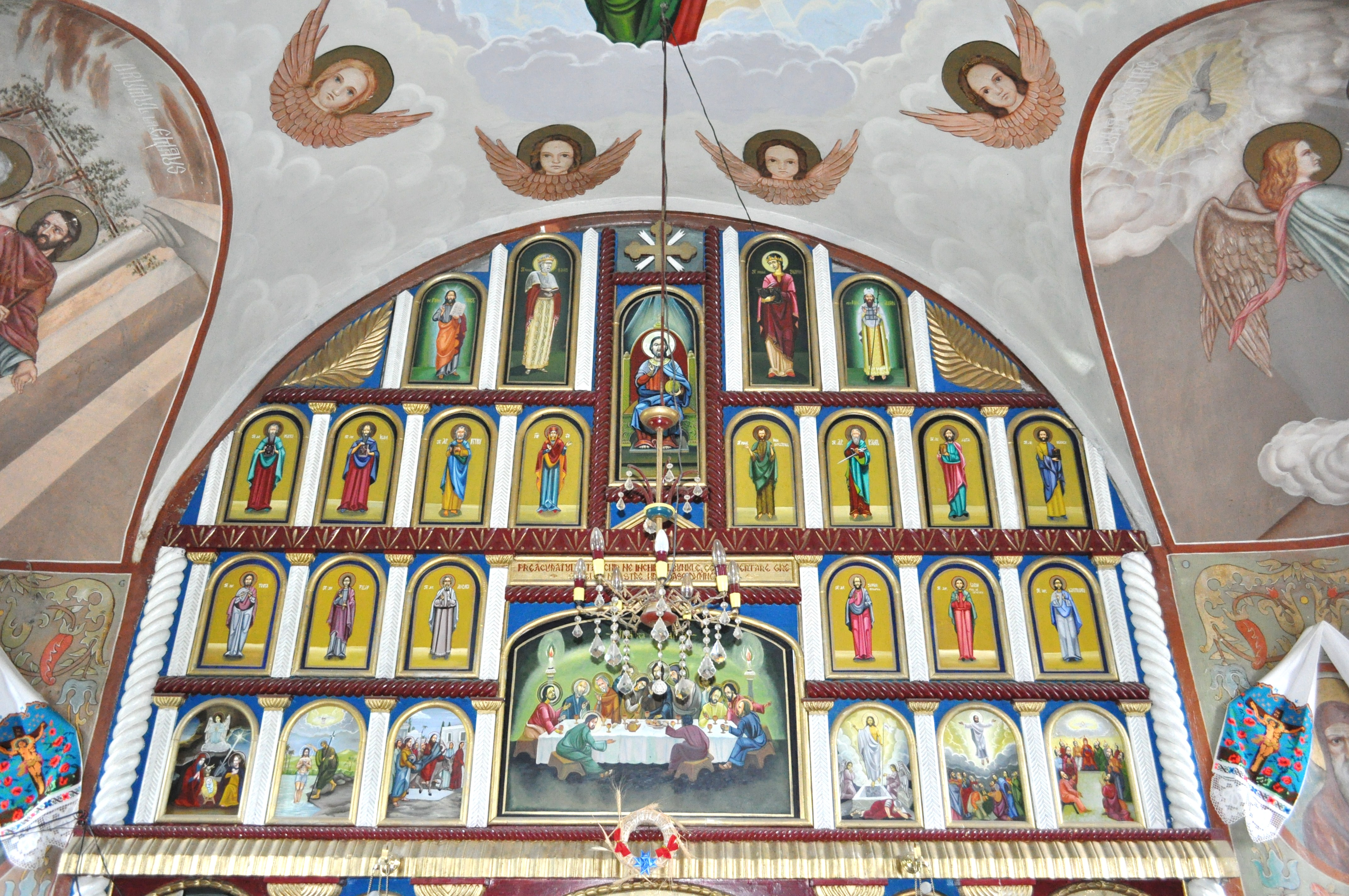
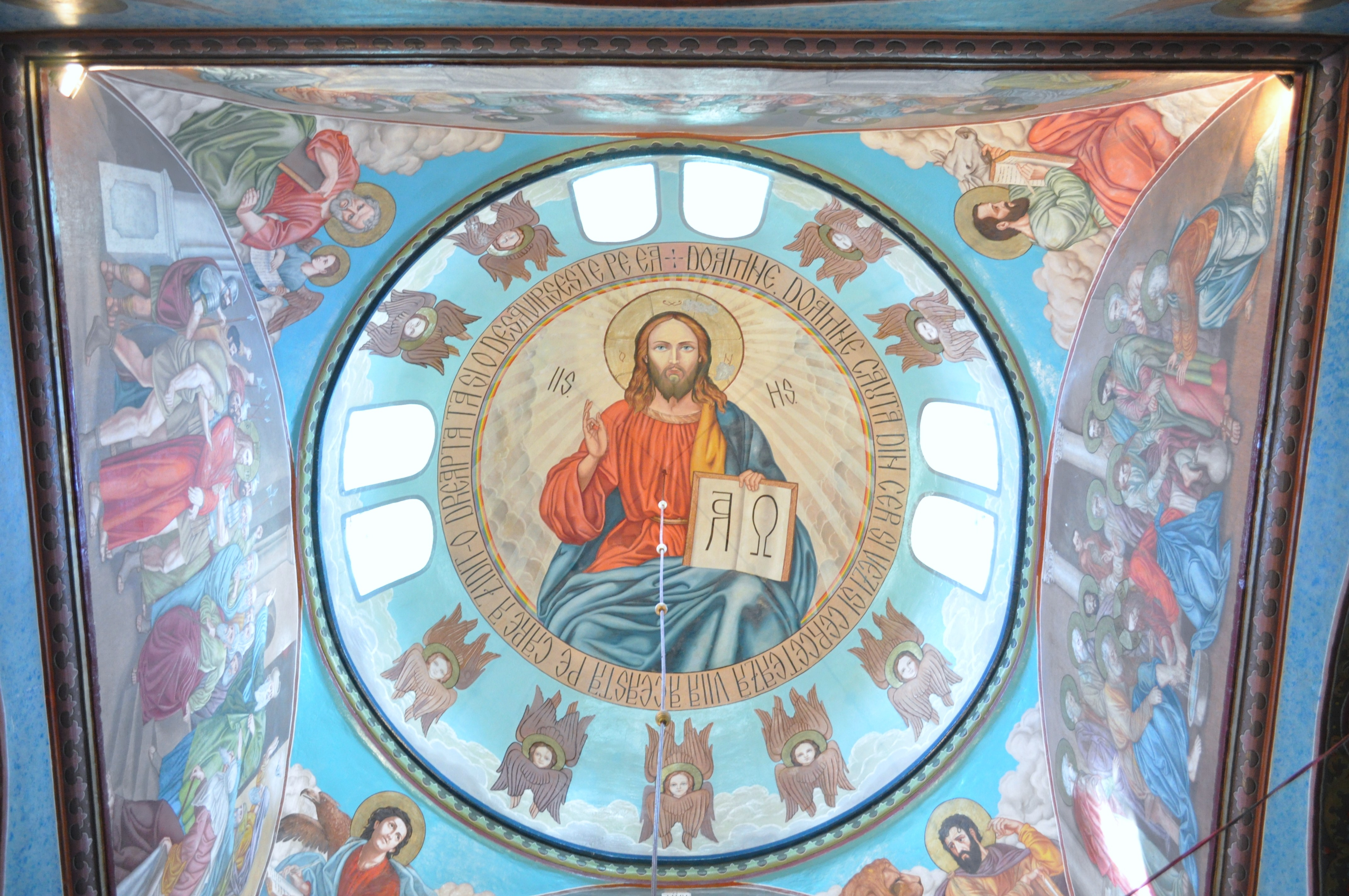
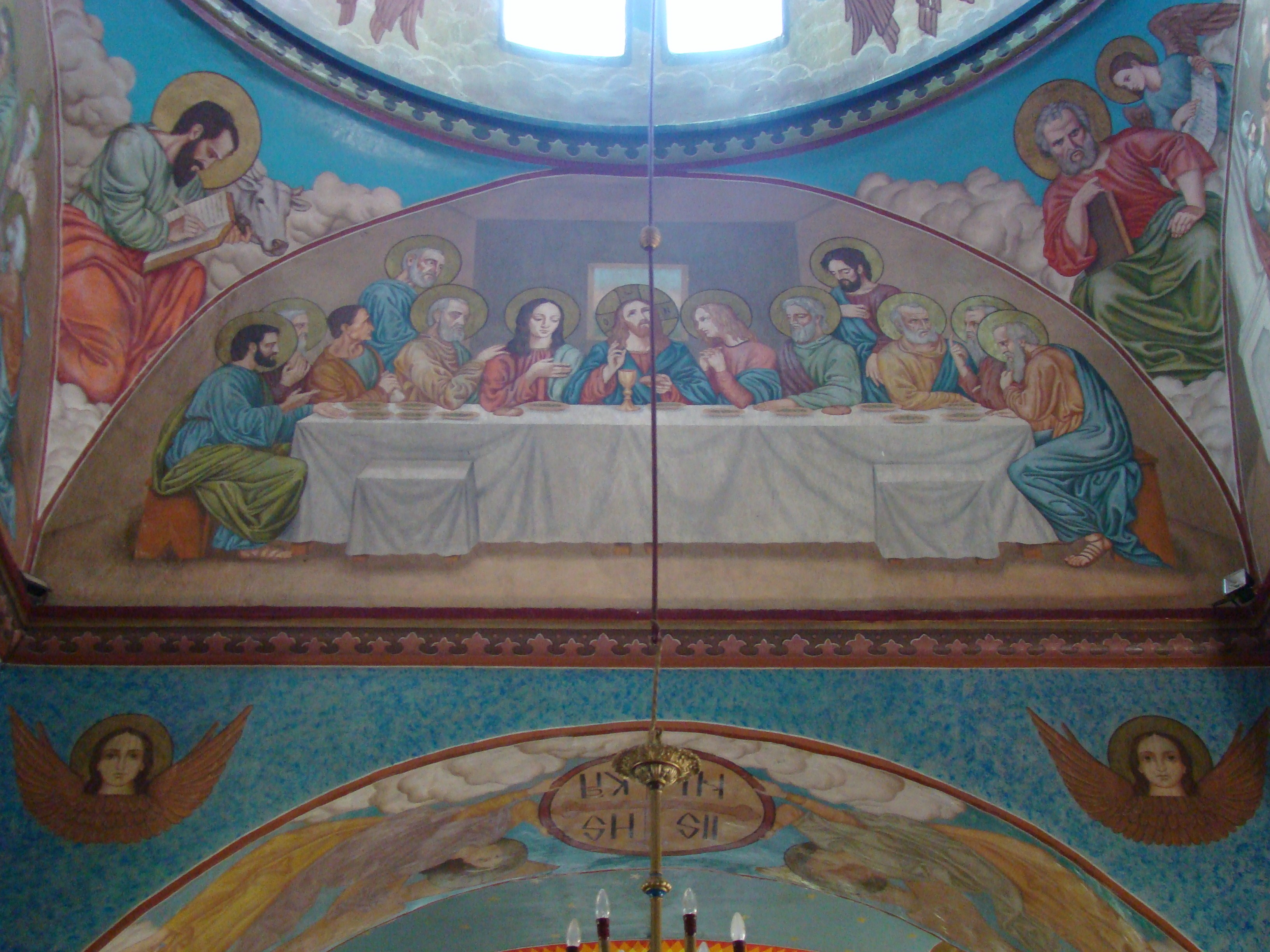
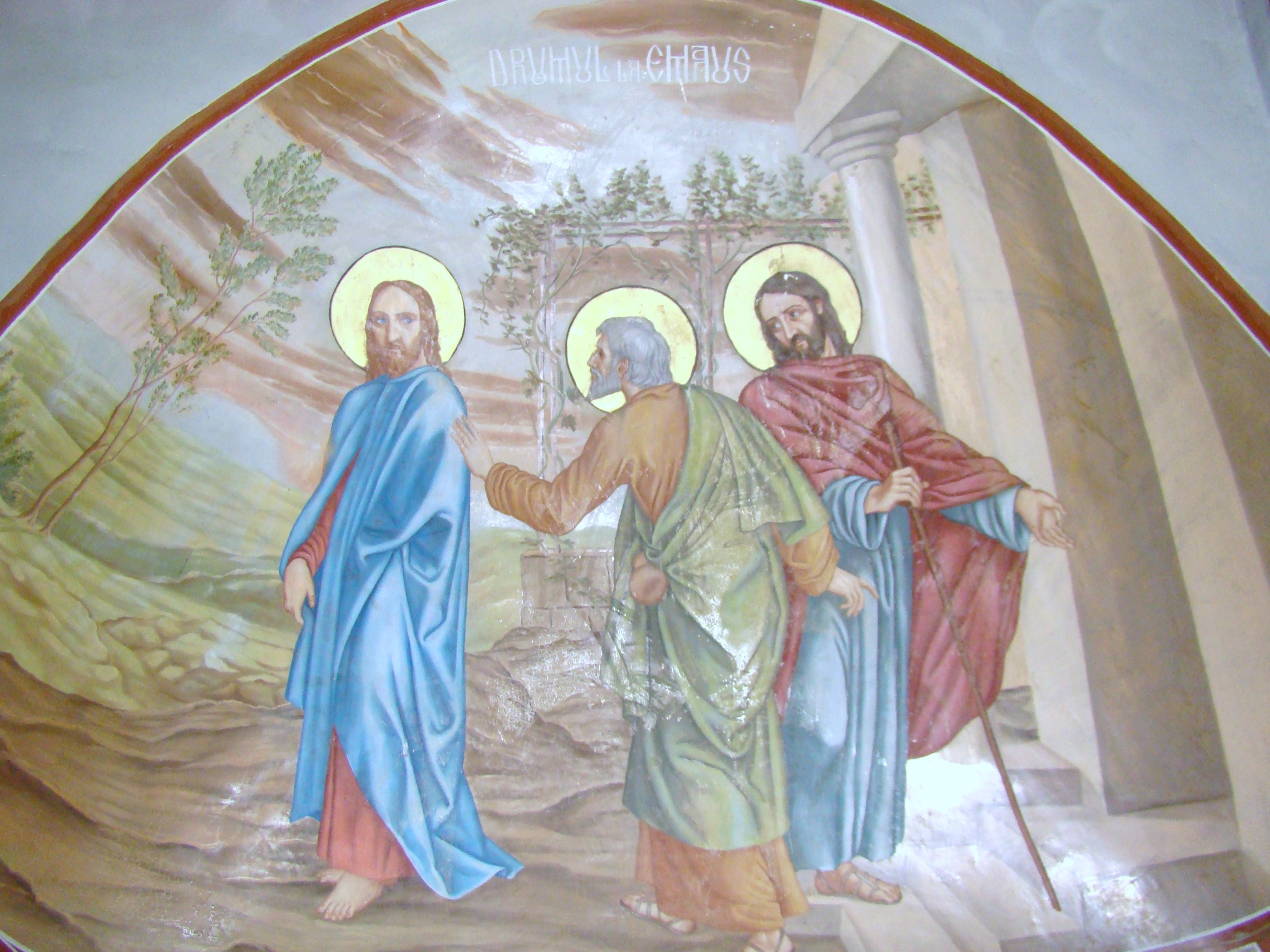
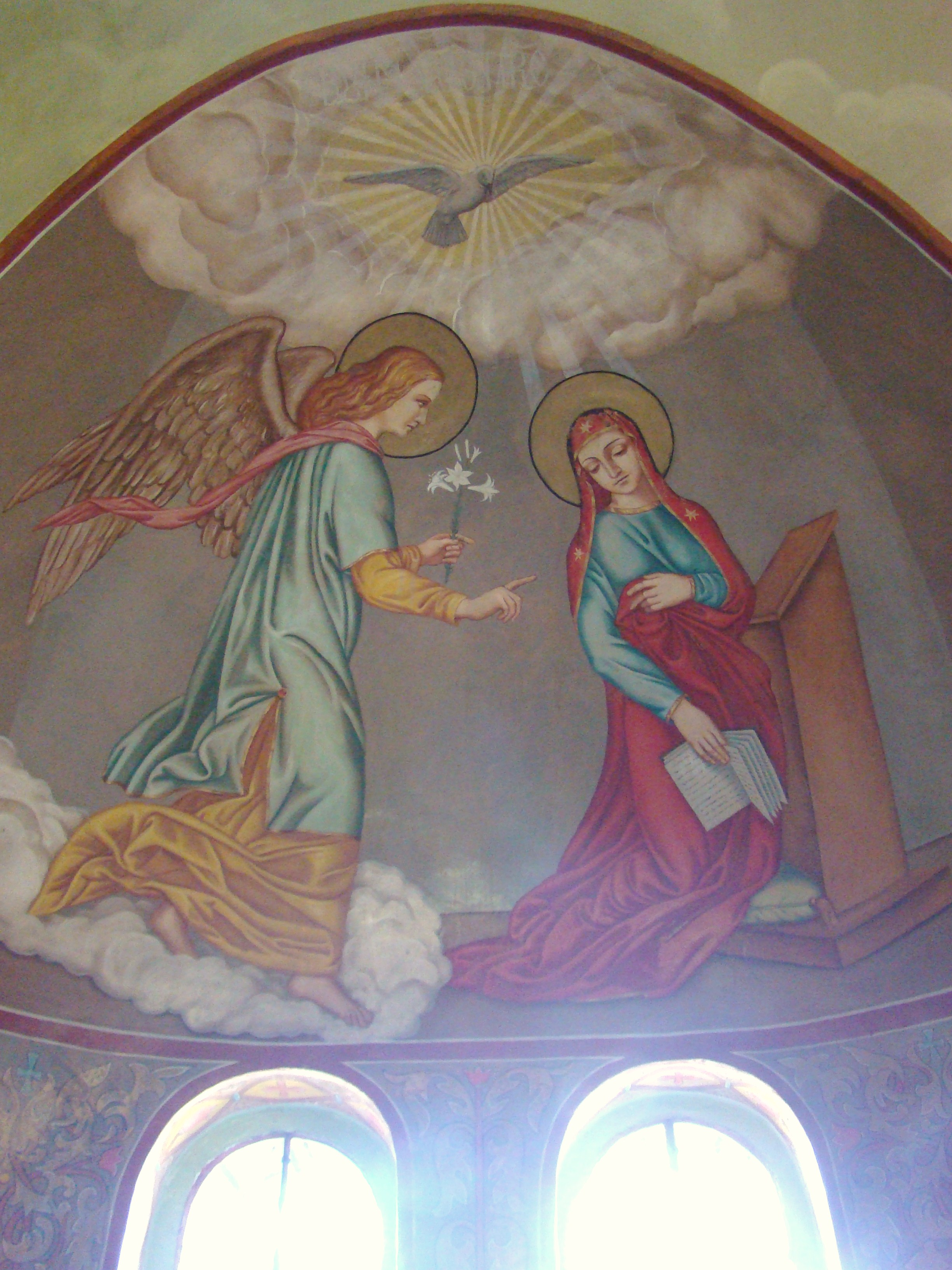
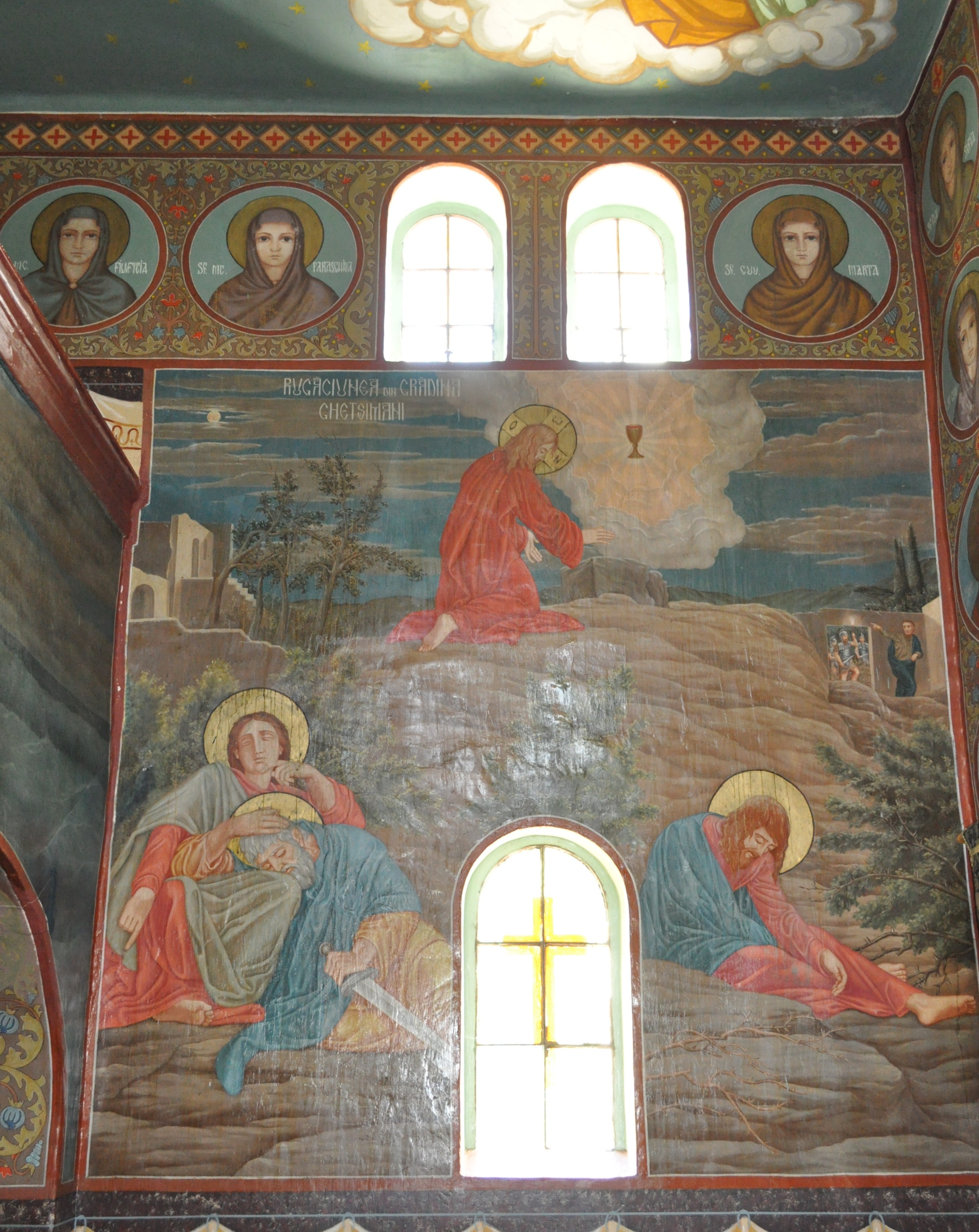
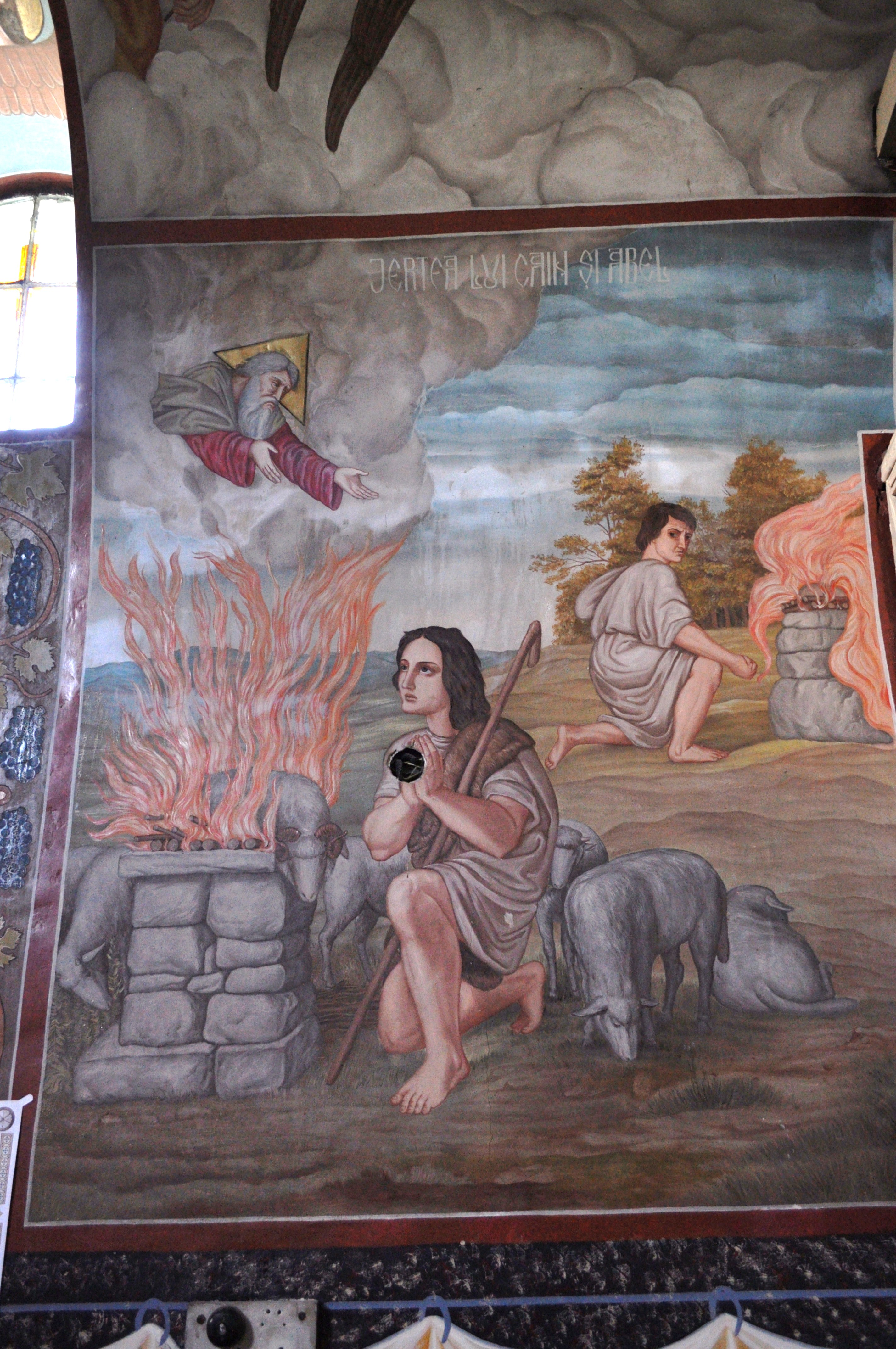
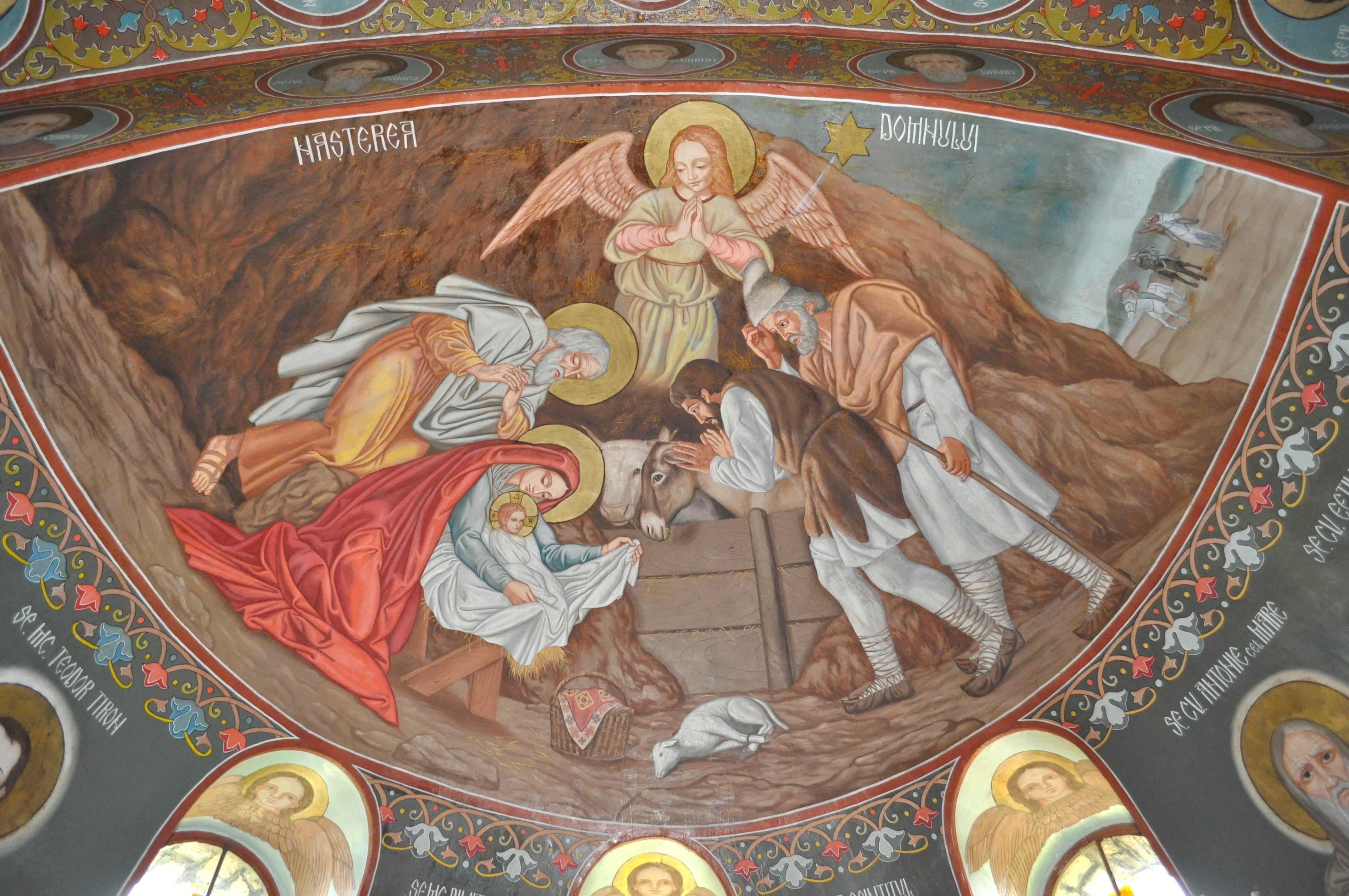
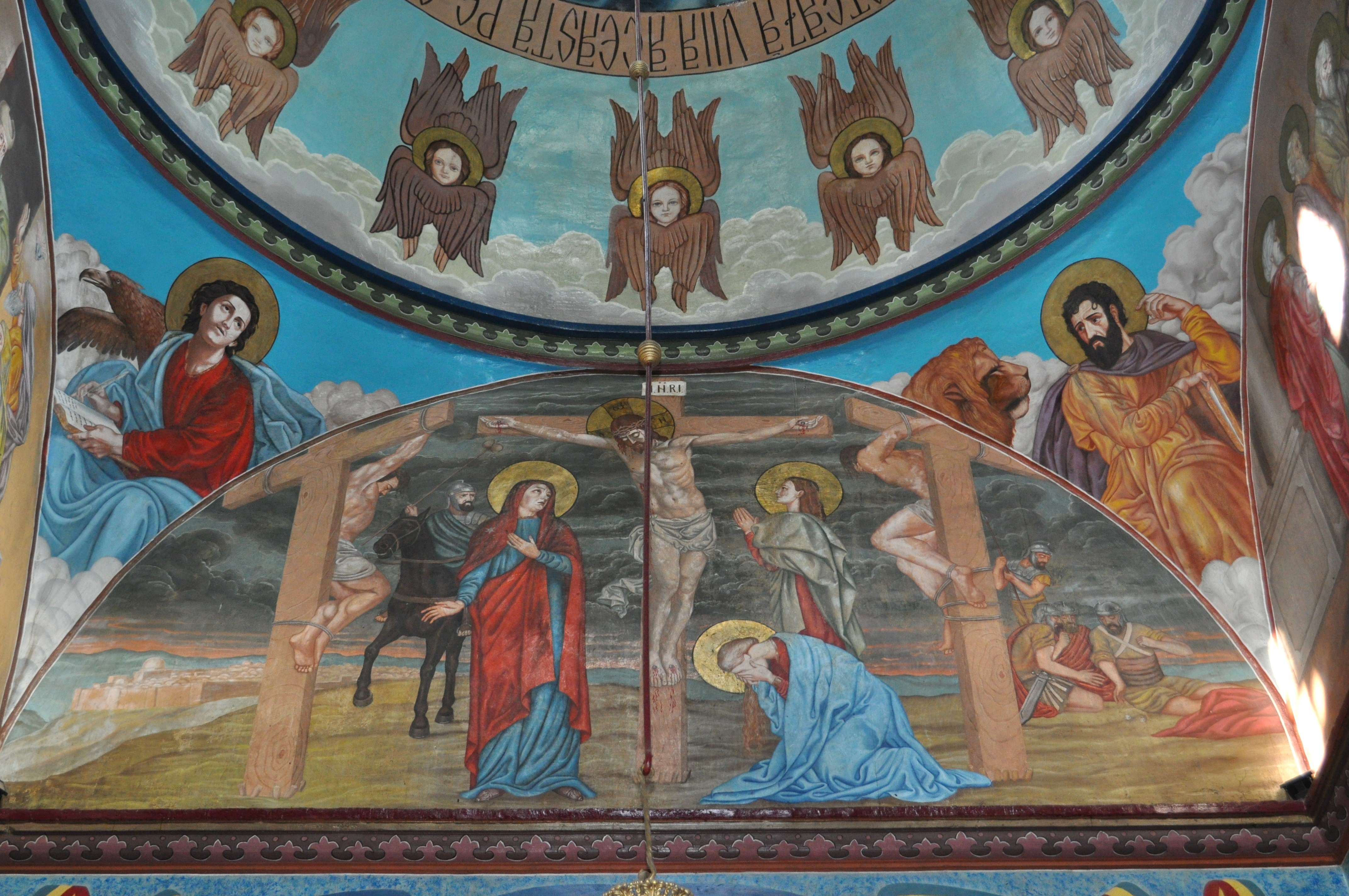
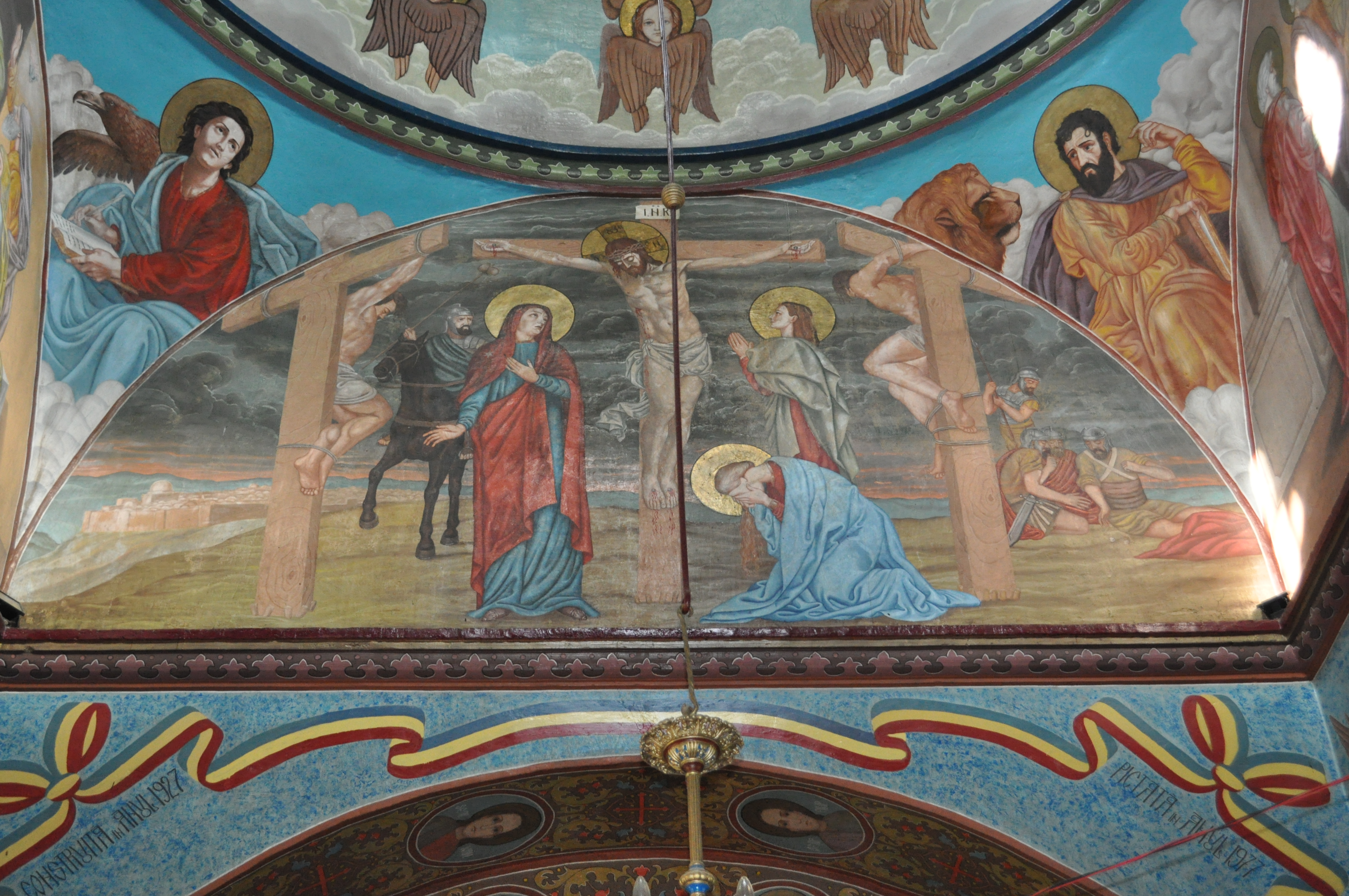
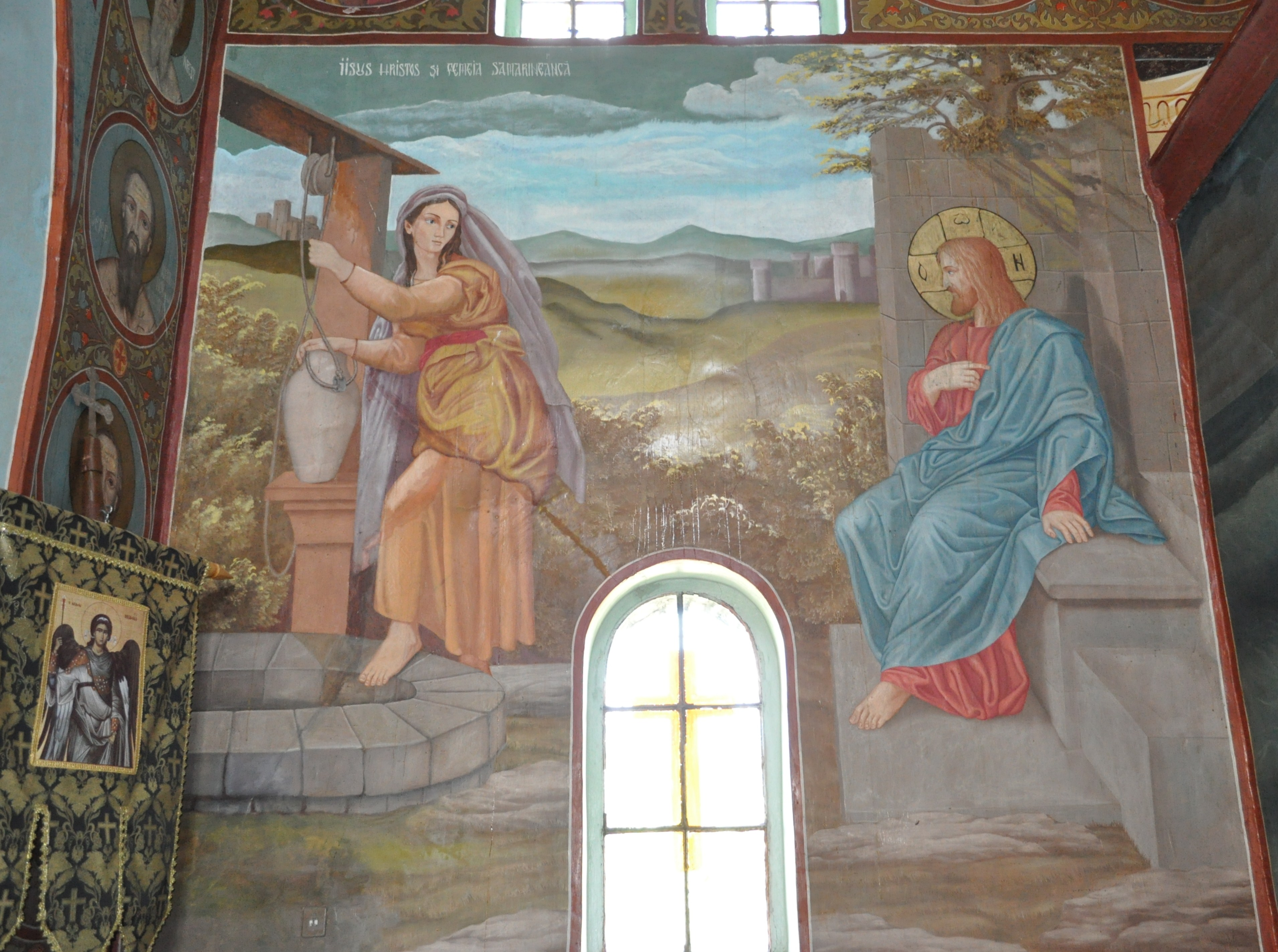
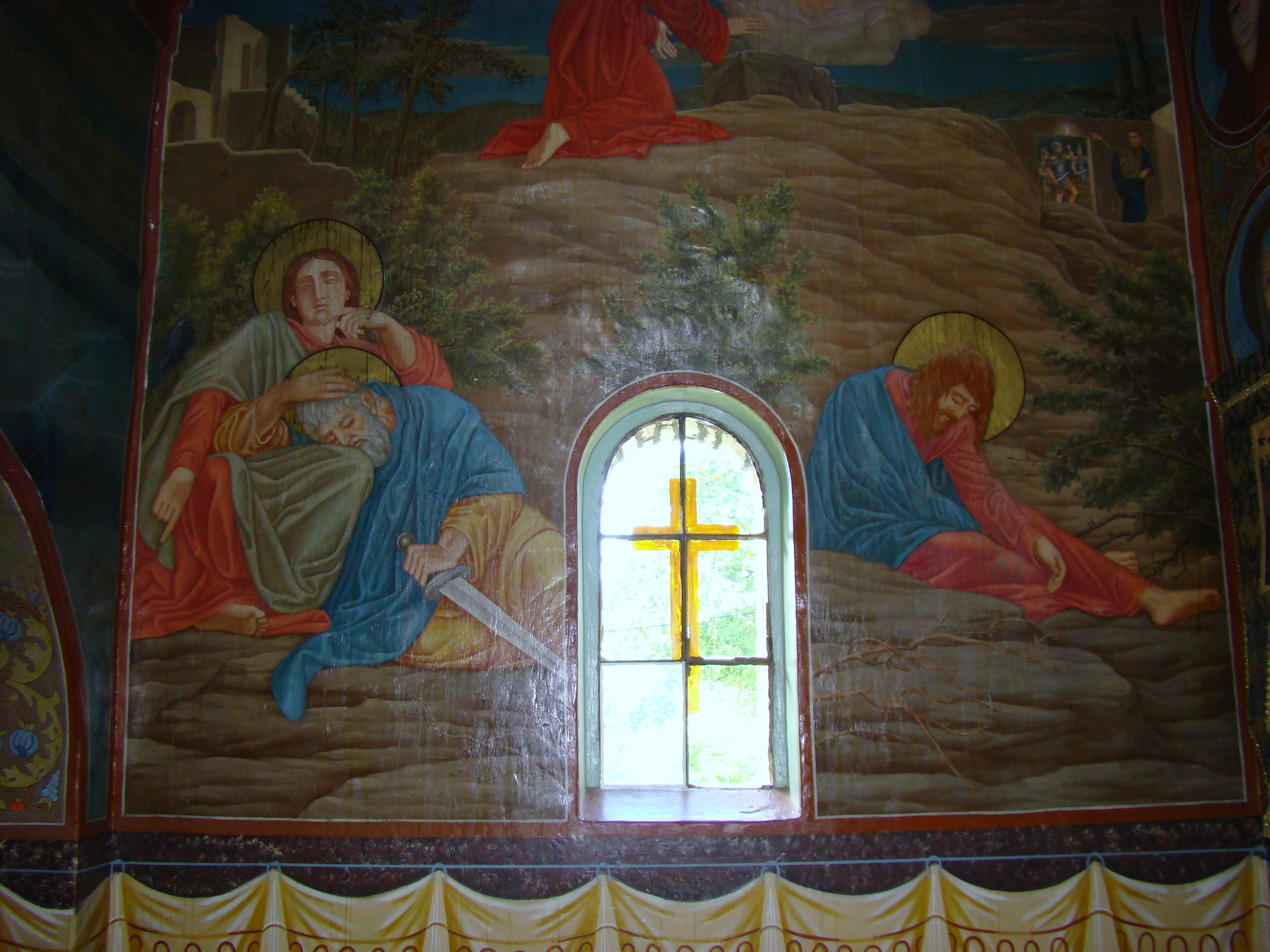
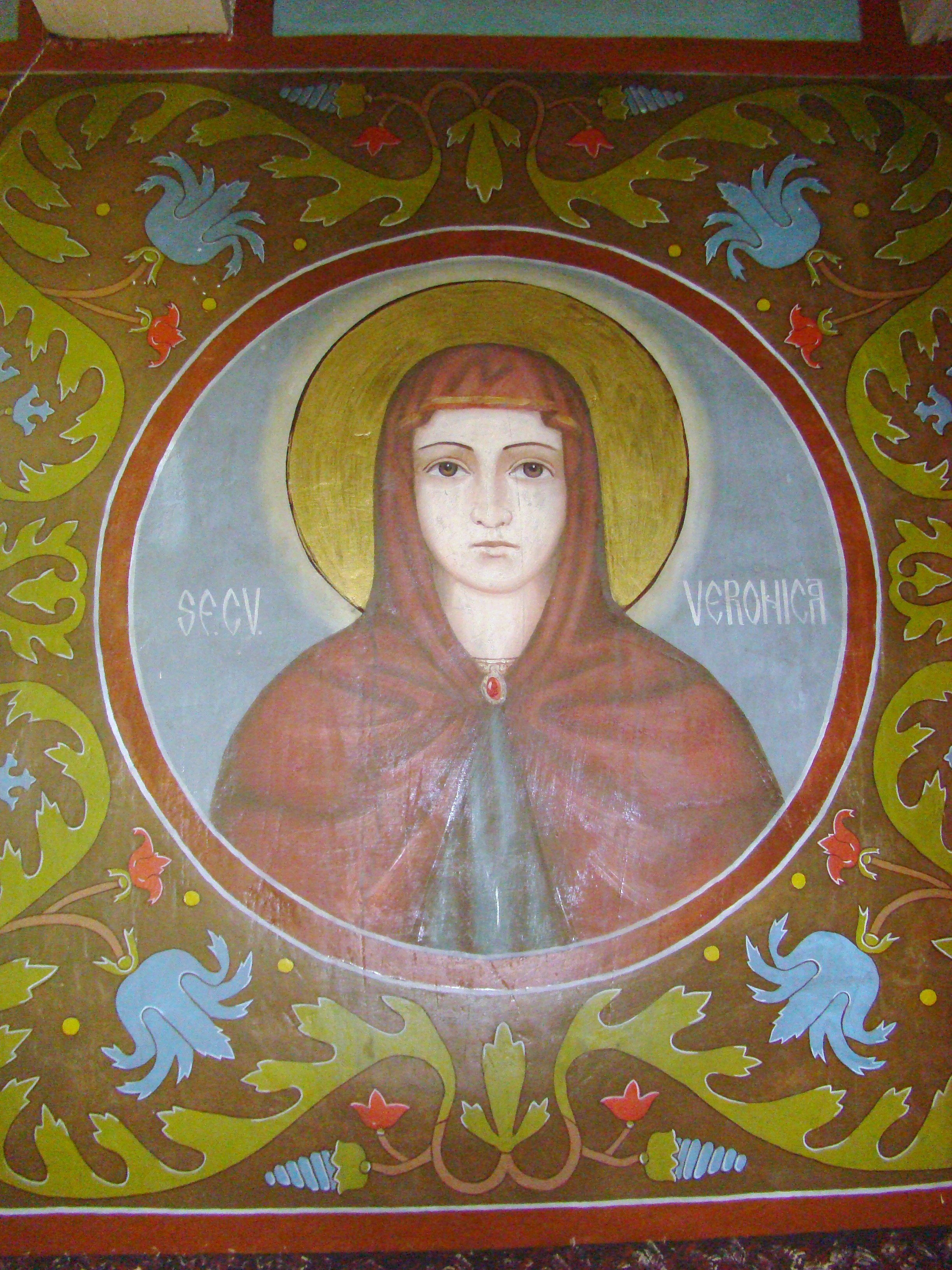
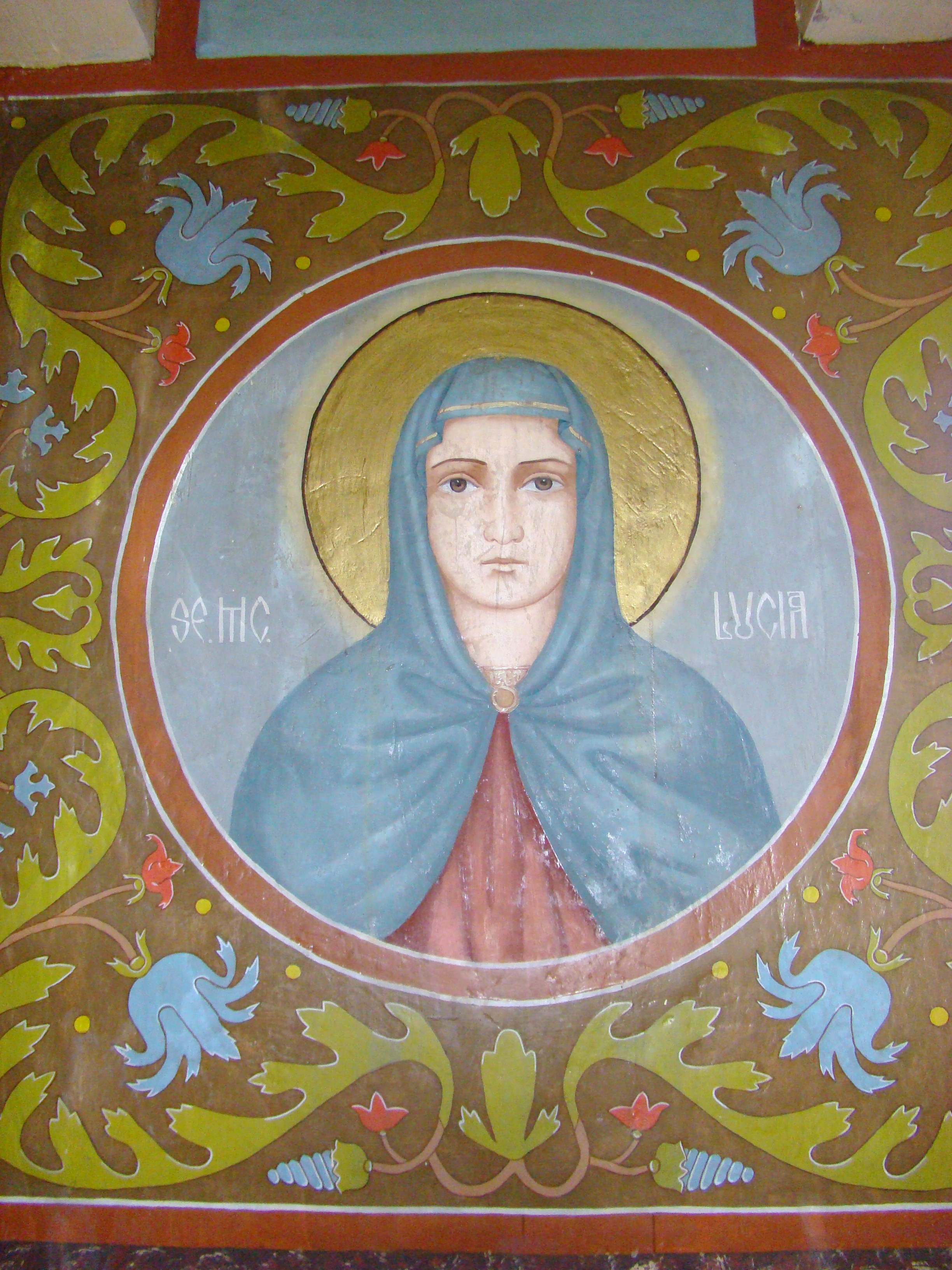
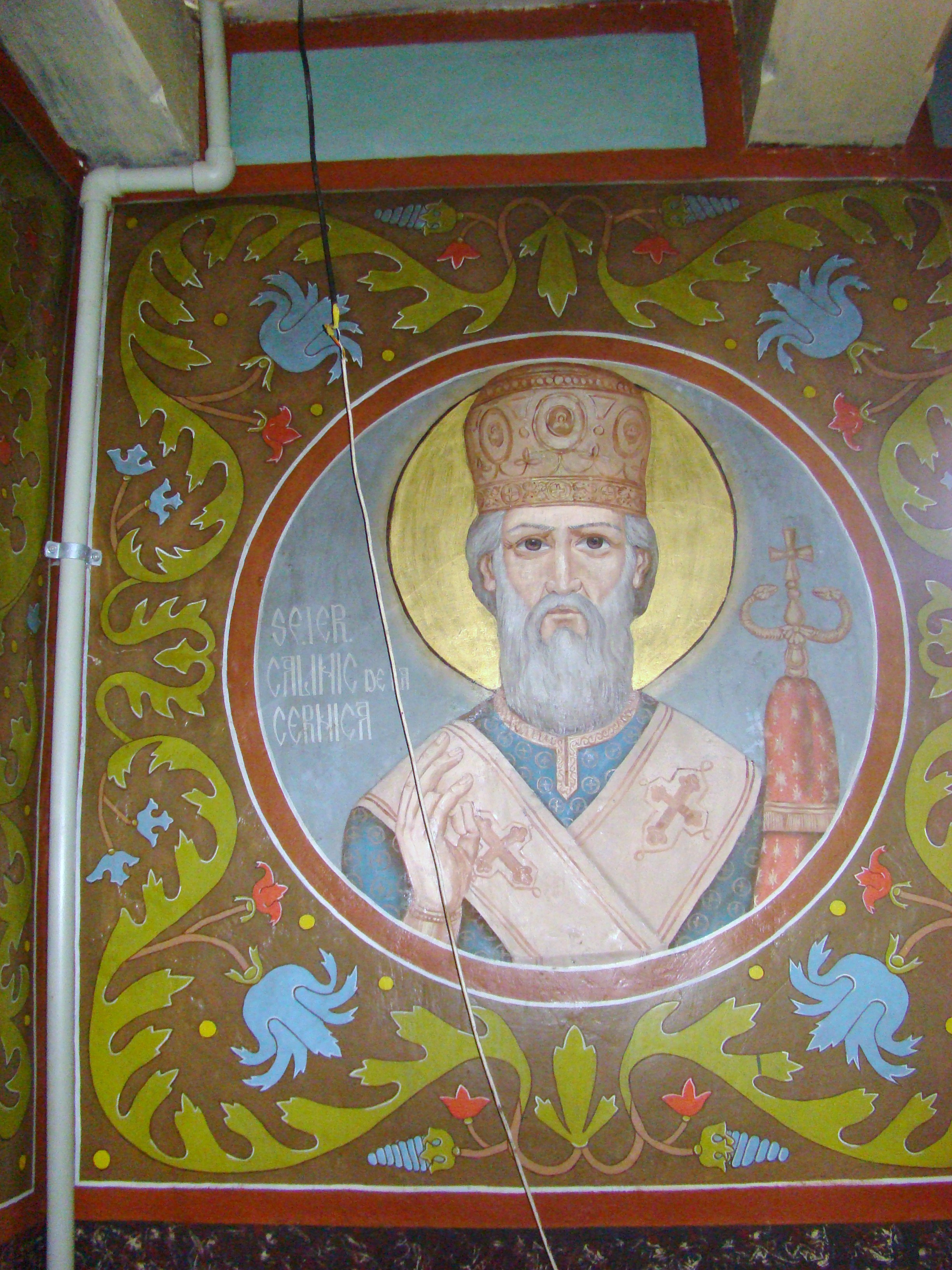
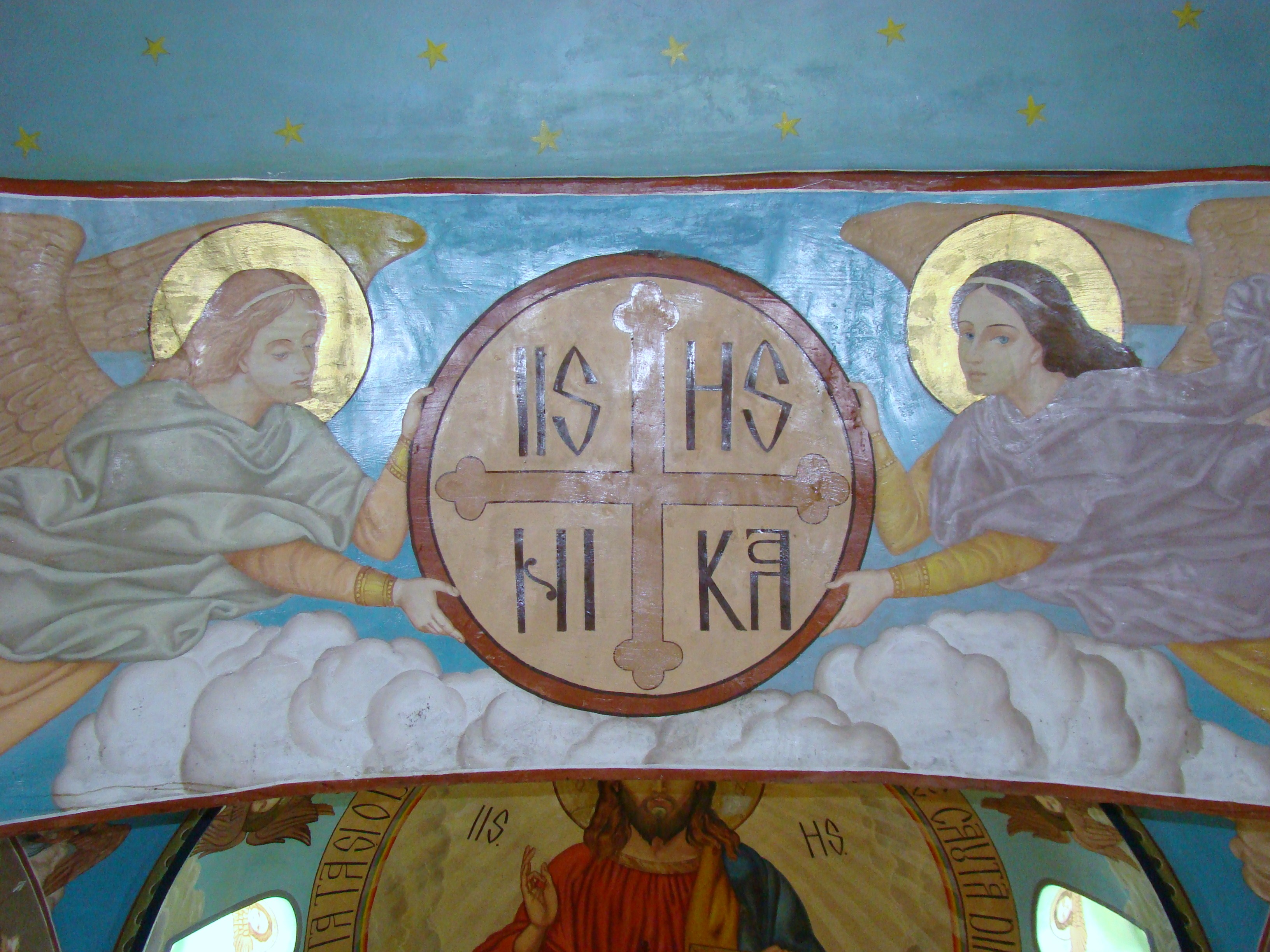
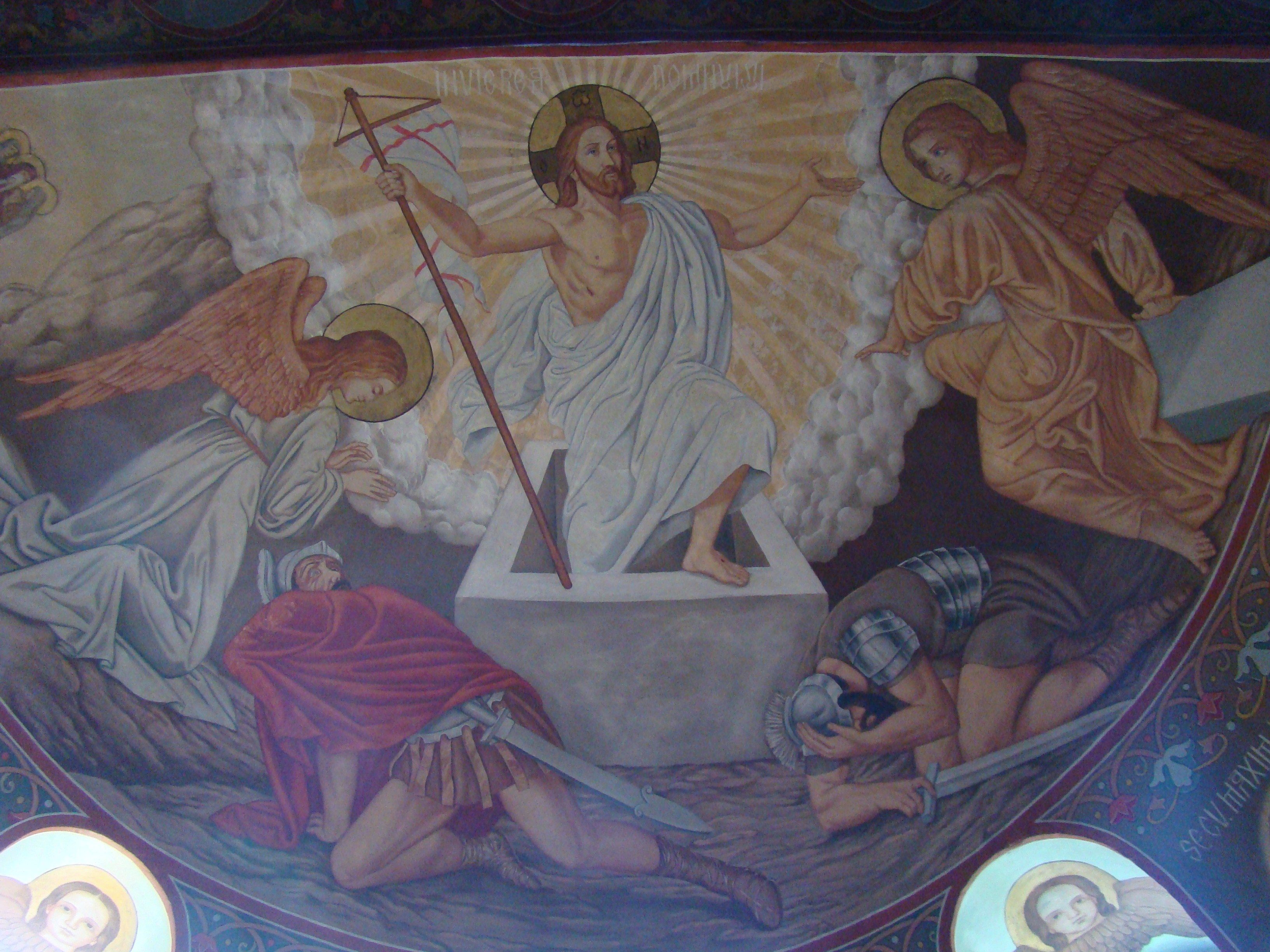
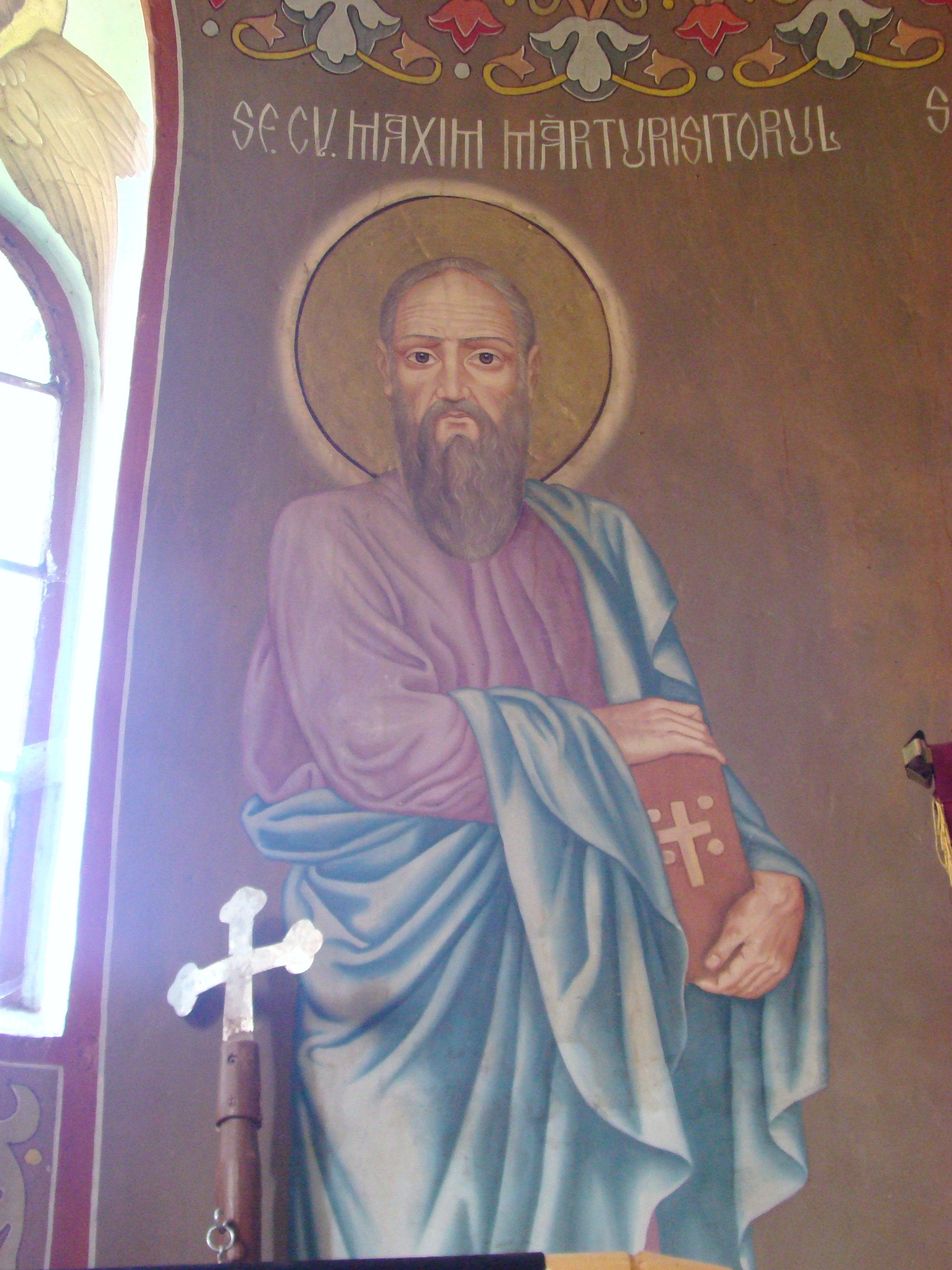
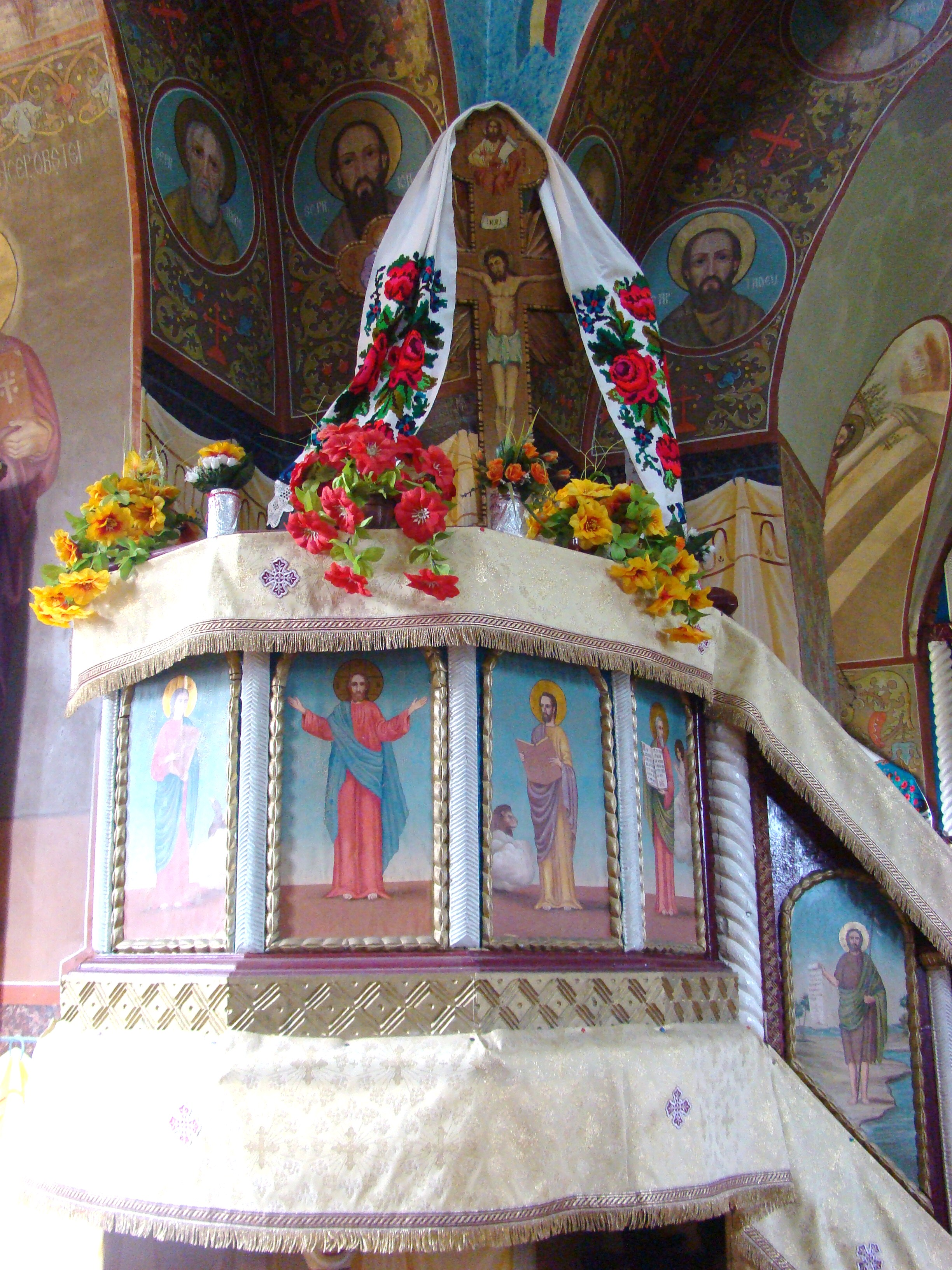
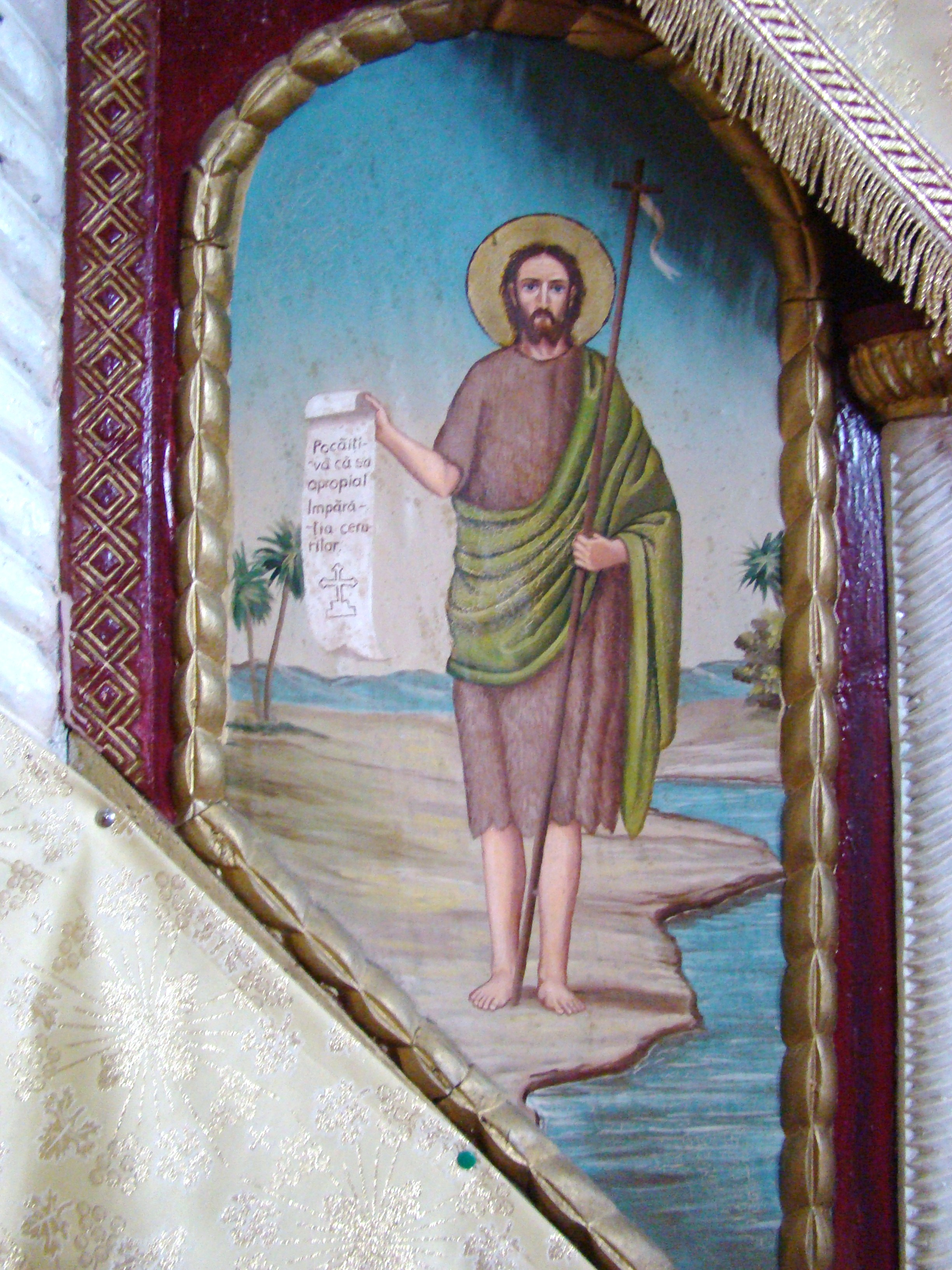
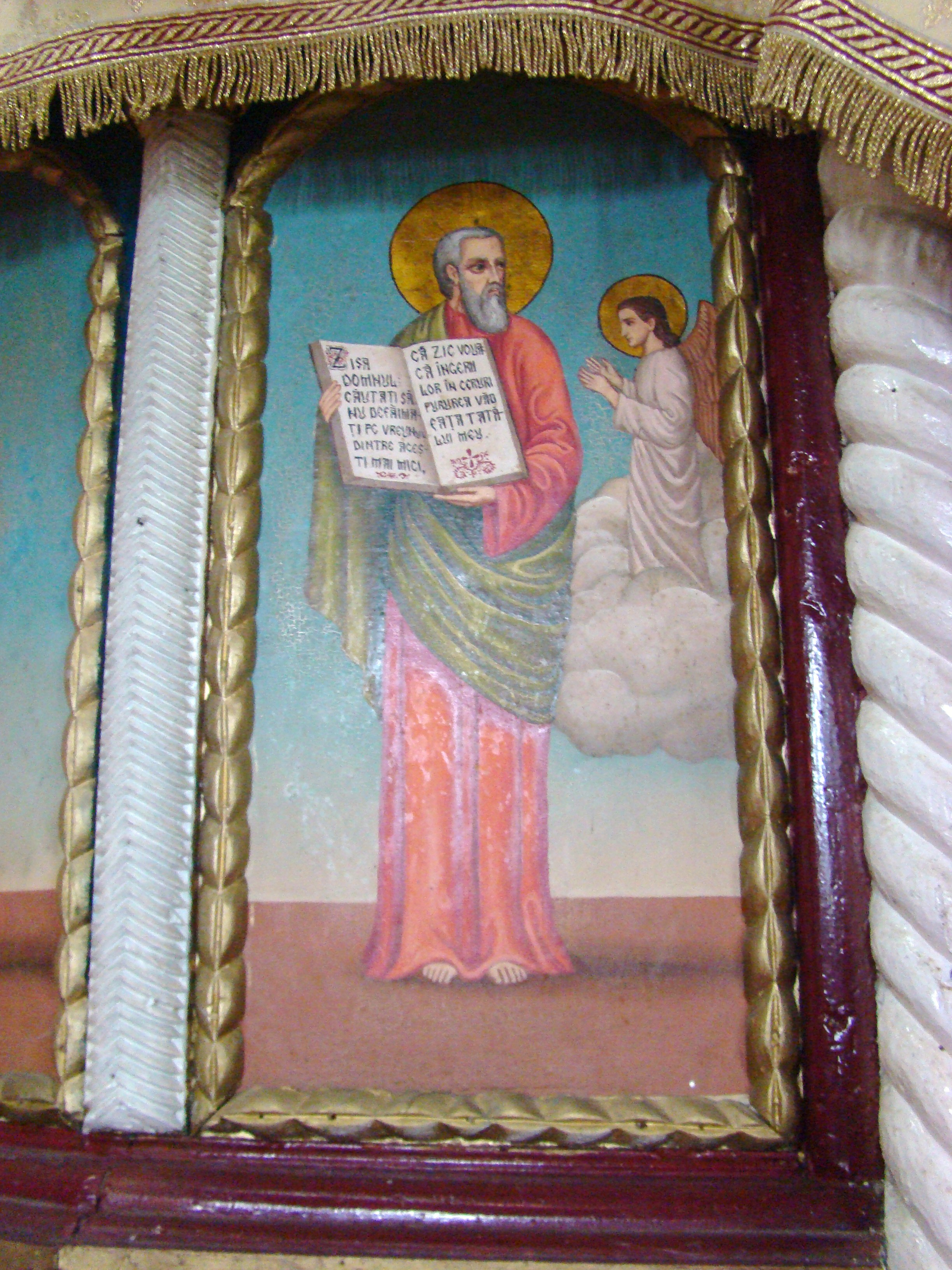
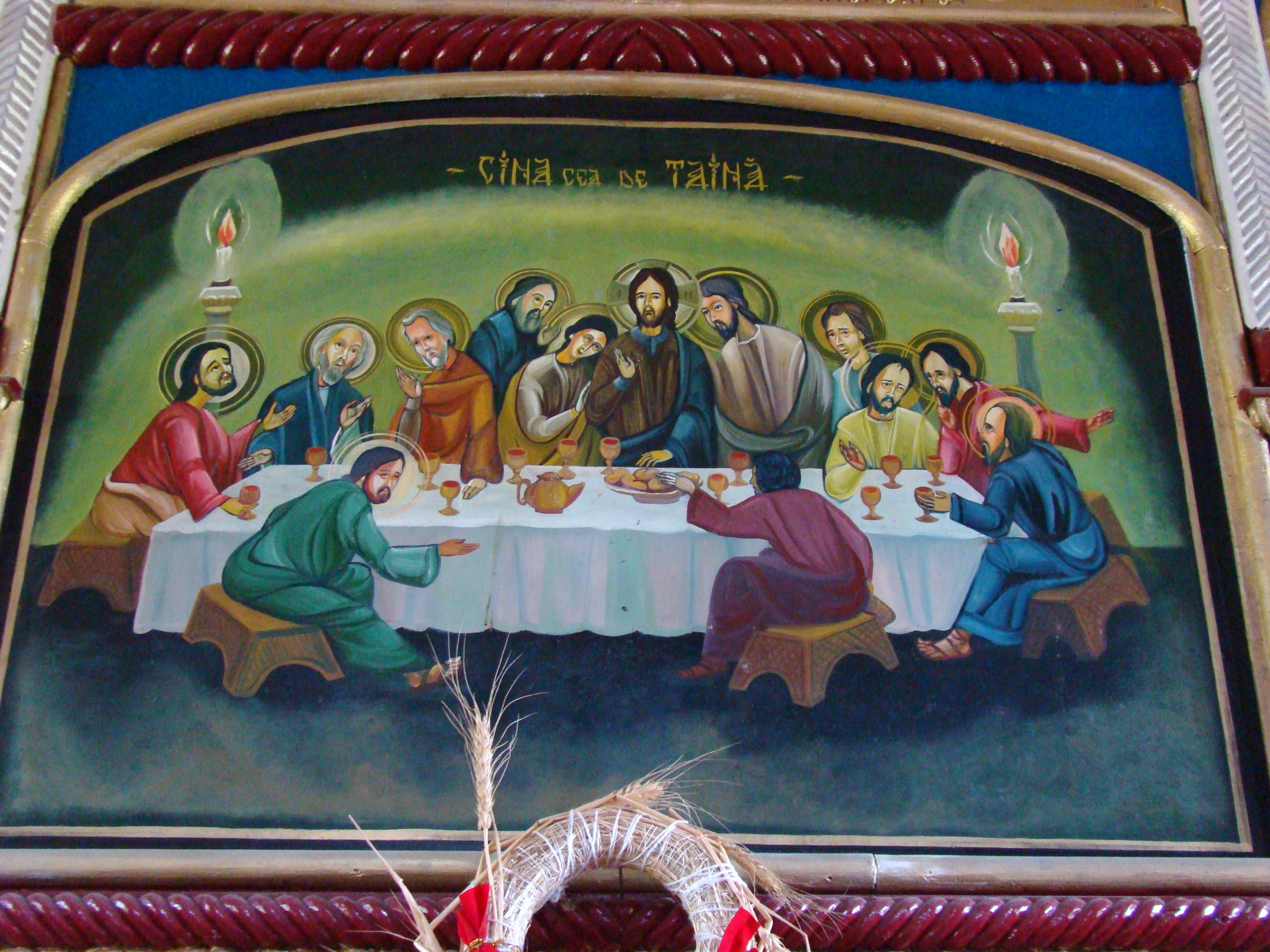
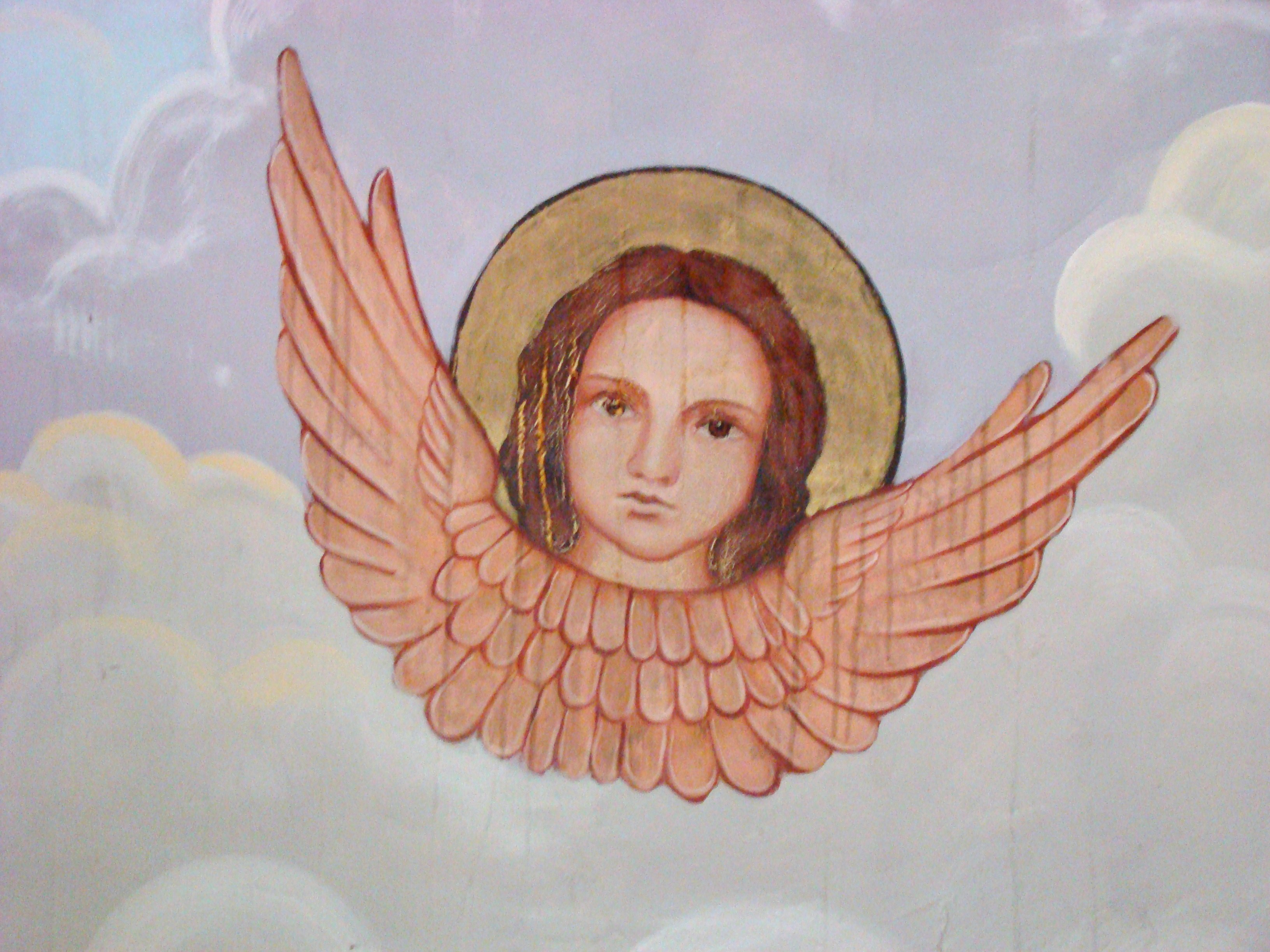
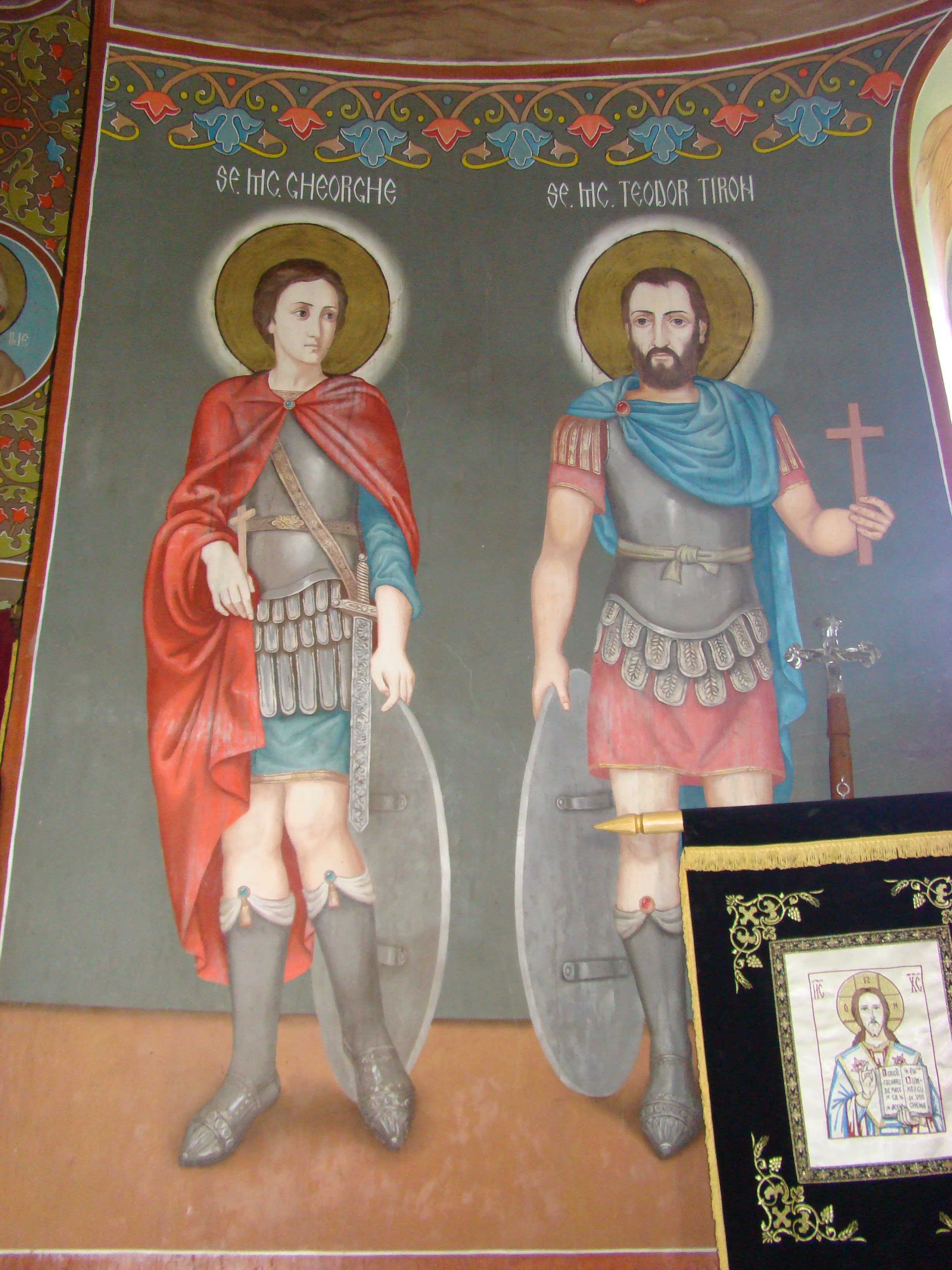
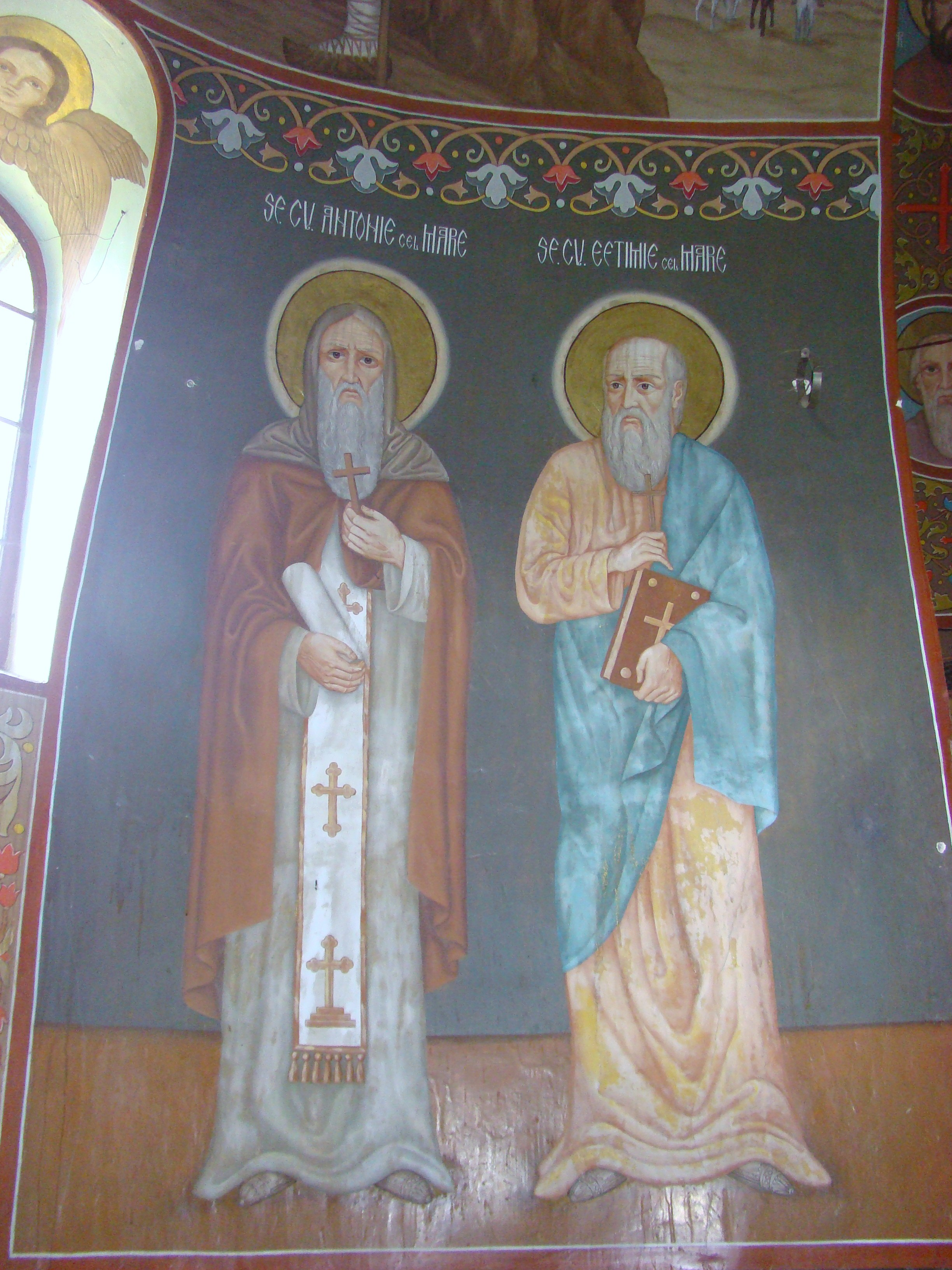
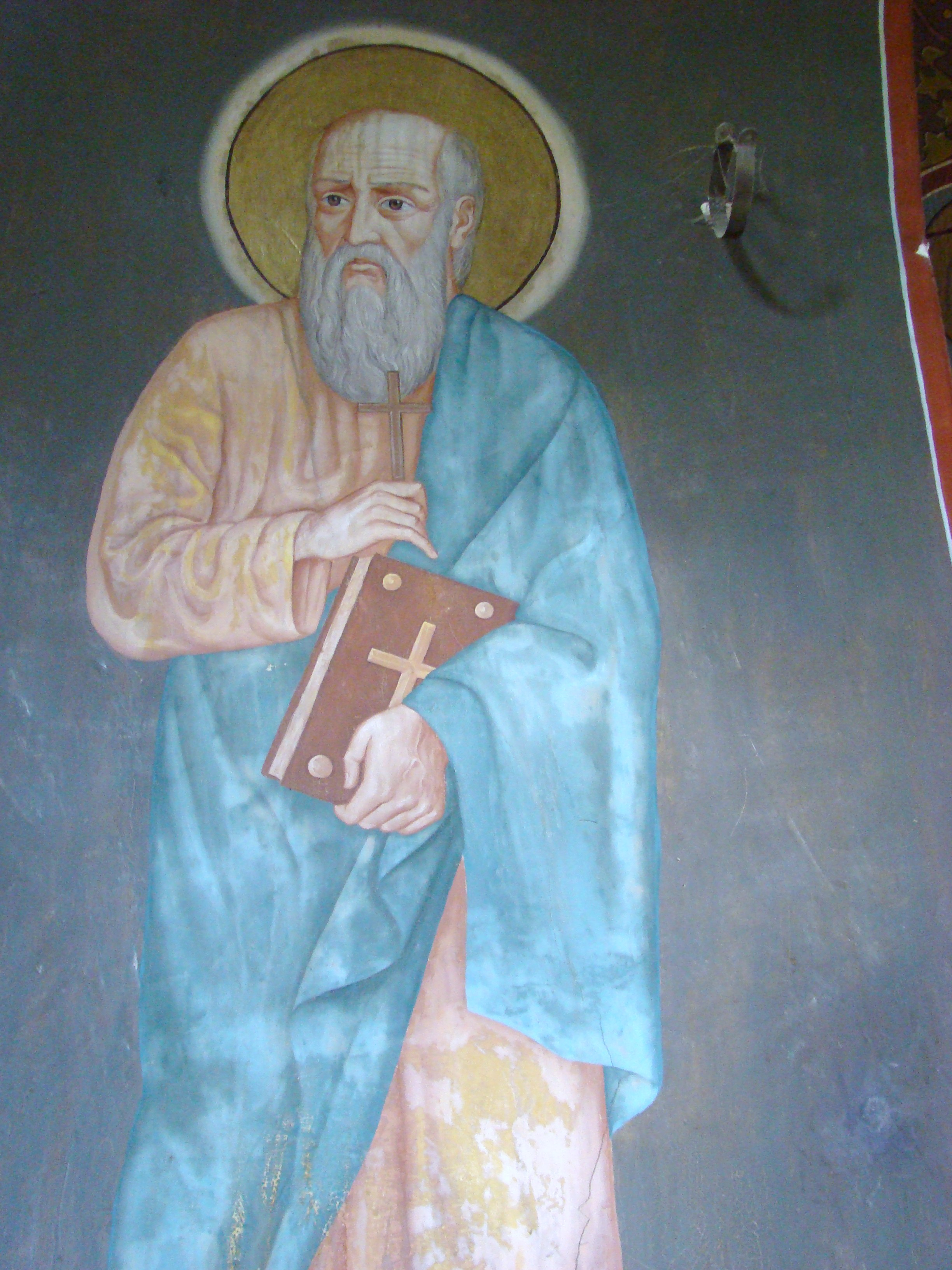
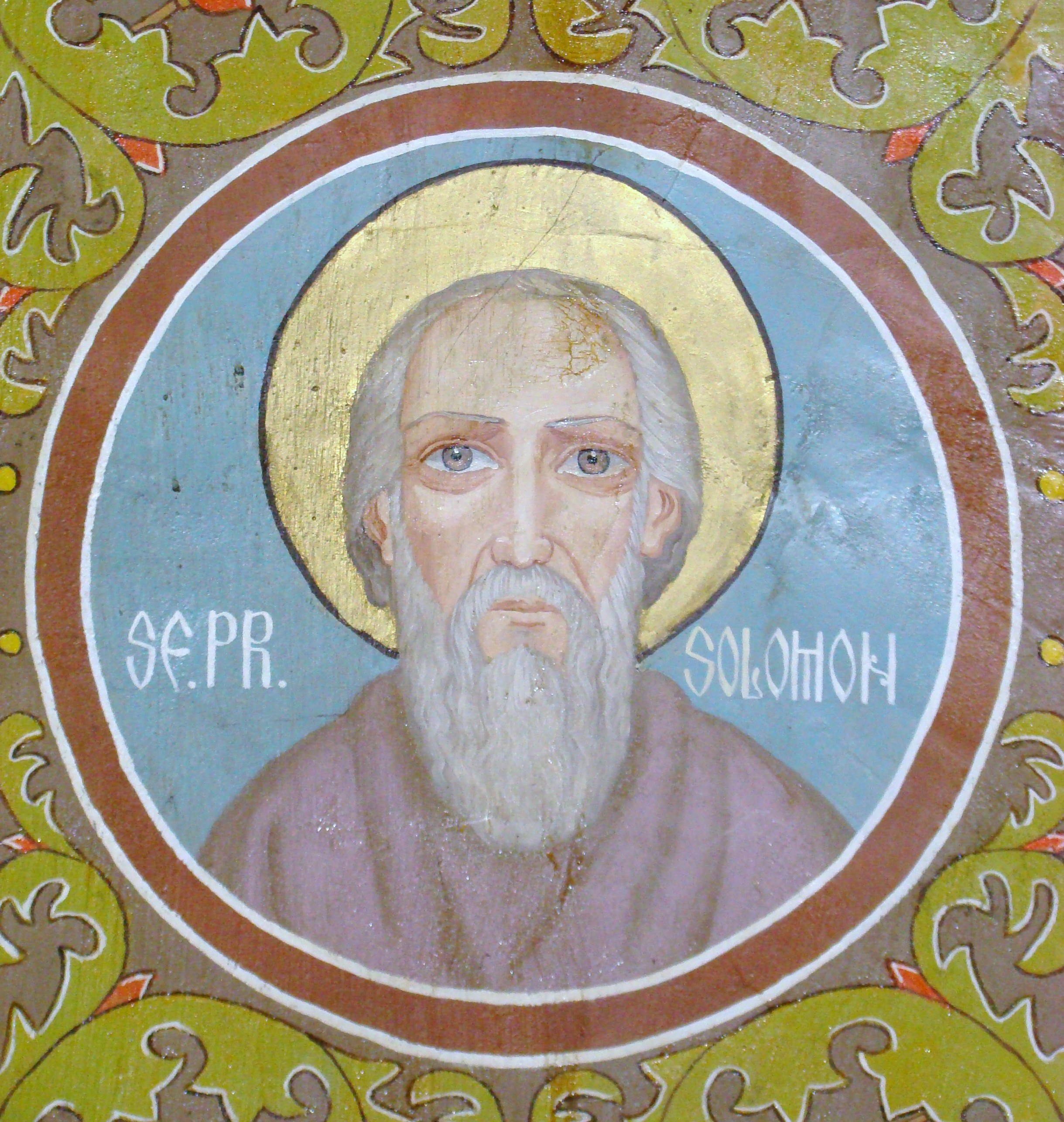
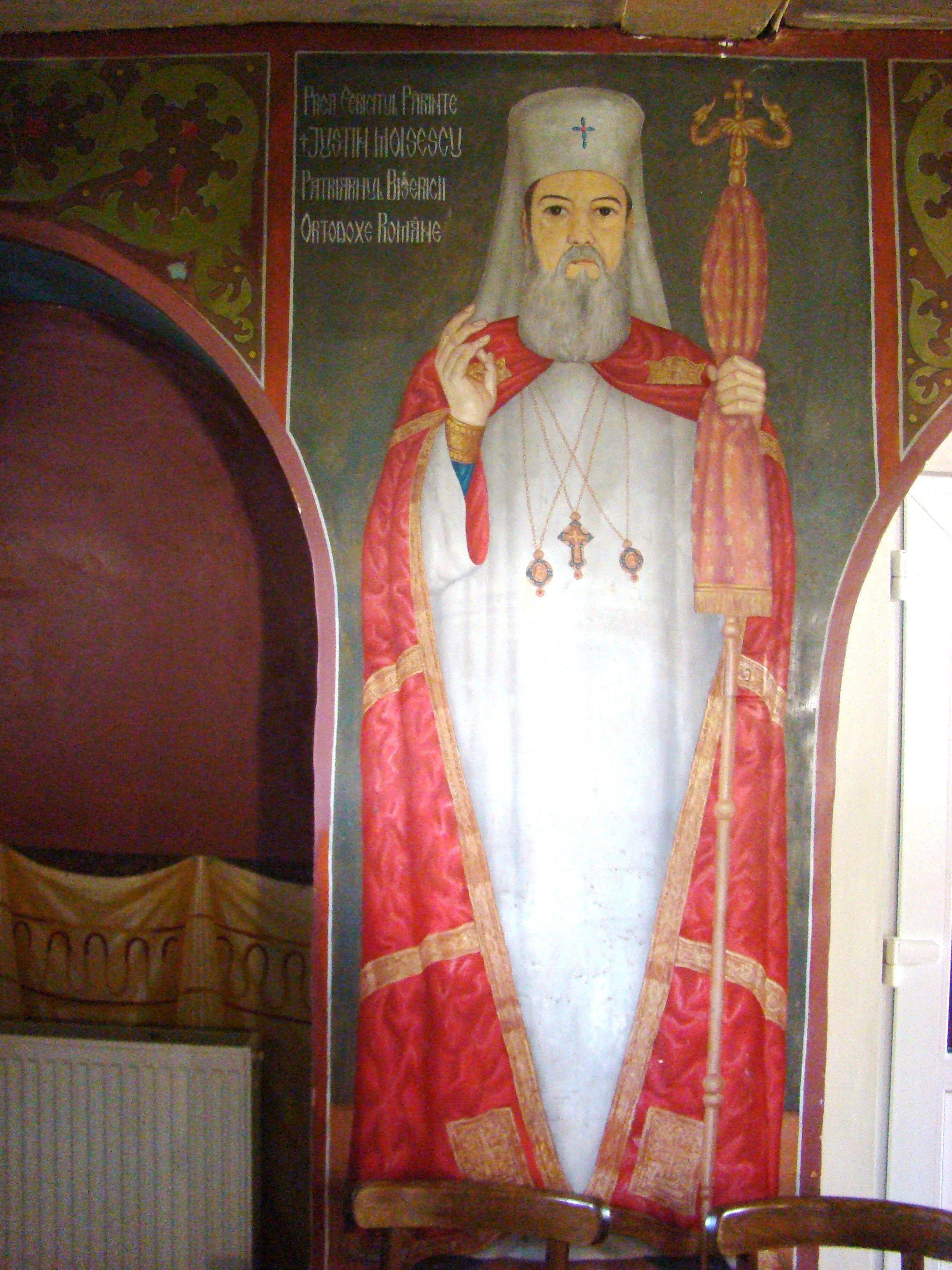
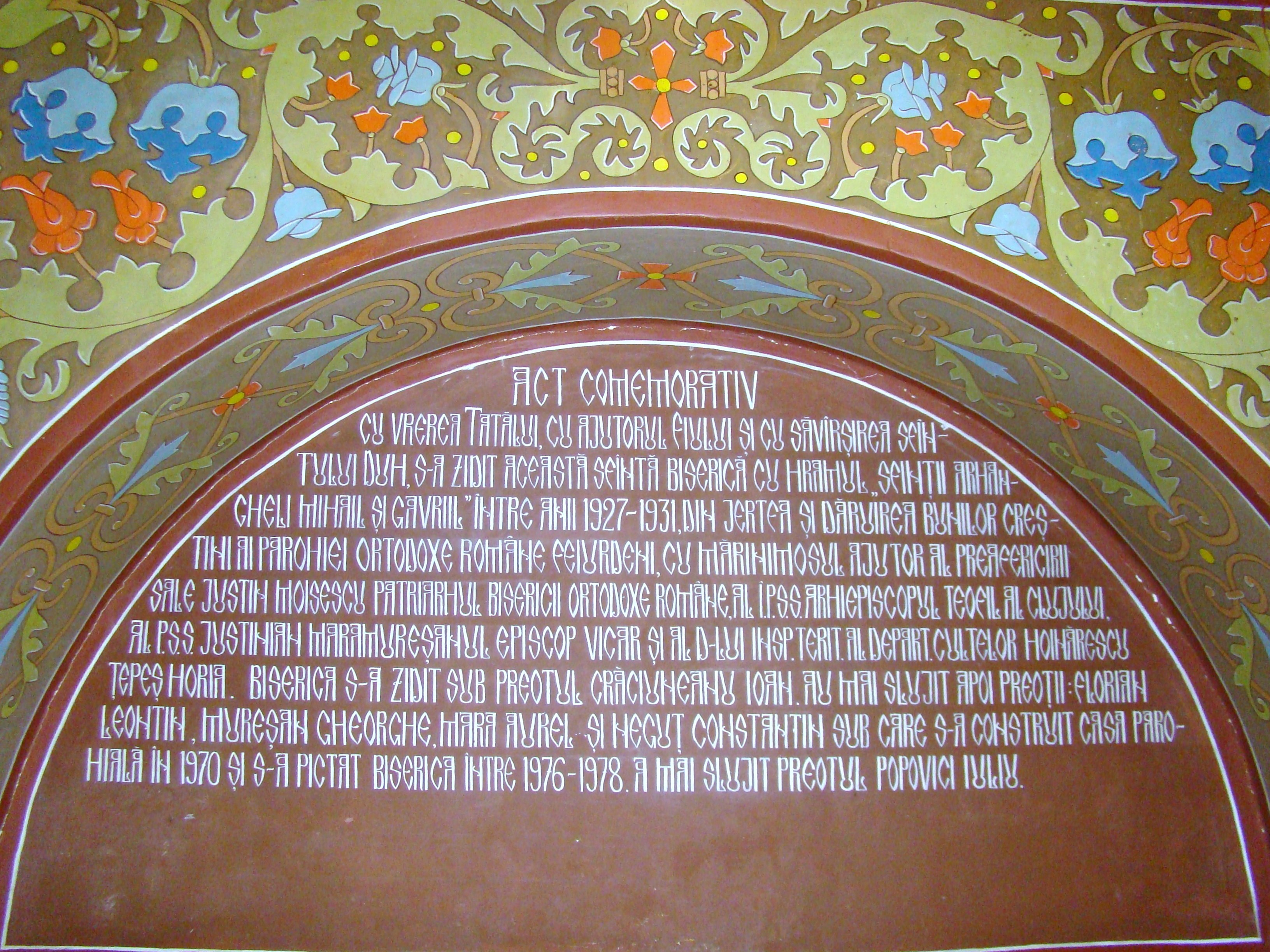
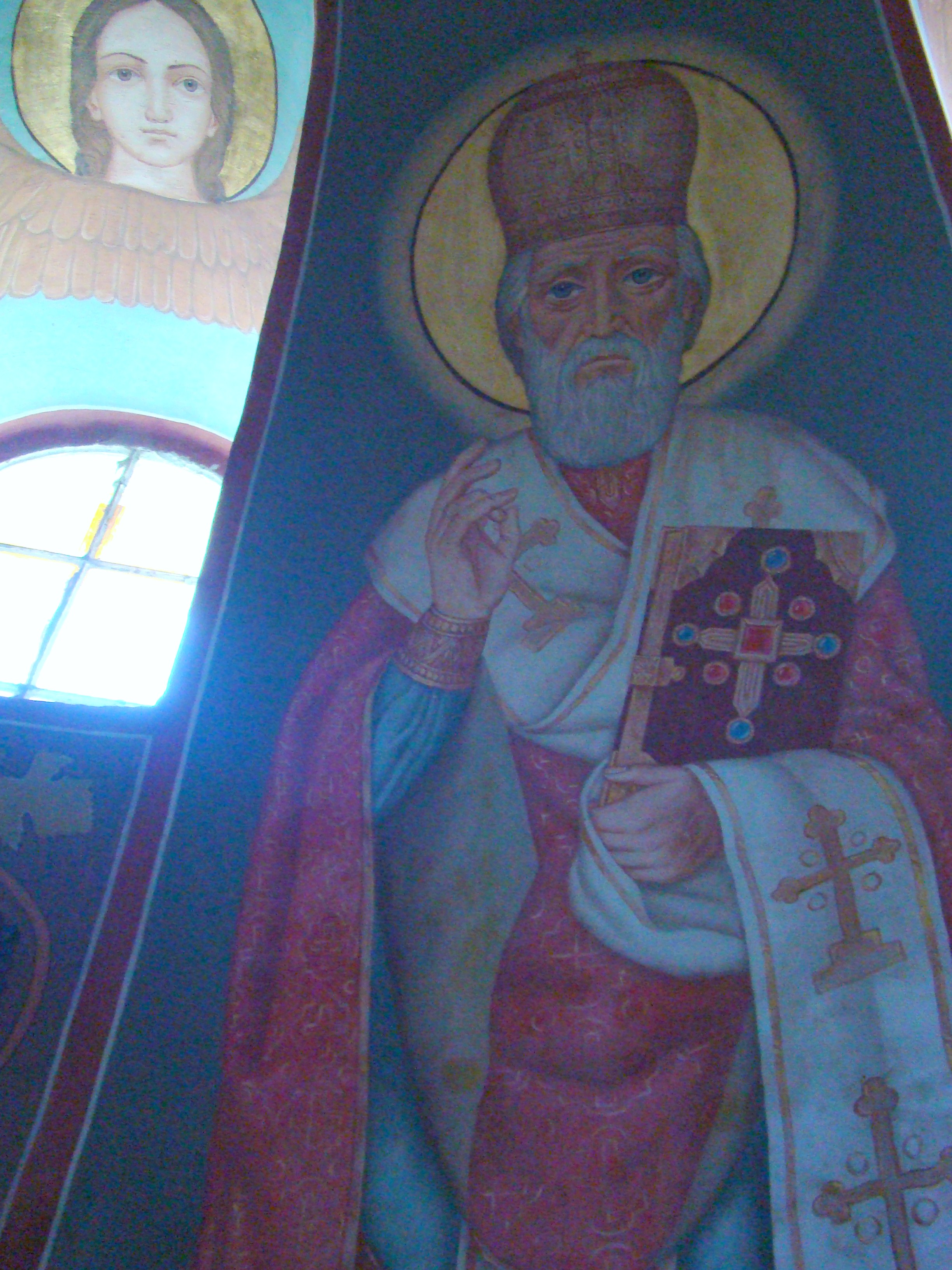
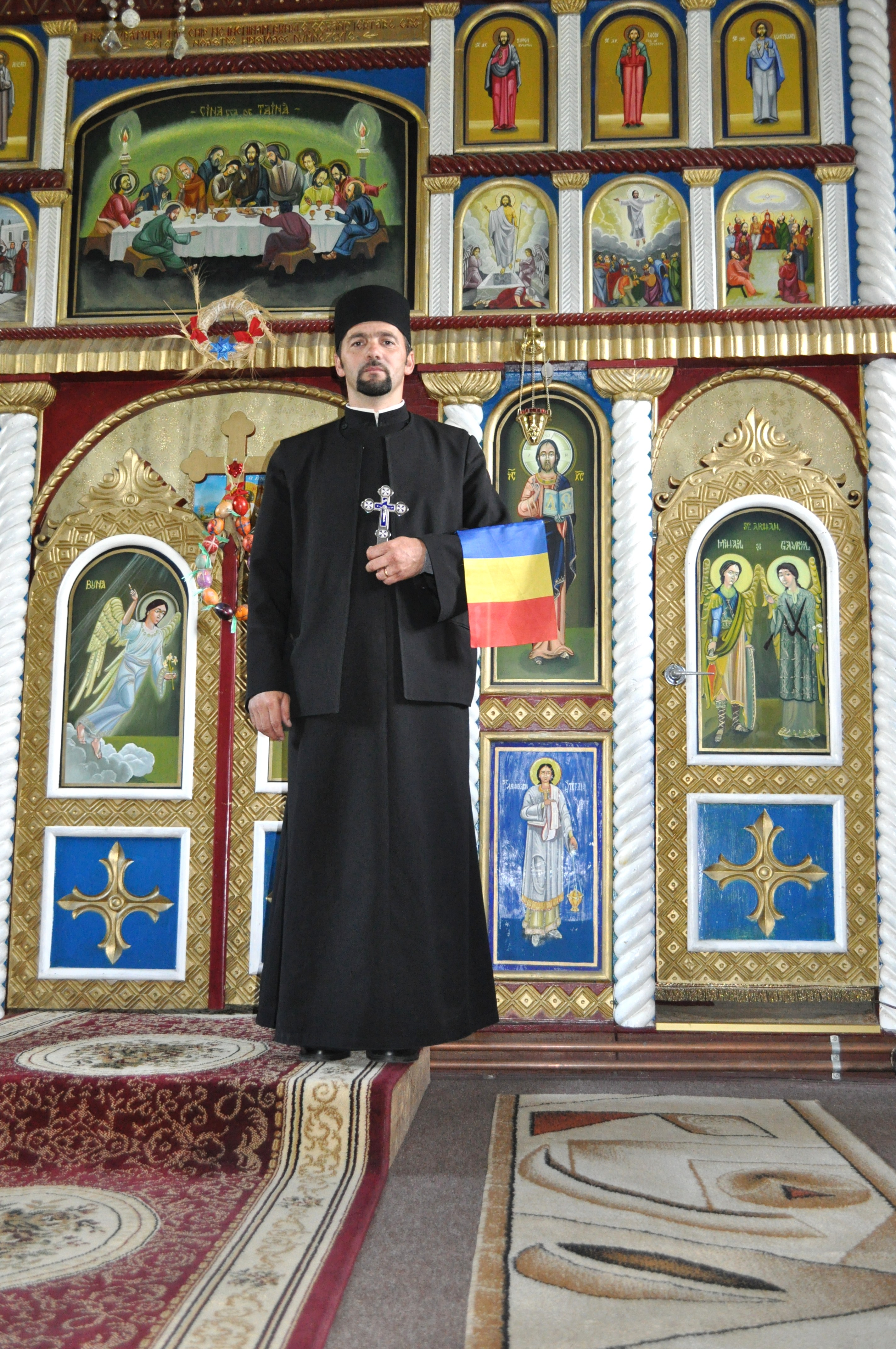
Preotul paroh Ioan Cherhaț